# المسيحية في أوروبا
| < 1%    | تركيا |
| 2–4%    | أذربيجان |
|         | |
| 5–10%   | كوسوفو |
| 10–20%  | ألبانيا كازاخستان                                                                                            |
| 20–30%  | جمهوريّة التشيك                                                                                               |
| 30–40%  | إستونيا |
|         | |
| 50–60%  | هولندا البوسنة والهرسك لاتفيا جمهوريّة مقدونيا                                                                |
| 60–70%  | فرنسا بلجيكا المملكة المتحدة السويد ألمانيا                                                                  |
| 70–80%  | لوكسمبورغ بيلاروس سويسرا قبرص روسيا الجبل الأسود سلوفينيا إسبانيا                                            |
| 80–90%  | فنلندا النمسا المجر بلغاريا إيطاليا الدنمارك أوكرانيا النرويج سلوفاكيا موناكو اليونان جورجيا أندورا ليتوانيا |
| 90–95%  | سان مارينو البرتغال ليختنشتاين جمهوريّة أيرلندا صربيا كرواتيا بولندا أيسلندا                                  |
| 95–100% | مالطة مولدوفا أرمينيا رومانيا الفاتيكان                                                                      |

المسيحية في أوروبا تعد الديانة المهيمنة والرئيسية. وُلِدَت المسيحية كطائفة يهودية في جنوب غربي آسيا لكنها نمت في أوروبا فأصبحت أكبر الديانات من حيث عدد معتنقيها وأكثرها أثرًا ونفوذًا. استناداً إلى إحصائية مركز الأبحاث الأميركي لعام 2011 يُشكّل المسيحيُّون 76.2% من سكان أوروبا ويتواجد فيها أكبر تجمع مسيحي في العالم.
تمتلك أوروبا ثقافة مسيحية غنية بوجود العديد من القديسين والشهداء فضلاً عن كون الغالبيّة العظمى من الباباوات من الأوربيين. ازدهر الفن المعماري المسيحي في أوروبا في العصور الوسطى وعصر النهضة والباروك مع فنانين مثل ميكيلانجيلو وليوناردو دا فينشي ورافاييل وغيرهم. تعتبر الهندسة المعمارية المسيحية في أوروبا غنية أيضاً ومثيرة للإعجاب، فهناك كنائس وكاتدرائيات مثل كاتدرائية القديس بطرس وساغرادا فاميليا ونوتردام دي باريس وكنيسة وستمنستر وكاتدرائية كولونيا وكاتدرائية القديس باسيل. ضمت أوروبا العديد من المواقع المسيحية المقدسة والتراثيّة ومراكز المسيحية على أصنافها، ففي روما مركز الكرسي البابوي وقيادة الكنيسة الرومانية الكاثوليكية العالميّ وفي أثينا وإسطنبول مراكز الكنيسة الأرثوذكسية بالإضافة لفيتنبرغ منبع الإصلاح البروتستانتي والإنجيلي. ووفقًا للتقاليد المسيحية يعتبر كل من القديس بندكت النيرسي، وكيرلس وميثوديوس، وبريجيت من السويد، وكاترين السينائية، وإديث شتاين رعاة القارة الأوروبيَّة.
يعتنق أغلب الأوربيين المسيحية ديناً، إذ يُعرِّف 76.2% من الأوروبيين أنفسهم كمسيحيين وتصل أعدادهم إلى 565,560,000، تأتي الكاثوليكية في مقدمة الطوائف المسيحية وهي السائدة في غرب وجنوب غرب القارة ويُشّكل أتباعها 46.3% من مجمل مسيحيّي أوروبا، فيما تشكّل الكنيسة الأرثوذكسية الشرقية 35.4% وتهيمن على شرق وجنوب شرق القارة، أمّا البروتستانت فعلى الرغم من كون أوروبا منشأ البروتستانتية فنسبة البروتستانت من مسيحيي أوروبا هي 17.8% وهم الغالبيّة في شمال القارة. وتؤوي روسيا أكبر التجمعات المسيحية في أوروبا من حيث عدد السكان، تليها في ذلك ألمانيا وإيطاليا.

## تاريخ

### الكنيسة الأولى والمجامع المسكونية

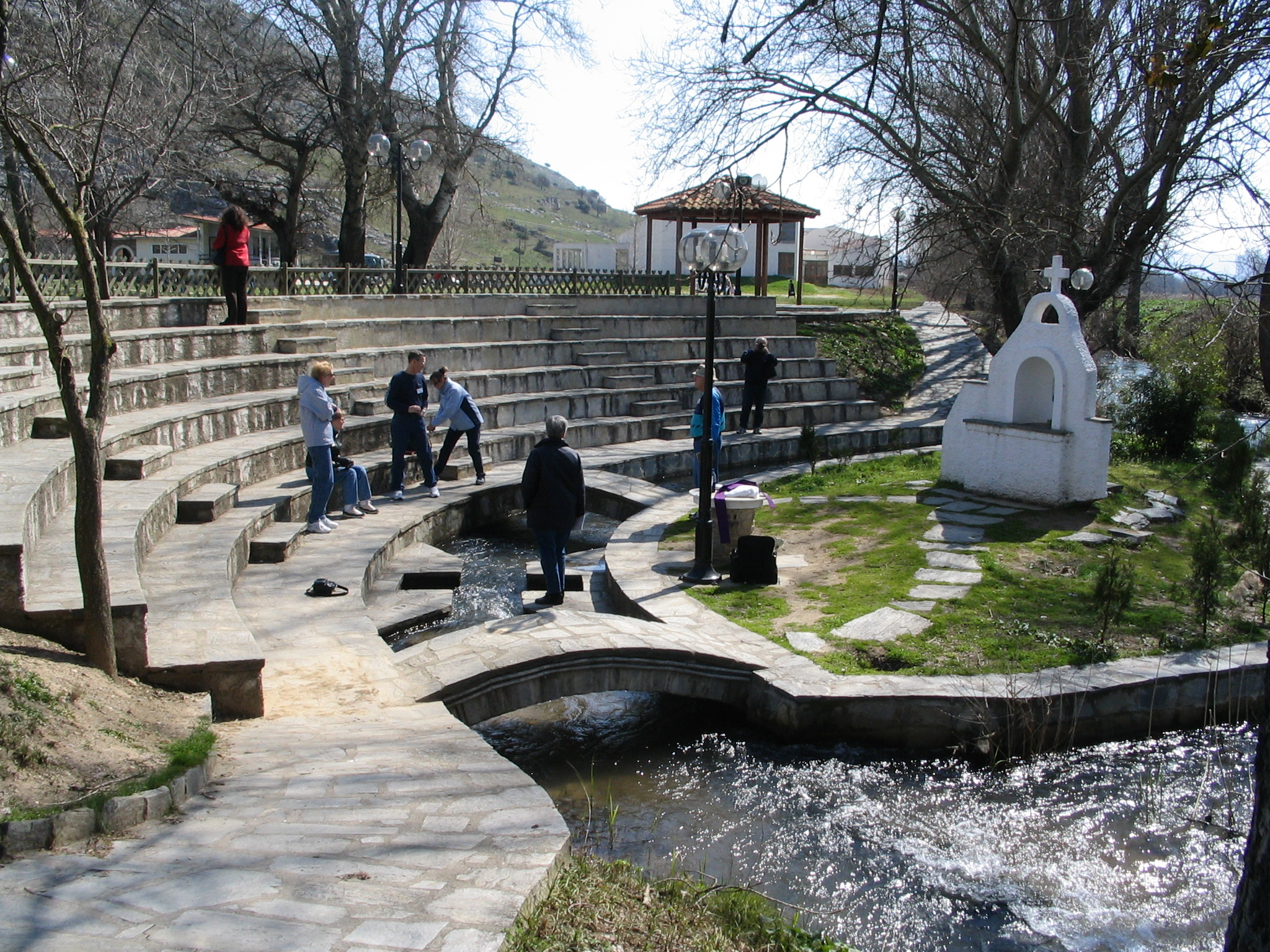
كابيلا القديسة ليديا، فيلبي في اليونان.

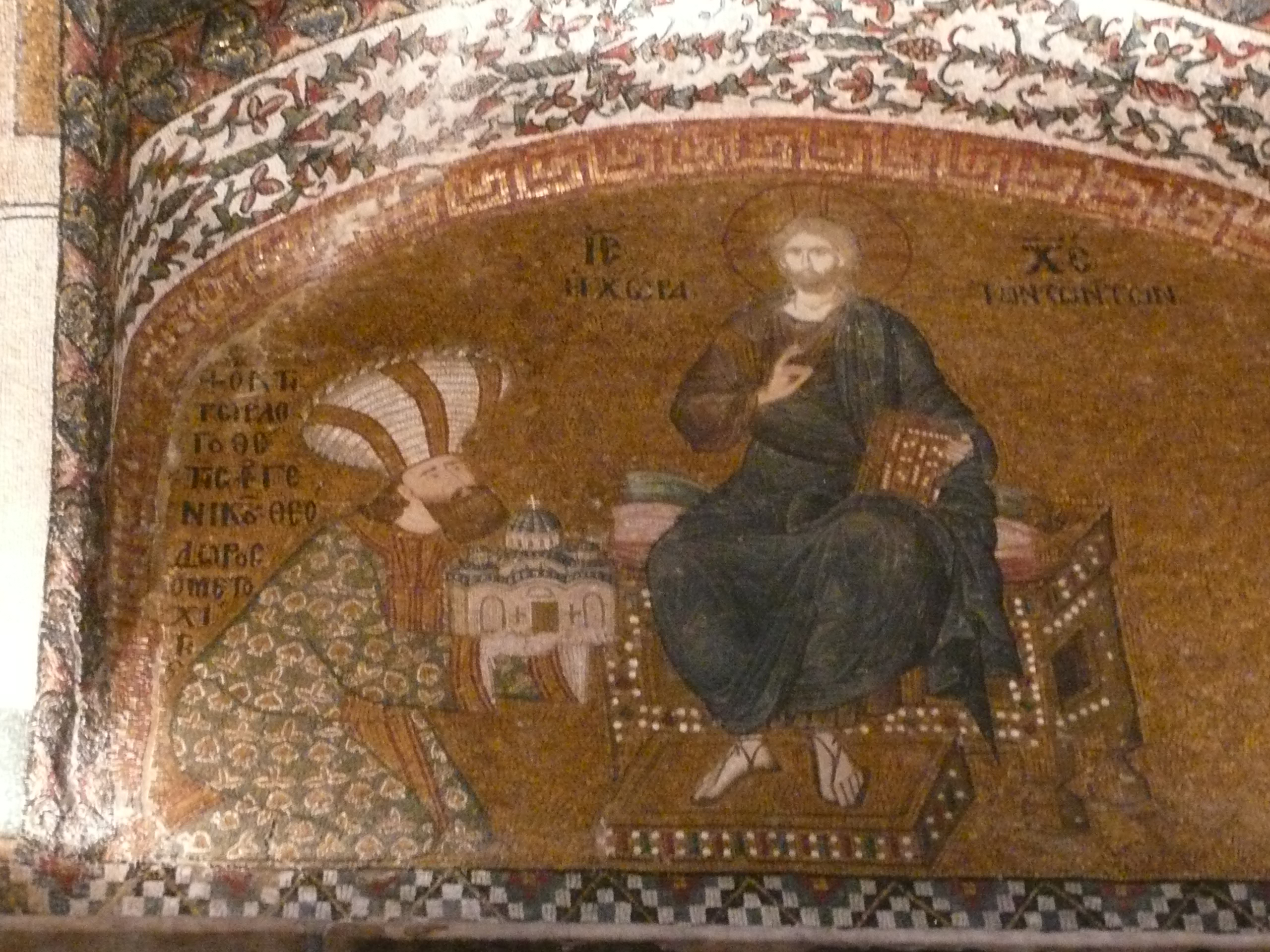
أيقونة المسيح، في كنيسة شورا في إسطنبول، كانت المدينة في السابق من معاقل المسيحية.

وُلِدَت المسيحية كطائفة يهودية في بلاد الشام في الشرق الأوسط في القرن الأول الميلادي. التلاميذ الاثني عشر ومن معهم، أو شكلّوا نواة الكنيسة الأولى.
ساهم بولس بنشر المسيحية خصوصًا بين غير اليهود، إلى جانب الرسل السبعون، وقد غدت أنطاكية قاعدة بولس الأساسية في رحلاته التبشيرية نحو اليونان وآسيا الصغرى، حيث أسس الجماعات المسيحية الأوروبيّة الأولى فكان قد ذهب بولس إلى مدينة فيلبي فقد كانت أول مدن مقاطعة مكدونية، وكان برفقته لوقا وتيموثاوس وسيلا، وهناك اعتنق عدد من سكان فيلبي المسيحية على أيديهم مثل ليديا بائعة الإرجوان فأصبحت فيلبي أول مدينة تقبل المسيحية في أوروبا. كما أسس كل من بطرس وبولس جماعة مسيحية في مدينة روما.
إن المشكلة الأساسية التي عانت منها كنيسة القرنين الثاني والثالث تمثلت في الإضطهادات الرومانية؛ فمنذ صدور مرسوم طرد المسيحيين من روما حوالي العام 58 وحتى العام 312 عانى المسيحيون من شتى أنواع الاضطهاد كان أقساها اضطهاد نيرون الذي شمل حريق روما، دومتيانوس الذي استمر سبعة وثلاثين عامًا، تراجان، ماركوس أوريليوس، سبتيموس سيفيروس، ماكسيمين، ديكيوس، جالينوس، أوريليان، دقلديانوس وهي ما تعرف عمومًا في التاريخ المسيحي باسم الاضطهادات العشر الكبرى؛ أخذت الأمور بالتحسن مع منشور غاليريوس التسامحي وخطوات الإمبراطور قسطنطين الأول التي توجت بمرسوم ميلانو سنة 312 حيث اعترف بالمسيحية دينًا من أديان الإمبراطورية، رغم جميع الاضطهادات، كانت قوة المسيحية الديموغرافية في نمو.
كانت أرمينيا أول الممالك الأوروبية التي تحولت بالكامل إلى المسيحية وذلك في في عام 301، تبعها جورجيا عام 319، والامبراطورية الرومانية عام 380. في عام 330 قام الإمبراطور قسطنطين بنقل العاصمة من روما إلى القسطنطينية، والتي أصبحت مركز المسيحية الشرقية ومركز حضاري عالمي، فأضحت أعظم مدن العالم في ذلك العصر. شهدت فترة ما بعد الاضطهاد انتشار وتطور الفنون المسيحية لاسيّما العمارة في النمط المعروف باسم «بازيليك» أو «كنيسة كبرى»، وتكاثرت الكنائس والرهبانيات، وكانت كنيسة الحكمة المقدسة في العاصمة يخدمها 525 رجل دين بينهم 60 كاهنًا وحدها، قدمت الكنيسة عددًا من المدارس الفلسفية والأدبية، كما يبدو في مجمل الأدب السرياني واليوناني.
شهد تنصّر الفرنجة مرحلة تاريخية هامة إذ كانت فرنسا أول دولة حديثة تعترف بها الكنيسة، وأطلقت عليها لقب «الابنة الكبرى للكنيسة»؛ تم الاعتراف بكلوفيس الأول ملك الفرنجة، من قبل البابوية باعتباره حامي مصالح روما. وبقيت البابوية مع سقوط الإمبراطورية الرومانية الغربية القوّة الموحدة في العالم الغربي، وبفضل الرهبان وصلت المسيحية إلى سائر أنحاء ألمانيا والمجر وبولندا وشمال أوروبا.

### العصور الوسطى المبكرة

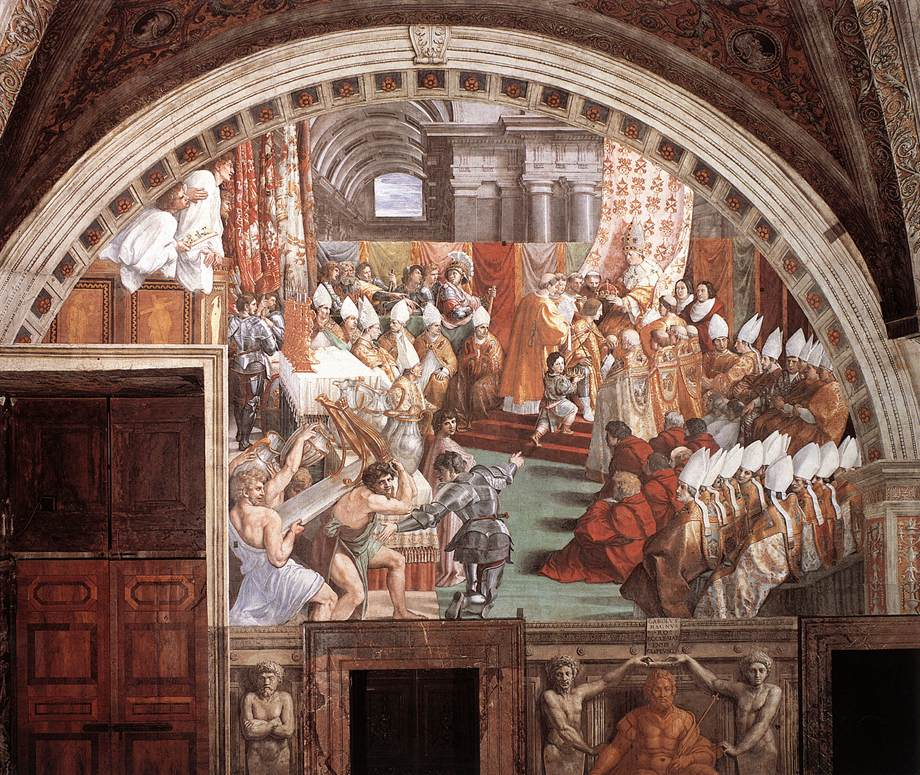
البابا يتوج شارلمان، لوحة لرافائيل تعود للقرن السادس عشر.

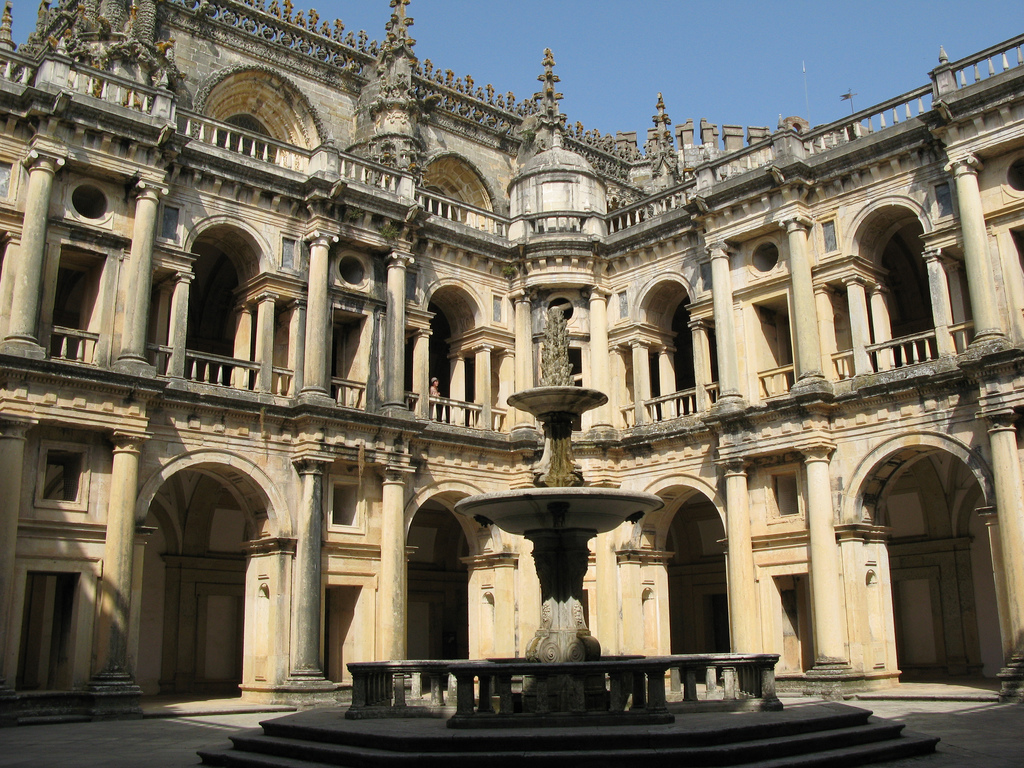
دير المسيح في تومار في البرتغال، بني على يد فرسان الهيكل.

مع انحدار وسقوط الإمبراطورية الرومانية في الغرب، أصبحت البابوية لاعبًا سياسيًا رئيسيًا، على سبيل المثال قام البابا لاون بمحادثات دبلوماسية مع الهون والوندال. ودخلت الكنيسة في فترة طويلة من النشاط التبشيري والتوسعي بين مختلف القبائل. اتنتشرت الكاثوليكية أيضًا بين كافة الشعوب الجرمانية، السلتيك، الشعوب السلافية، الهنغاريين، وشعوب البلطيق.
في عام في 530 كتب بندكتس كتاب الحكمة الرهبانية، والذي أصبح نموذجًا لتنظيم الأديرة في جميع أنحاء أوروبا. هذه الاديرة الجديدة حافظت على الحِرف التقليدية والمهارات الفنيّة وحافظت أيضًا على الثقافة الفكرية والمخطوطات القديمة داخل مدارسها ومكتباتها. فضلًا عن توفير حياة روحية لرهبانها، كانت الأديرة أيضًا مركز إنتاج زراعي واقتصادي، لا سيما في المناطق النائية، وأصبحت الأديرة إحدى القنوات الرئيسية للحضارة. ومعظمها اشتهر في أيرلندا واسكتلندا وبلاد الغال وساهمت في النهضة الكارولنجية في القرن التاسع.
في القرن السابع فتح المسلمون بلاد الشام وشمال أفريقيا. يرجع جزء من نجاح المسلمين إلى استنفاد الإمبراطورية البيزنطية في الصراع منذ عقود طويلة مع بلاد فارس. مما أدى إلى تحوّل مركز المسيحية العالميّة من القسطنطينية إلى أوروبا الغربيّة مع صعود البابوية في بداية القرن الثامن، وصعود قادة الكارولنجية، أكبر الداعمين السياسيين للكنيسة.
أصبح شارلمان إمبراطور الإمبراطورية الرومانية المقدسة، وقد غزا البلدان المنخفضة، وشمال ووسط إيطاليا وفي عام 800 توّج البابا ليون الثالث شارلمان إمبراطورًا للإمبراطورية الرومانية المقدسة.
جلبت العصور الوسطى تغييرات كبيرة داخل الكنيسة. قام البابا غريغوري الكبير بعملية إصلاح هيكليّة وإدارة الكنسية بشكل كبير. في حين كان نظام الحكم في القسطنطينية مركز الأرثوذكسية الشرقية، نظام ثنائي في قيادة الكنيسة بين الأباطرة البيزنطيين وبين البطاركة، فوظيفة الإمبراطور البيزنطي كانت حماية الكنيسة الشرقية وإدارة إدارتها بواسطة ترأس المجامع المسكونية وتعيين البطاركة وتحديد الحدود الإقليمية لولايتها. ولم يستطع بطريرك القسطنطينية أن يتولى منصبه إذا لم يحصل على موافقة الإمبراطور. وقد عارض بشدة عدد من آباء الكنيسة الشرقيين مثل يوحنا ذهبي الفم بطريرك القسطنطينية وأثناسيوس بطريرك الإسكندرية، سيطرة الأباطرة البيزنطيين على الكنيسة الشرقية.
خلال القرون الوسطى كانت القوى المؤثرة على الصعيد السياسي في المجتمع الأوروبي هي: النبلاء ورجال الدين والملوك، وقد نتج عن ذلك صراع في بعض الأحيان بينهم. وكانت سلطة الباباوت قوية بما يكفي لتحدي سلطة الملوك. ولعلّ نزاع التنصيب أهم صراع بين الكنيسة والدولة في أوروبا خلال القرون الوسطى. إذ تحدت مجموعة من الباباوات سلطة الملكيات في السيطرة على التعيينات لمسؤولين عن الكنائس مثل الأساقفة ورؤساء الأديرة. سيّما بلاط الإمبراطور فريدريك الثاني، ومقره في جزيرة صقلية، إذ واجه توتر وخصومة ومنافسة مع البابوية من أجل السيطرة على شمال إيطاليا. وكانت أحد أسباب فترة بابوية أفينيون خلال الأعوام 1305 حتى 1378 الصراع بين البابوية والتاج الفرنسي.

### العصور الوسطى المتأخرة

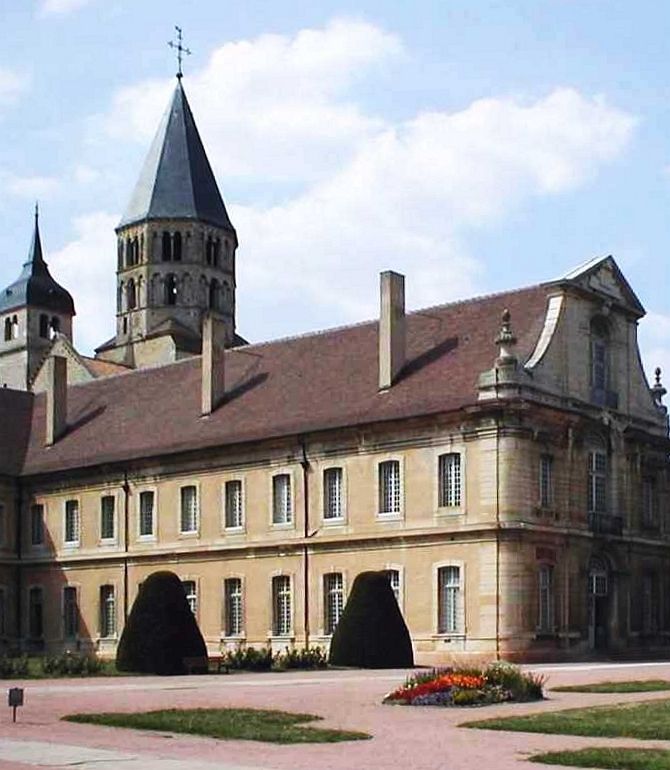
دير كلوني، كانت الأديرة معقل للعلوم والفكر والبحث العلمي خلال القرون الوسطى، وفيها تم حفظ الفكر والعلوم القديمة.

منذ القرن الحادي عشر فصاعدًا تأسست مدارس الكاتدرائية لتكون مقدمة الجامعة ومؤسسة للتعليم العالي ويشير الباحثين إلى كون الجامعة ذات جذور مسيحية، حيث تطورت الجامعات التقليدية في العصور الوسطى من المدارس الكاثوليكية والبروتستانتية. كانت هذه المداراس مراكز للتعليم المتقدم، وبعض من هذه المدارس أصبحت في نهاية المطاف الجامعات الأولى في الغرب. فقبل قيامها رسميًا، عملت العديد من الجامعات في العصور الوسطى لمئات السنين كمدارس المسيحية ومدارس رهبانية، وعلّم فيها الرهبان والراهبات، كذلك تعتبر منح الشهادة الجامعية بعد إنهاء التعليم وفقًا لوالتير رويج «نتاج مسيحي». ويرى المؤرخ جيفري بلايني أن الجامعة أصبحت سمة مميزة للحضارة المسيحية. وقامت هذه المدارس بتدريس اللاهوت، الطب، الفلسفة والقانون. أوائل الجامعات التي أرتبطت بالكنيسة الكاثوليكية بدأت كمدرسة كتدرائية أو مدرسة رهبانية ثم سرعان مإنفصلت مع زيادة عدد الطلاب ومن هذه الجامعات كانت جامعة بولونيا، جامعة باريس، جامعة أوكسفورد وغيرها. وهناك أدلة تؤكّد أن المدارس المسيحية كانت مهد الجامعات الحديثة وقد تأسست منذ القرن السادس.
رافق ظهور «المدن الجديدة» في جميع أنحاء أوروبا تأسيس رهبانيات جديدة منها الفرنسيسكان والدومنيكان التي أسسها القديس فرنسيس الأسيزي والقديس دومينيك على التوالي؛ وبذلك تحولت الحياة المكرسة الدينية من الدير إلى المجال العام. ساهمت هذه الرهبانيات مساهمة كبيرة في تطوير وتأسيس الجامعات الكبرى في أوروبا. في ذلك العصر طورّت الكنيسة آفاق عمرانية جديدة، بلغت ذروتها في العمارة الرومانية والقوطية وتتوجت في بناء الكاتدرائيات الأوروبية الكبرى.
لم تكن سلطة كنيسة القرون الوسطى دينية فقط بل دنيوية أيضًا، تمثلت بالدولة البابوية التي ثبتت أركانها في القرن الحادي عشر؛ وتمثلت أيضًا بالدور القيادي في السياسة الذي لعبه البابا كوسيط بين مختلف ملوك أوروبا، دعا البابا أوربانوس الثاني سنة 1094 خلال مجمع كليرمونت جنوب فرنسا إلى استرجاع الأراضي المقدسة، والتي كانت فاتحة لسلسلة من الحملات الصليبية العسكرية في فلسطين وأماكن أخرى، والتي بدأت في الاستجابة لنداءات من الإمبراطور البيزنطي ألكسيوس الأول للحصول على مساعدات من العالم المسيحي ضد التوسع التركي. فشلت الحروب الصليبية بنهاية المطاف في تحقيق أهدافها وساهمت حتى في العداء الداخلي بين المسيحيين احتلال القسطنطينية خلال الحملة الصليبية الرابعة.

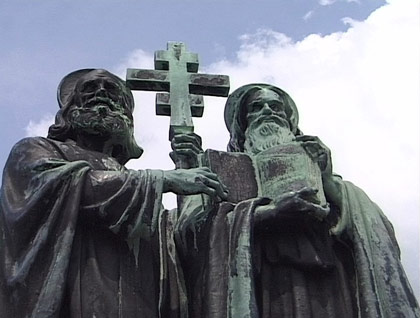
كيرلس وميثوديوس، بفضل تأثيرهما الكبير في التطور الديني والثقافي للشعوب السلافية عامة دعيا بلقب رسل السلافيين.

على مدى فترة امتدت من القرن السابع إلى القرن الثالث عشر كانت العلاقات بين الكنيسة الغربية والشرقية متوترة، فالكنيسة الغربية كانت لاتينية الحضارة في حين أن الكنائس الشرقية كانت يونانية الثقافة. اختلفت الكنيستين أيضًا على عدد من الطقوس الإدارة ومسائل فقهية، ولا سيّما أولوية البابوية. في عام 1054 وبعد قرون من العلاقات المتوترة، وقع الانشقاق العظيم وقسم العالم المسيحي بين الكنيسة الكاثوليكية والتي تركزت في روما وسادت في الغرب، والكنيسة الأرثوذكسية الشرقية، والتي تركزت في القسطنطينية، عاصمة الامبراطورية البيزنطية. وكان نظام الحكم في القسطنطينية مركز الأرثوذكسية الشرقية، نظام ثنائي في قيادة الكنيسة بين الأباطرة البيزنطيين وبين البطاركة، وأضحت أوروبا الشرقية معقل الأرثوذكسية في القارة الأوروبيّة. في القرون اللاحقة كان تنصير الشعوب السلافية مثل البلغار والصرب والروس إلى المسيحية الأرثوذكسية بصفة دائمة قد غير الخريطة الدينية لأوروبا ولا يزال صداه حتى يومنا هذا. كان تأثير الكنيسة على الثقافة المحليّة ذو أثر هام مع وضع القديسين كيرلس وميثوديوس الأبجدية الكيريلية. فضلًا عن دور رجال الدين وأسرهم في محو الأمية في أوروبا الشرقية. حيث نشروا أيضًا علم النحو وعملوا على ترجمة الكتب والمؤلفات إلى اللغات السلافية، يُذكر أن رجال دين من الكنائس الشرقية شكلّوا طبقة وراثية متماسكة واعتبروا على رأس الطبقات الإجتماعية في أوروبا الشرقية وقاد ذلك إلى إقامة «سلالات كهنوتية».
شهد تنصّر ستيفين الأول ملك المجر مرحلة تاريخيَّة هامة لدول أوروبا الوسطى، حيث يعتبر أول ملك للمجر (1000-1038). وقدعمل على نشر وترسيخ المسيحية بشكل كبير في المجر، كما يُعد بوجه عام مؤسس الإمبراطورية المجرية. في عام 988 دخلت المسيحية كييف روس وانتشرت وفق المذهب الأرثوذكسي، حيث أعتنق الأمير فلاديمير الأول المسيحية. وقد جعل فلاديمير المسيحية الدين الرسمي للدولة، ومن ثم إعتنقها الكثير من أهل دولته. وقد أصبح فلاديمير فيما بعد قديسًا للكنيسة الأرثوذكسية الروسية، وأصبحت الأخيرة والدولة مرتبطة دائمًا ارتباطًا وثيقًا. اعتبر الروس الأرثوذكس موسكو بأنها روما الثالثة بعد القسطنطينية روما الثانية وبأنها آخر حصن للعقيدة الأرثوذكسية الحقة، وهكذا في عام 1589 نال رئيس الكنيسة الروسية لقب بطريرك واضعًا نفسه بمرتبة بطاركة القسطنطينية، الإسكندرية، أنطاكية وأورشليم.
منذ حوالي عام 1184، في أعقاب الحملة الصليبية ضد بدعة الكاثار، أنشئت مؤسسات مختلفة ويشار على نطاق واسع على أنها محاكم التفتيش، وذلك بهدف قمع البدع وحماية العقيدة الكاثوليكية الأرثوذكسية.

### عصر النهضة والإصلاح البروتستانتي

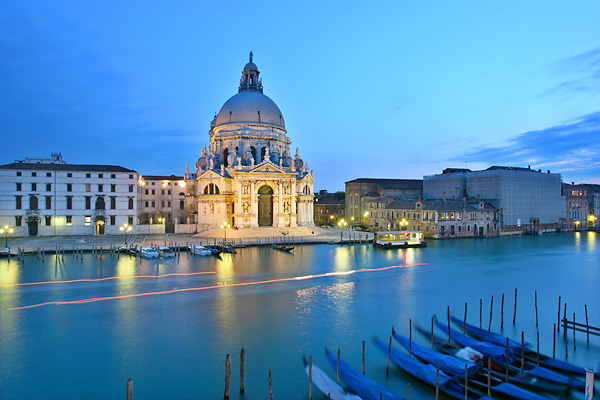
كنيسة تعود لعصر النهضة في البندقية؛ كانت الكنيسة الرومانية الكاثوليكية من أبرز رعاة وداعمين عصر النهضة.

جلبت النهضة في القرن الخامس عشر تجديد الاهتمام في المعارف القديمة والكلاسيكية. وتحولت بالتالي روما، فلورنسا وجنوا والبندقية إلى عواصم النهضة الأولى، التي سرعان ما عمّت أوروبا، وأخذت بشكل خاص طابع الجامعات والمدارس والمستشفيات والنوادي الثقافية؛ وتطورت تحت قيادة الكنيسة مختلف أنواع العلوم خصوصًا، الفلك، والرياضيات، والتأثيل، والفلسفة، والبلاغة، والطب، والتشريح، والفيزياء خصوصًا الأرسطوية (أي المنسوبة إلى أرسطو)، والفيزياء المكيانيكية خصوصًا أدوات الحرب، والكيمياء، والجغرافيا، والفلسفة، وعلوم النبات والحيوان، إلى جانب فن العمارة الذي بلغ شأوًا في عصر النهضة وتبدو كاتدرائيات تلك الحقبة وعلى رأسها كاتدرائية القديس بطرس وسائر مباني الفاتيكان خير مثال على ذلك، وقد بدء ببناء الفاتيكان سنة 1513، أيضًا نشط فن الرسم والنحت واحتكر الفاتيكان أغلب الفنانين: ليوناردو دافنشي، ميكيلانجيلو، رافائيل وغيرهم.

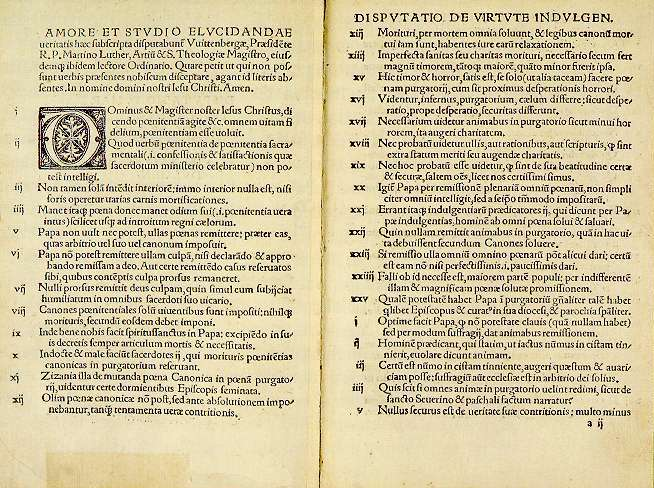
نسخة من القضايا الخمس والتسعين الخاصة بمارتن لوثر.

شهد هذا العصر أحد الانشقاقات الكبرى في العالم المسيحي الغربي، وهو الإصلاح البروتستانتي الذي قسّم أوروبا إلى قسم كاثوليكيّ وبروتستانتيّ. في عام 1517 قام مارتن لوثر بوضع قائمة بالاعتراضات على ممارسات الكنيسة الكاثوليكية إذ انتقد مارتن لوثر الفساد في الكنيسة الكاثوليكية وانتقد بشكل خاص قضية صكوك الغفران، وشراء بعض المناصب العليا في الكنيسة والمحسوبية إضافة إلى ظهور ما يشبه «عوائل مالكة» تحتفظ بالكرسي الرسولي مثل آل بورجيا وعائلة ميديشي، وقد شرحها في 95 بند، فكانت تلك نقطة انطلاق الإصلاح بروتستانتي في أوروبا رافقه ظهور مصلحين آخرين مثل هولدريخ زوينكلي وجان كالفن ممن انتقدوا طريقة العبادة في الكنيسة الرومانية الكاثوليكية. هذه الإصلاحات تسمت في الحركة البروتستانتية، التي تنكرت لسيادة البابا، ودور التقاليد، والأسرار السبعة المقدسة، وأعتبرت أن الإيمان بأن الكتاب المقدس فقط مصدر المسيحية. بدأ الإصلاح في انكلترا في عام 1534، مع هنري الثامن ملك إنجلترا عندما قام في فسخ زواجه من كاثرين أراغون وذلك بعدما رفض البابا ترخيص طلاقه، ما أدى إلى تأسيس الكنيسة الأنجليكانية التي تعتمد النظام الأسقفي. أصبح الإصلاح الإنجليزي قضية سياسية أكثر منه نزاع لاهوتي، فقد سمح واقع الخلافات السياسية بين روما وإنجلترا، لبروز الخلافات اللاهوتية على السطح.

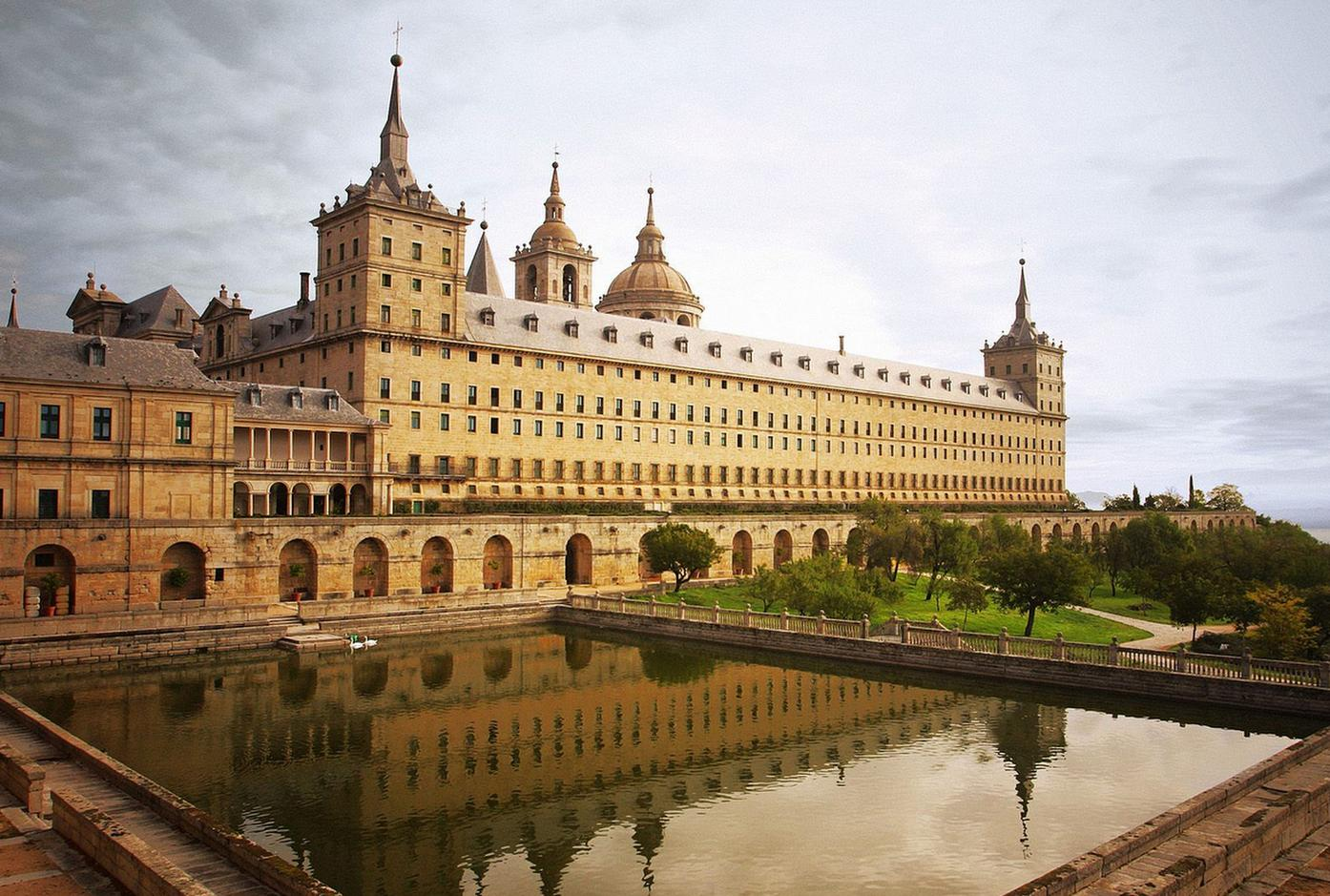
دير وقصر الإسكوريال، ويعكس تشابك الدين مع السياسة.

استجابة لحركة الإصلاح البروتستانتي قامت الكنيسة الكاثوليكية في عملية كبيرة للإصلاح والتجديد، والمعروفة باسم الإصلاح المضاد أو الإصلاح الكاثوليكي. وقد مجمع ترنت لتأكيد تعاليم الكنيسة العقائدي. تأسست في القرن السادس عشر سائر الرهبنات الكبرى، الدومنيكانية، واليسوعية إضافة إلى رهبنة فرسان مالطة والقديس يوحنا الأورشليمي؛ لقد سيطرت هذه الرهبنات على عملية التقدم والتطوير في الكنيسة كذلك سيطرت على النخبة في ذلك العصر. خلال القرون التالية، أصبحت المنافسة بين الكاثوليكية والبروتستانتية متشابكة بعمق مغ الصراعات السياسية بين الدول الأوروبية.
وفي الوقت نفسه مع اكتشاف العالم الجديد سنة 1492 من قبل كريستوفر كولومبوس شهد تاريخ المسيحية موجة جديدة من النشاط التبشيري. ومع نشاط المبشريّن والمرسليّن الأوروبييّن والتوسع الاستعماري من قبل القوى الأوروبية، انتشرت المسيحية في الأمريكتين، أوقيانوسيا، شرق آسيا وأفريقيا جنوب الصحراء.
كان نشوء البروتستانتية السبب الرئيس لاندلاع عدة حروب أهلية في أوروبا: اللوثرية في أجزاء من ألمانيا والدول الإسكندنافية والانجليكانية في إنجلترا في عام 1534. في نهاية المطاف، أدت هذه الخلافات إلى نشوب نزاعات التي لعب الدين فيها عاملاً رئيسيًا. حرب الثلاثين عاما، والحرب الأهلية الإنجليزية وحروب فرنسا الدينية أمثلة بارزة على ذلك؛ في فرنسا وبصرف النظر عن العامل الديني، كانت هذه الحروب أيضًا صراع على السلطة بين بيت جيز الكاثوليكي وآل بوربون الداعمين للبروتستانت. كثفت هذه الأحداث نقاش مسيحي حول الاضطهاد والتسامح.

### بعد التنوير

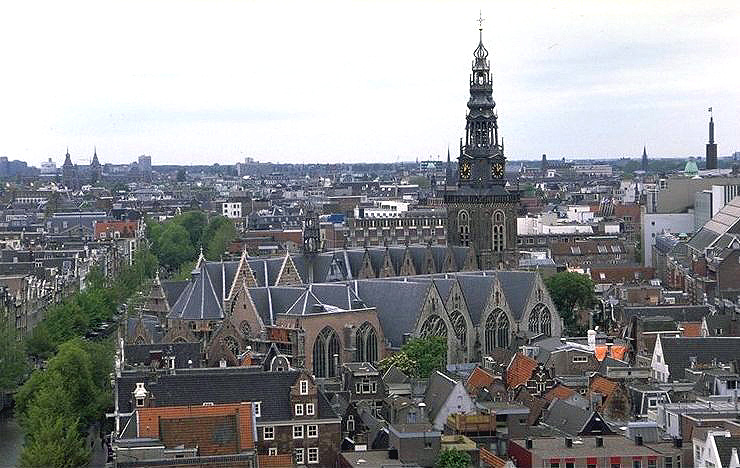
كنيسة القديس نيقولا الكالفينية في أمستردام، كان للإصلاح البروتستانتي دور تأثير عميق على المسيحية الأوروبية وتغيير الخارطة الدينية في القارة.

أحدث عصر التنوير والثورة العلمية تغييرات كبيرة في المجتمع، يُذكر أن ظهور البروتستانتية كان لها أثر كبير في نشوء الثورة العلمية، وكأحد الأسباب التي أدت إلى الثورة العلمية خاصًة في انكلترا وألمانيا، فقد وجدوا علاقة إيجابية بين ظهور حركة التقوى البروتستانتية والعلم التجريبي. فضلًا عن اعتبار أخلاق العمل البروتستانتية كقيم الموثوقية، والإدخار، والتواضع، والصدق، والمثابرة والتسامح، أحد أسباب نشأة الثورة الصناعية.
واجهت المسيحية مختلف أشكال التشكيك ومع أيديولوجيات سياسية حديثة معينة مثل الاشتراكية والليبرالية. أدّى ذلك إلى نشوء المدارس والأفكار الإلحادية واكتسابها شعبية وتأييدًا بين الجمهور، وتصاعدت حالات التهجم على الدين والكنيسة، ومعاداة الإكليروس، وقد أعلن نيتشه على سبيل المثال «موت الله»، غير أن القرن العشرين قد شهد تراجعًا لهذه الفلسفات. كما أن حركة التحديث المسيحية قد طفقت تنمو، وبرزت المسيحية الليبرالية في مقابل المسيحية الأصولية، والدراسات الكتابية الحديثة، وتطور العقيدة الاجتماعية ودور المجتمع في الحالات الخاصة، وتكاثر المنظمات العلمانية الكنسيّة وتقلص دور وحجم الإكليروس، إلى جانب حركة تحديث طقسي ومجمعي أيضًا عبر المجمع الفاتيكاني الأول. يعود لهذه المرحلة، على الصعيد السياسي حدثان كان لهما عميق التأثير في المسيحية الأوروبية كانت الثورة الفرنسية التي على العكس من الأولى برزت شديدة الهجومية على الدين والكنيسة لاسيّما خلال عهد الجمهورية الفرنسية الثالثة، وكان من تجليات الأمر مصادرة أملاك الكنيسة والتدخل بتعيين الأساقفة حتى قطعت العلاقة بين فرنسا والكرسي الرسولي عام 1904، ولم تصلح إلا بعد الحرب العالمية الثانية. والثورة الروسية عام 1917 والتي كان لها تأثيرًا سلبيًا على الكنيسة الروسية الأرثوذكسية والمسيحيون في أوروبا الشرقية وكانت الكنيسة محرومة من حقوقها القانونية وتعرضت لعملية قمع واضطهاد وخسرت الكثير من أتباعها في الإتحاد السوفييتي لكنها شهدت نهضة روحية كبيرة عقب انهيار الاتحاد السوفيتي عام 1991 حيث عاد إليها الملايين من الروس.

كنيسة مخلص الدم الأرثوذكسية، سانت بطرسبرغ. شهدت عدد من دول أوروبا الشرقية صحوة دينية.

وخلال فترة عصر القوميات تنامت فكرة القومية الإيطالية منذ عام 1814، ومع تفاقم عقيدة القومية الإيطالية أدت في النهاية إلى سيطرة المملكة الإيطالية على الدولة البابوية عام 1870 مع تخلي فرنسا عن مواقعها في روما مما سمح للمملكة الإيطالية بملء الفراغ وانتزاع الدولة البابوية من السيادة الفرنسية. رغم ذلك فإن الفاتيكان والمباني المحيطة به ظلت ذات حكم خاص في ظل هذا الوضع الذي دعي به البابوات بشكل مجازي «سجناء روما»؛ واستمرت العلاقة بشكل غير منظم قانونيًا حتى عام 1929 حين أبرمت اتفاقيات لاتران الثلاثة، التي أوجدت الفاتيكان بالشكل المتعارف عليه اليوم، ونظمت التعاون السياسي، الاقتصادي والأمني بين إيطاليا والفاتيكان. يُذكر أنّ الكنيسة عانت خلال جمهورية الرايخ الثالث النازية ومن قبل الفاشية. أدان البابا بيوس الحادي عشر الفاشية الصاعدة في إيطاليا، وحين زار هتلر روما في 8 مايو 1938 رفض البابا استقباله، معلنًا موقفه المشهور: «نحن، [المسيحيون] ساميّون بالروح.» في حين اعتبر خليفته بيوس الثاني عشر مثيرًا للجدل بسبب موقفه من الهولوكست مقابل من اتهمه «بالصمت أمام إبادة اليهود في العالم». بعد الحرب العالمية الثانية، دعا البابا إلى السلام والمصالحة، بما في ذلك سياسات متساهلة تجاه دول المحور السابقة. شهدت الكنيسة في عهده، اضطهادًا شديدة وترحيلاً جماعيًا لرجال الدين الكاثوليك المتواجدين في الكتلة الشرقية.
شهدت الحرب الأهلية الإسبانية حربًا بين الانقلابيين بالإضافة إلى الفلانخي والريكيتيس بقيادة فرانثيسكو فرانكو حيث تلقى الدعم من الكنيسة والكاثوليك و «جمهورية» بقيادة الجبهة الشعبية التي كانت تضم قوات معادية للكنيسة الكاثوليكية وهي الفوضويين والاشتراكيين والجمهوريين والشيوعيين.

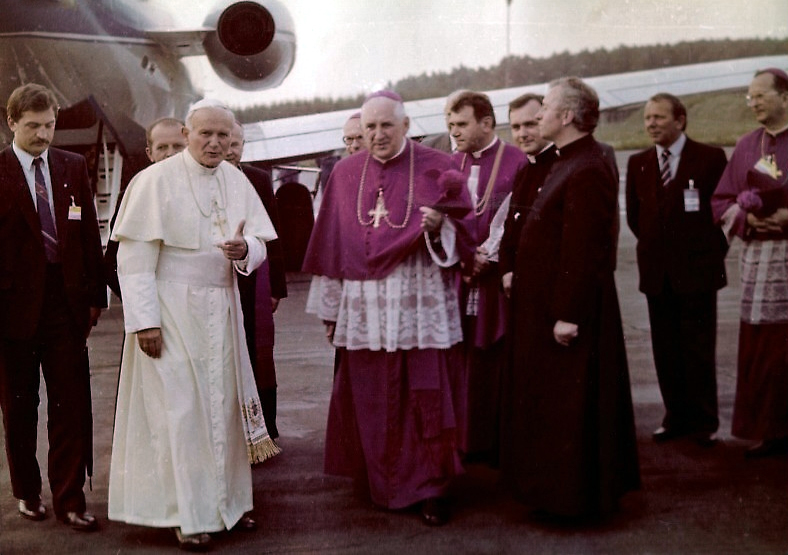
البابا يوحنا بولس الثاني في زيارة إلى بولندا عام 1987، وقد لعب البابا دورًا هامًا في اسقاط النظام الشيوعي.

كما اندلعت أعمال عنف بين الكاثوليك والبروتستانت في أيرلندا الشمالية التي استمرت إلى أكثر من 25 سنة، حتى وضعت اتفاقية الجمعة الحزينة لإحلال السلام حدًا لها سنة1998. لتكون آخر فصول الحروب الطائفية في أوروبا. في مطلع القرن العشرين بدأت حركة تقارب بين الكنائس والطوائف المسيحية، حيث دعيت هذه الحركة باسم الحركة المسكونية، في سنة 1948 تأسس مجلس الكنائس العالميّ، كما وأسس السويسري روجيه شوتز جماعة تيزيه في عام 1942 وهي جماعة رهبانية مسكونية تجمع بين البروتستانت والكاثوليك والأرثوذكس.
اليوم تلعب الأحزاب الديموقراطية المسيحية وهي أحزاب ذات خلفية كاثوليكية، دورًا فعال في السياسة الأوروبية وكانت قد نشأت أولًا في بلجيكا وسرعان ما انتشرت في كافة أرجاء أوروبا، ولعّل أبرز الأحزاب المسيحية هو الاتحاد الديمقراطي المسيحي في ألمانيا الذي يشترك في الائتلاف الحاكم مع الحزب الديمقراطي الحر منذ عام 2009. ومن جماعات الضغط السياسي المسيحية في الاتحاد الأوروبي أوبوس داي وسانت إيجيديو. في حين ترأس في قبرص ترأس المطران مكاريوس الثالث رئيس وكبير أساقفة الكنيسة القبرصية الأرثوذكسية كأول رئيس لقبرص المستقلة من عام 1955 وحتى وفاته عام 1977.
ومنذ القرن الواحد والعشرين لم تعد أوروبا حاملة لواء المسيحية؛ خاصًة مع انتشار المسيحية في أمريكا الجنوبية وأفريقيا وآسيا. ففي العام 1910، كان ثلثي (66%) المسيحيين يعيشون في أوروبا التي ظلّ يقطنها القسم الأكبر من مسيحيي العالم طوال الـ1000 سنة السابقة، وذلك وفقًا لتقديرات مركز دراسات المسيحية الكونية. اليوم، فقط حوالي ربع المسيحيين يعيشون في أوروبا (26%).

## الدور الحضاري

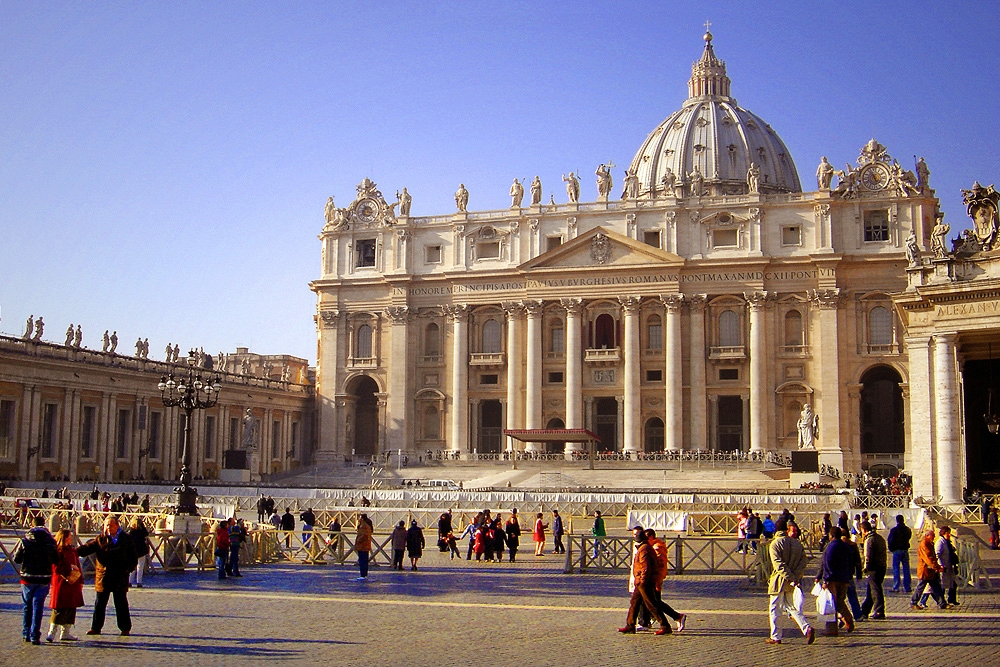
كاتدرائية القديس بطرس في الفاتيكان

نشأت المسيحية عام 27 من جذور مشتركة مع اليهودية وتعرضت للإضطهاد من قبل الامبراطورية الرومانية، لكنها أصبحت في عام 380 الديانة الرسمية للإمبراطورية الرومانية، فشاركت بشكل معقد في السياسة الأوروبية ولا يزال تأثيرها السياسي راسخ حتى اليوم في العالم الغربي، وكانت تعاليم يسوع المسيح والوصايا العشرة مصدر الهام للقوانين الغربية وذات تأثير أخلاقي على الفكر الغربي، وشكلّت تعاليم يسوع والكتاب المقدس حجر أساس الحضارة الغربية، تاريخياً، عاش أغلبية المسيحيين في دول غربيَّة، وبيضاء، والتي غالباً ما تم تصويرها على أنها حضارة "أوروبية مسيحية". وكان لأوروبا أكبر الأثر في صقل هذه الديانة، حيث بشّر الأوروبيين بالمسيحية في العالم الجديد، أفريقيا جنوب الصحراء وأوقيانوسيا وكان لهم الأثر في دخول سكانها للمسيحية. فضلًا عن ذلك أعطت أوروبا البصمة الحضارّية والثقافيّة للمسيحية العالميّة.
تركت المسيحية بصمة واضحة على الفلسفة الغربية. تعاليم يسوع، مِثل مَثل السامري الصالح، تعد اليوم مصدرًا مهمًا لمفاهيم حقوق الإنسان. وكان أيضًا لتعاليم المسيحية ولاهوتها أثر على الزواج والحياة الجنسية والأسرية في المجتمع الغربي.
وقد لعبت الديانة المسيحية دورًا رئيسيًا في تشكيل أسس وسمات الثقافة والحضارة الغربية حيث ترادفت الحضارة المسيحية والحضارة الغربية خلال ألف سنة وظهر هذا التشابك في مصطلح العالم المسيحي والذي عنى أيضًا أوروبا المسيحيّة الموحدّة، وهيمنت الكنيسة والبابوية على الحياة في أوروبا وكانت الكنيسة الكاثوليكية القوة الوحيدة المهيمنة على أوروبا حتى عصر التنوير والقوميات. واخذت الثقافة المسيحية حيّز هام باعتبارها القوة المهيمنة في الحضارة الغربية، والموجهة لمسار الفلسفة، الفن والعلوم لسنوات عديدة.
| المسيحية في أوروبا | أثرّت المسيحية بشكل كبير على المجتمع الأوروبي ككل بما في ذلك الفنون واللغة والحياة السياسية والقانون وحياة الأسرة والموسيقى وحتى طريقة التفكير الغربية تلونت بتأثير المسيحية ما يقرب من ألفي سنة من تاريخ العالم الغربي،. | المسيحية في أوروبا |

كما كانت الكنيسة مصدرًا رئيسيًا للتعليم فكبريات الجامعات الأوروبيّة العريقة اليوم أنشئت بجهود الكنيسة كجامعة أوكسفورد وباريس وجامعة بولونيا تأسست من قِبل الكنيسة، كان للكنيسة دور رائد في رعاية وتطوير العلوم قبل وخلال الثورة العلمية؛ يُذكر أن العديد من رجال الدين خاصًة من اليسوعيون عملوا كعلماء منهم على سبيل المثال غريغور يوهان مندل، جورج لومتر وكوبرنيكوس. اقتصاديًا ظهر أثر المسيحية مع مفهوم أخلاق العمل البروتستانتية والتي كانت إحدى أسباب نشأة الثورة الصناعية. كما وأنتجت المسيحيّة الأوروبيّة كاتدرائيات التي لا تزال قائمة بين مآثر وروائع الهندسة المعمارية الأكثر شهرةً في الحضارة الغربية. التأثير المسيحي يشمل على الأدب واللغات واللسانيات الأوروبيّة إضافة لكون أغلب الأعمال الفنية الكبرى من مختلف الأصعدة أيضًا كانت مرتبطة بالمسيحية، فالقسم الأكبر منها مأخوذ من الكتاب المقدس أو يمثل مقاطعًا وأحداثًا منه؛ لقد كان دور المسيحية في الحضارة متشابكًا بشكل معقد في تاريخ وتشكيل أسس المجتمع الغربي بحيث كان جزء كبير من تاريخ الكنيسة مرتبط بأوروبا.

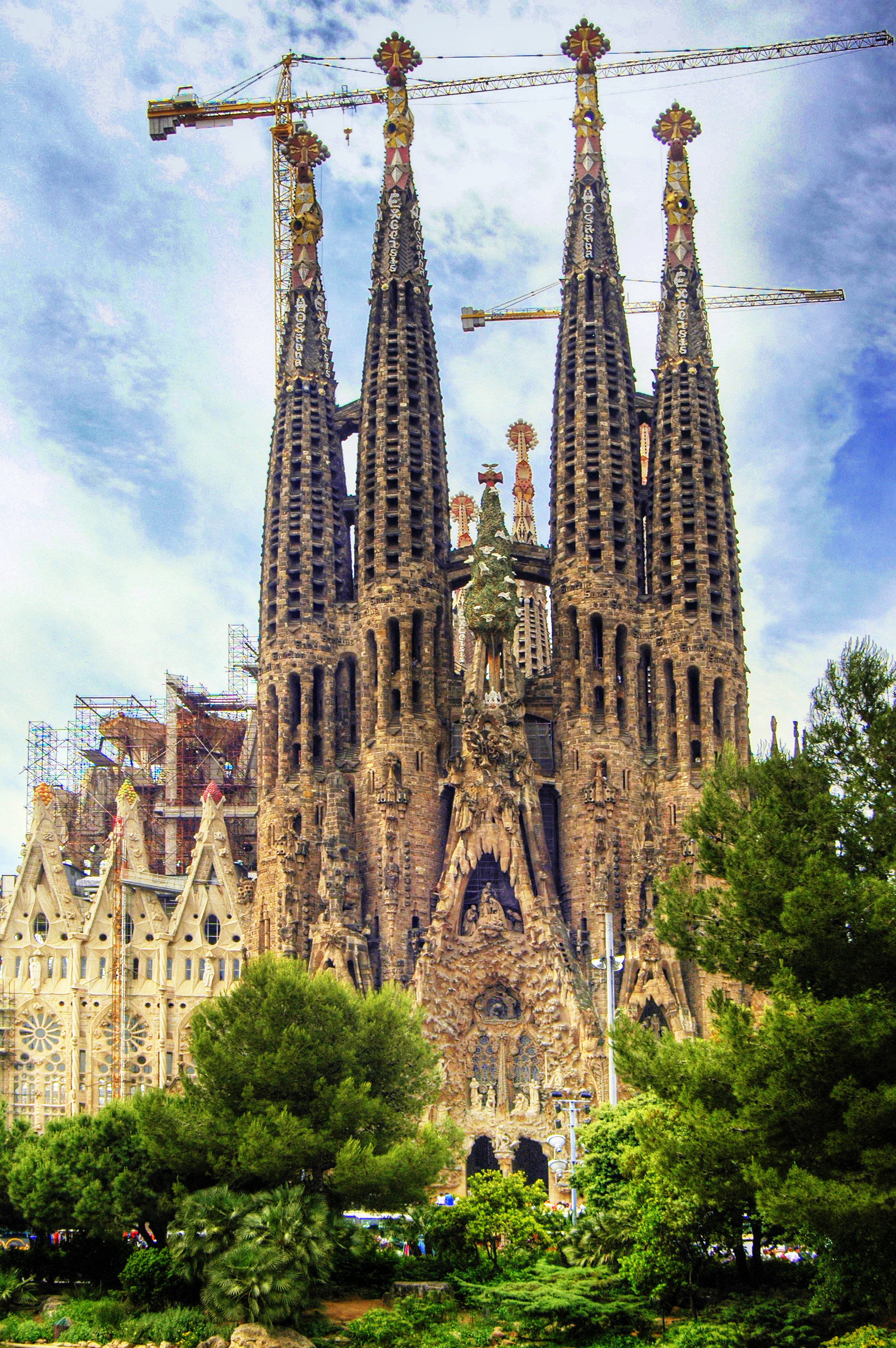
ساغرادا فاميليا في برشلونة، طور المسيحيون نمطًا معماريًا مميزًا.
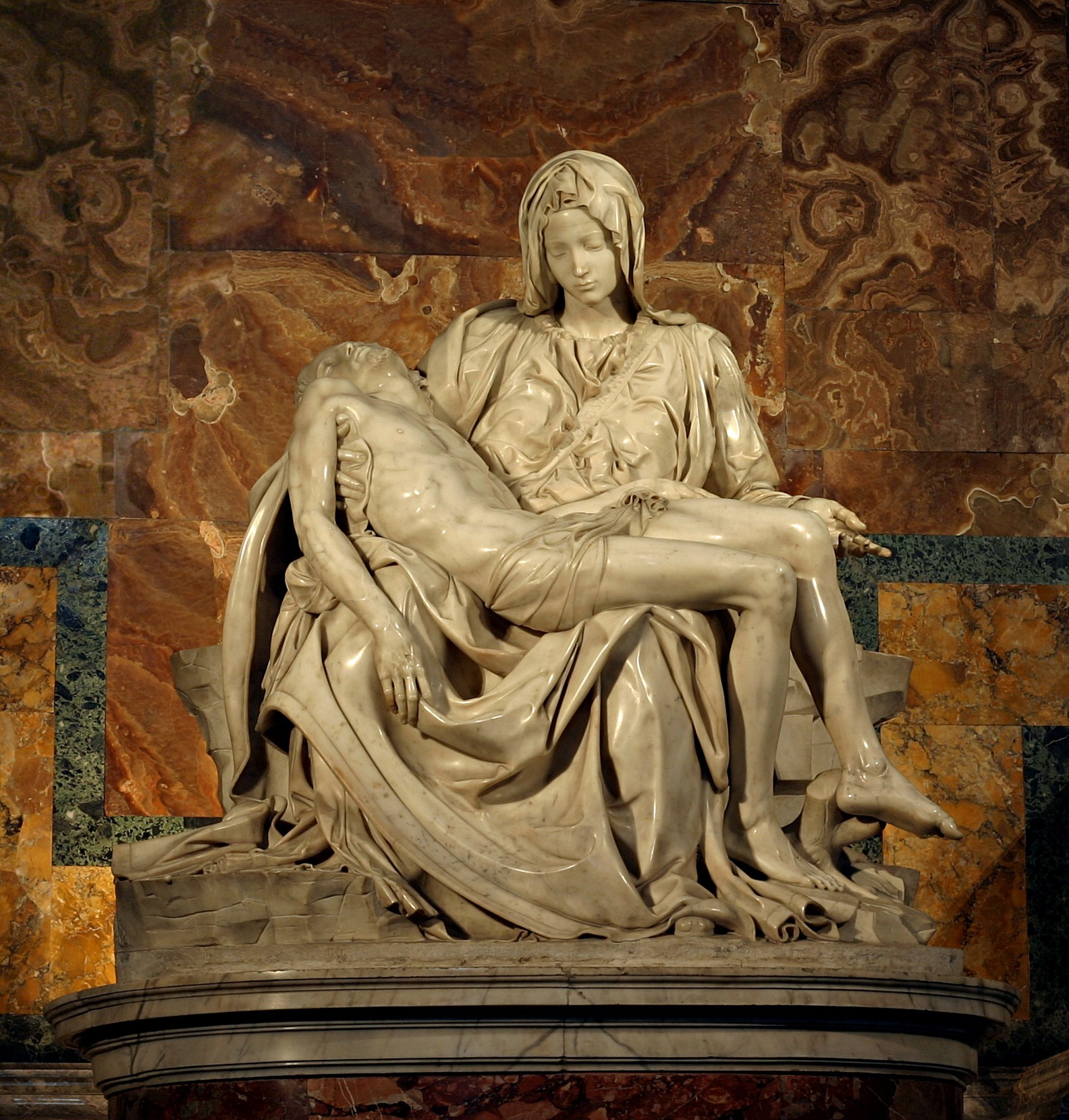
منحوتة بيتتا لميكيلانجيلو.
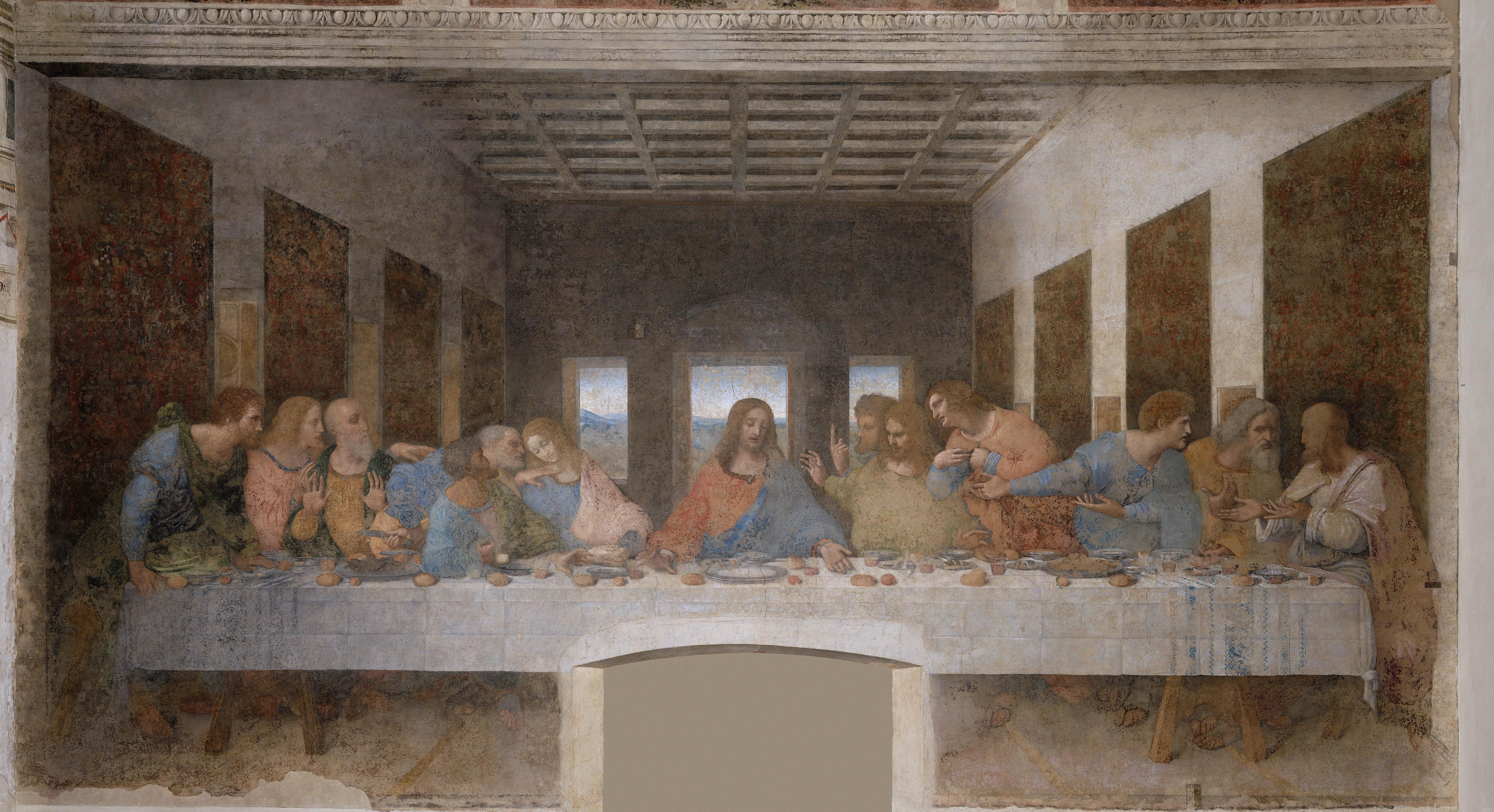
العشاء الأخير، إحدى أهم أعمال ليوناردو دا فينشي.
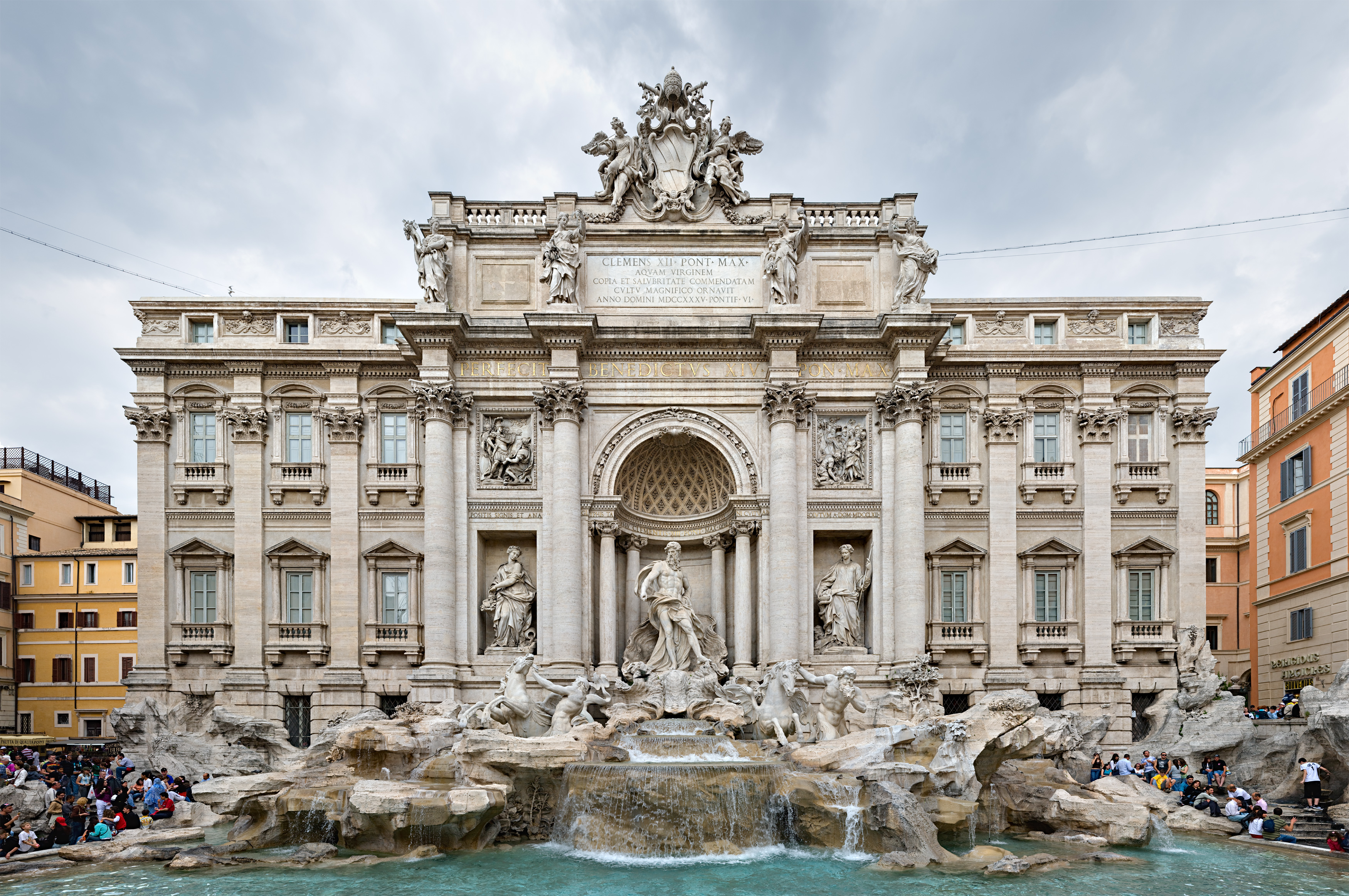
نافورة تريفي، بنيت على طلب البابا أوربان الثامن، فقد رعى البابوات الفنون والعمارة.
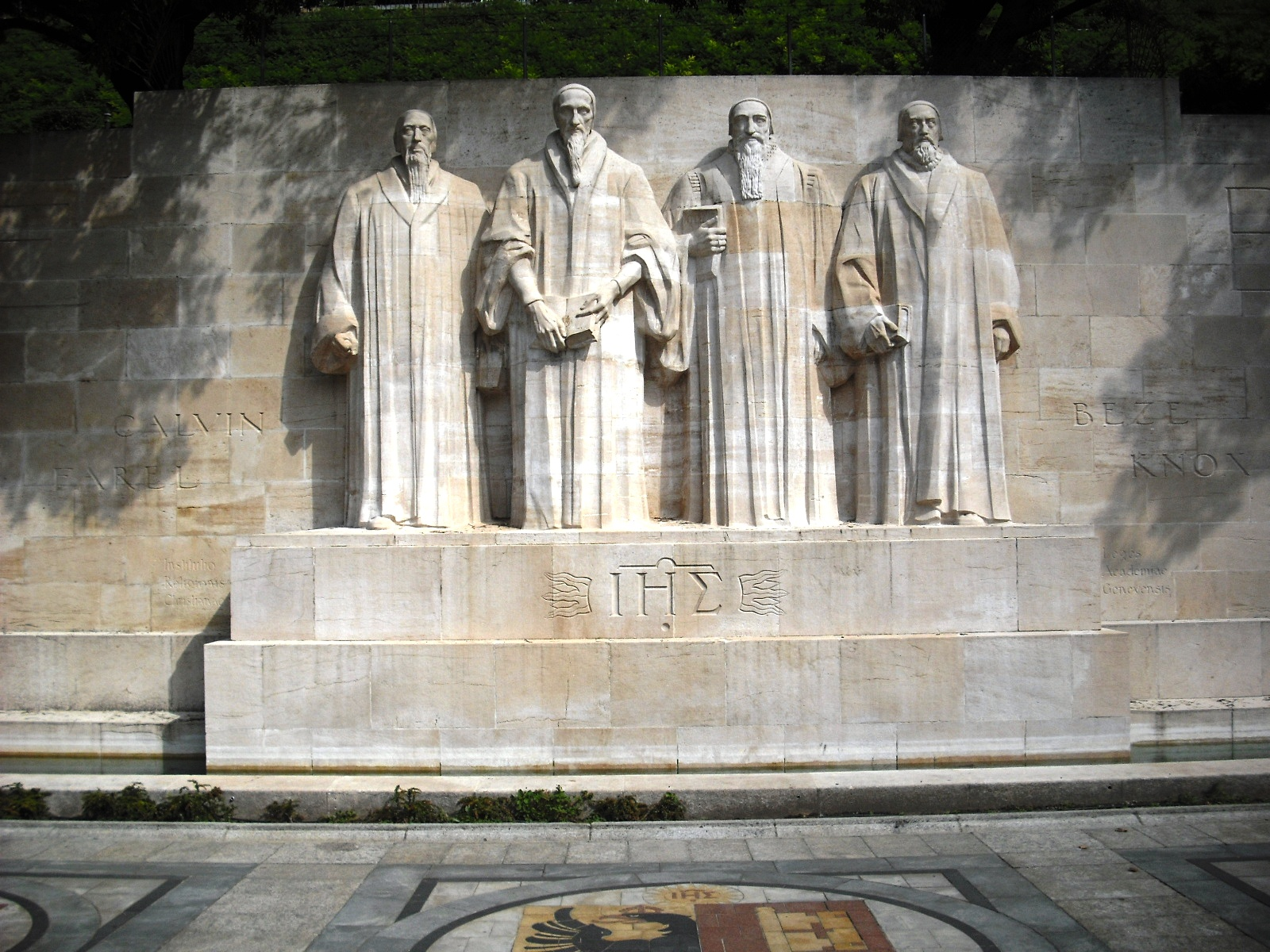
نصب المصلحون البروتستانت في جينيف، كان للإصلاح تأثير في الثورة العلمية والثورة الصناعية.
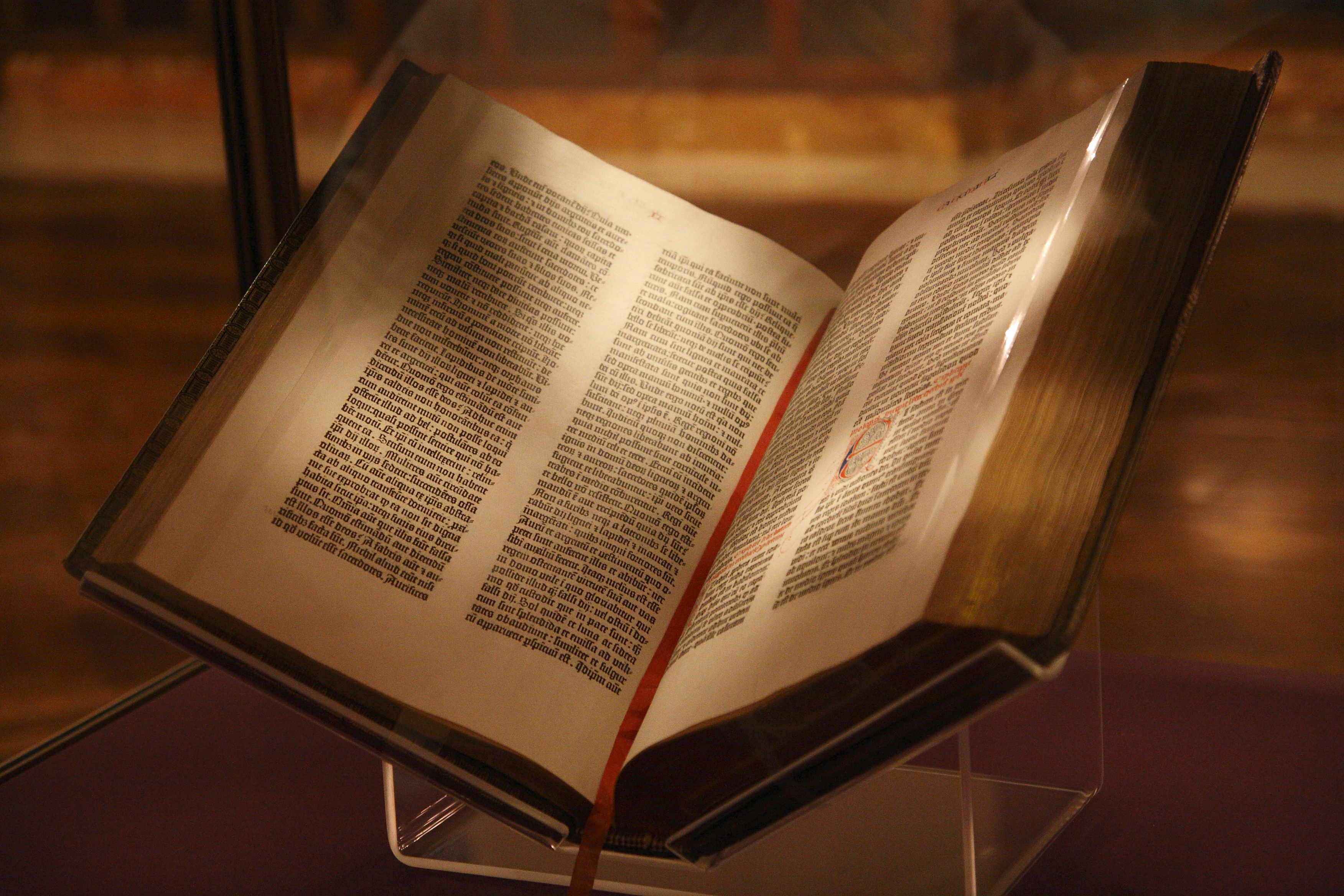
بيبل غوتنبرغ، أول طبعة للكتاب المقدس، طبعها يوهان غوتنبرغ، وله أهمية كبيرة في بدء ثورة وعصر الطباعة، فالكنيسة حافظت على الادب والمعارف القديمة.
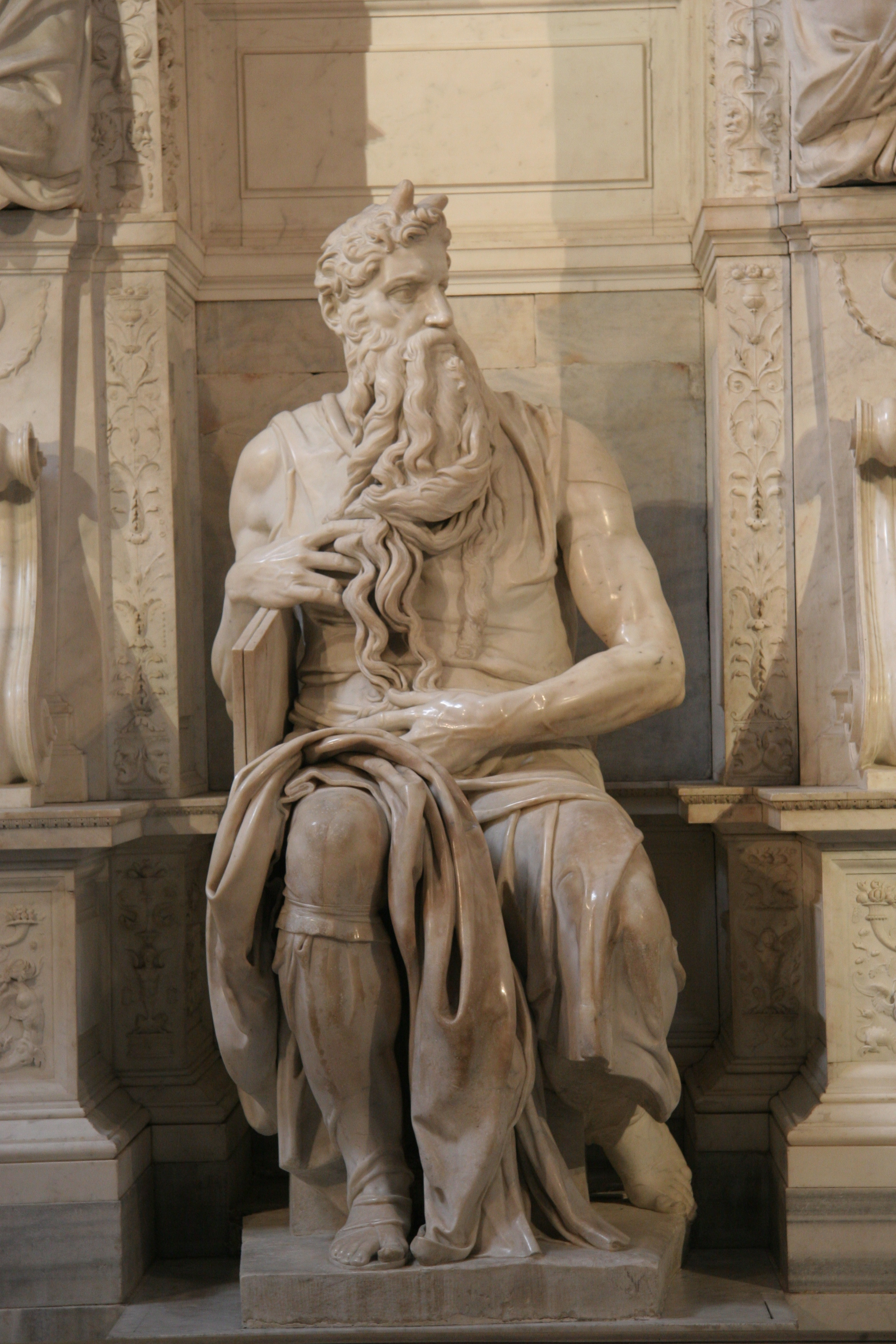
موسى ضمن منحوتة قبر يوليوس الثاني.
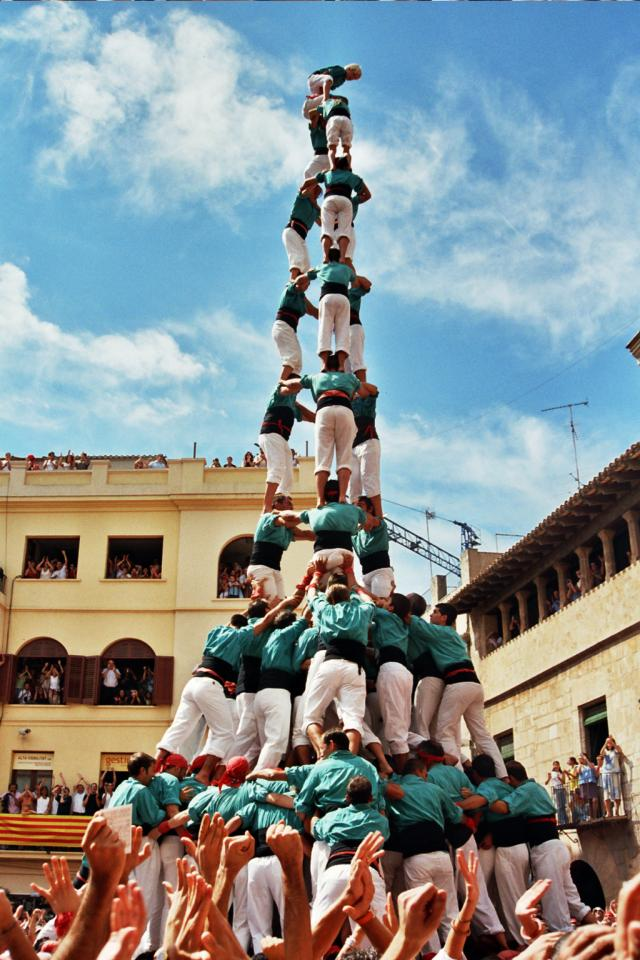
تقليد الكاستيل، الذي يقام في يوم القديس جرجس، في كتالونيا.
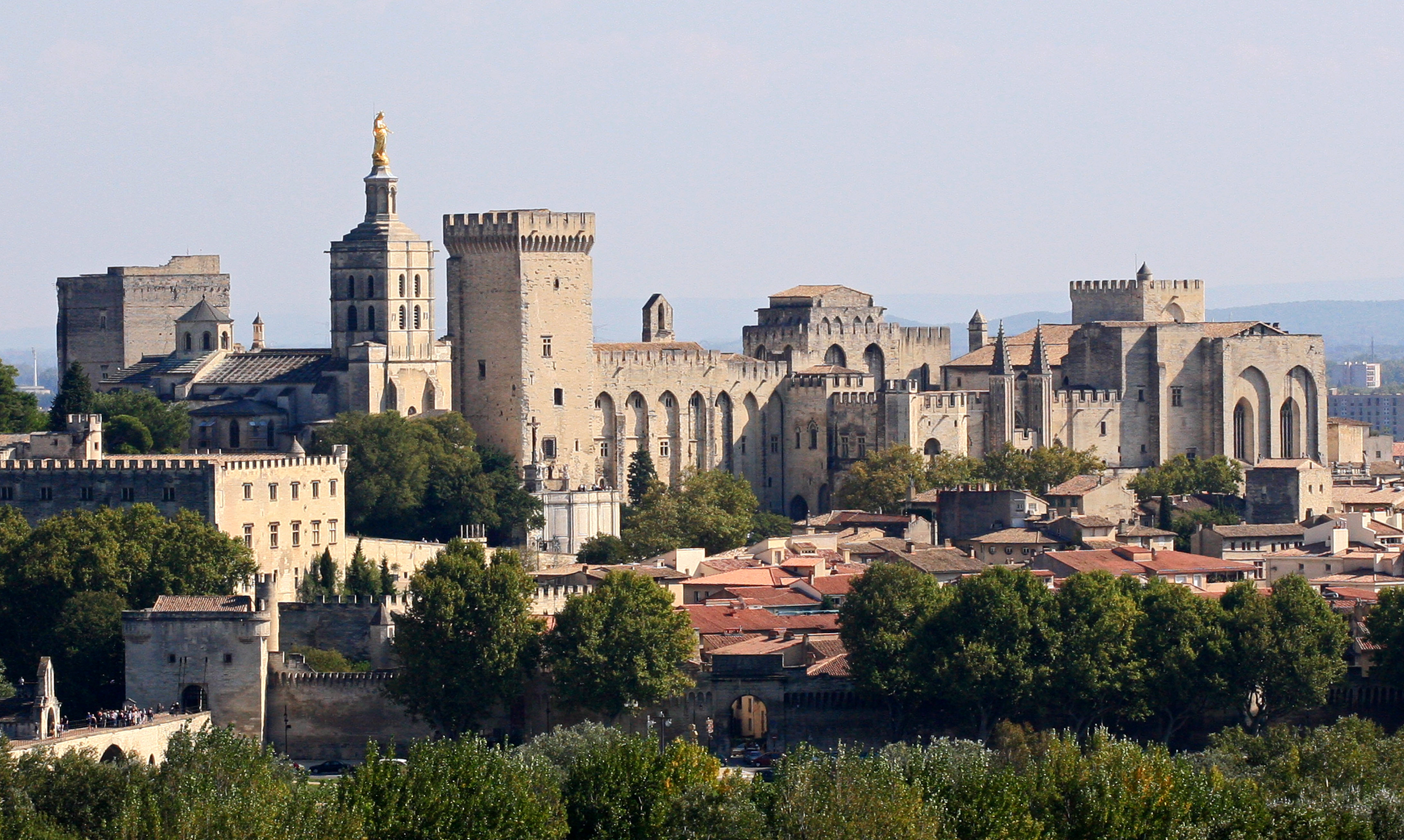
قصر البابا في أفينيون، فرنسا، لعبت البابوية ادورًا هامة في السياسية الغربية.
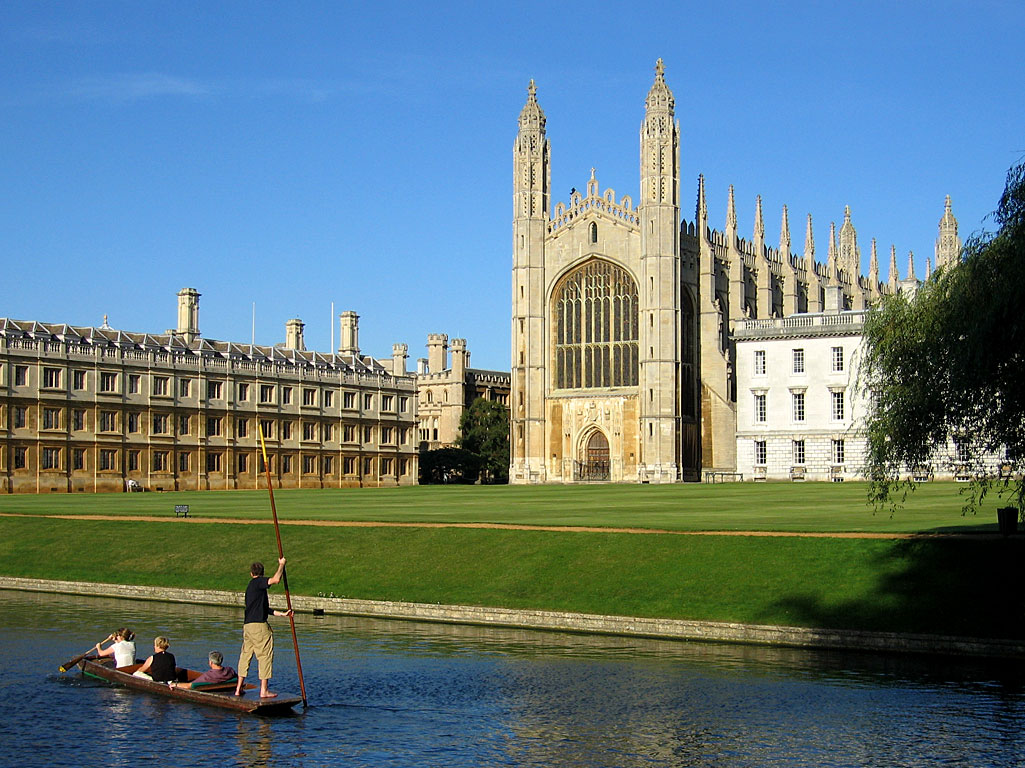
جامعة كامبريدج إحدى اقدم جامعات في أوروبا بدأت كمدرسة كاتدرائية.

### المسيحية في الثقافة الأوروبية
أغلب الباحثين يتفقون على أن الثقافة الأوروبية أو الحضارة الغربية بمعنى أوسع تقوم على أساسين ومصدرين هما الحضارة اليونانية-الرومانية والديانة المسيحية. حدد رئيس المفوضية الأوروبية الأسبق جاك ديلو هوية أوروبا بأبعاد ثلاثة: الديانة المسيحية، القانون الروماني، والنزعة الإنسانية في الفلسفة اليونانية.
كانت المسيحية ركن القاعدة الثقافية الأوروبية وفي مناسبات محددة الركن الوحيد للهوية الأوروبية، خاصة عندما سعت الكنيسة الرومانية الكاثوليكية لبسط نفوذها الثقافي ومن ثم السياسي على الغرب الأوروبي، فالأممية المسيحية أو مفهوم العالم المسيحي ظلت قوة سياسية ودافعًا فكريًا وعقائديًا وسياسيًا أثر مباشرة على مسيرة السياسية الأوروبية، بل إنه أصبح لب فكرة «المفهوم الغربي»، وقام باستبدال المفهوم الجغرافي الأوروبي الضيق أو الروماني المحدود وأصبح يمثل شرعية جديدة بدأت تترسخ داخل الشعوب الأوروبية والوجدان السياسي فيها، وأصبح هذا المفهوم يمثل الشرعية السياسية والدينية على حد سواء.

يقول الشاعر والمسرحي والناقد الأدبي والحائزٌ على جائزة نوبل في الأدب توماس ستيرنز إليوت في علاقة المسيحية مع الثقافة الأوروبية: 
| المسيحية في أوروبا | المسيحية هي التي جعلت أوروبا على ما هي عليه، وهي التي جلبت لأوروبا العناصر الثقافية المشتركة. وفي المسيحية نمت الفنون، وتأصلت قوانين أوروبا. وليس لتفكيرنا عن أوروبا معنى أو دلالة خارج الإطار المسيحي. ويتمم إليوت كلامه في هذا الشأن بقوله: قد لا يؤمن فرد أوروبي بأن الإيمان المسيحي حق، ولكن ما يقوله ويصنعه ويأتيه كله من تراثه في الثقافة المسيحية، ويعتمد في معناه على تلك الثقافة. ما كان يمكن أن تخرِّج فولتير أو نيتشه إلا ثقافة مسيحية، وما يظن أن ثقافة أوروبا تبقى حية إذا اختفى الإيمان المسيحي اختفاءً تاماً، وإذا ذهبت المسيحية فستذهب كل الثقافة الأوروبية، ولو بددنا أو طرحنا تراث أجدادنا من الثقافة المشتركة فلن يغنينا، ولن يقرب بيننا كل ما عند أبرع العقول من تنظيم وتخطيط. | المسيحية في أوروبا |

## الثقافة والحياة الدينية

### أماكن ذات أهمية دينية

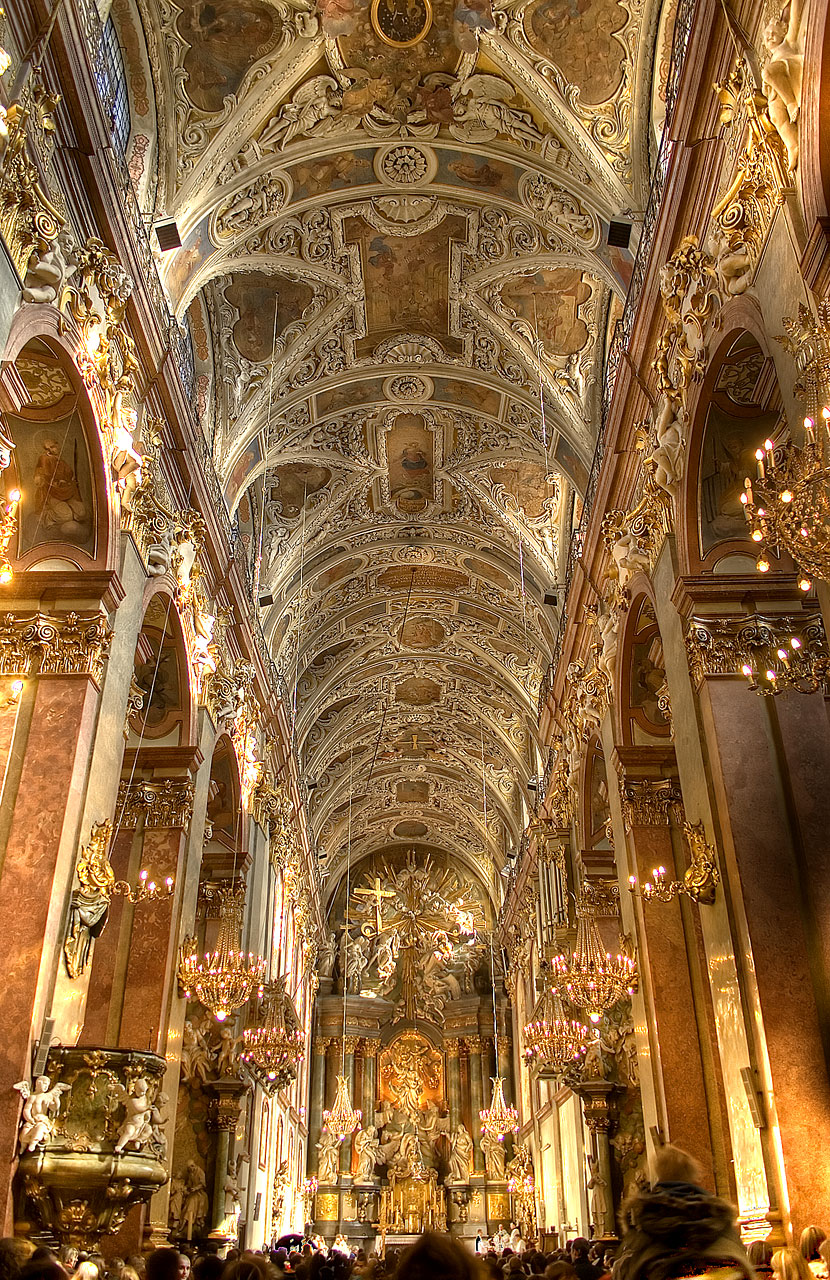
مزار عذراء بولندا السوداء في تشيستوكوفا، أحد أهم المزارات المريمية في أوروبا والعالم.

فيما يخصّ الأماكن ذات الأهميّة الدينيّة لدى المسيحيين، فإنها تكاد لا تحصى، إذ إنّ عدد الكنائس والكاتدرائيات وأضرحة القديسين والشهداء، المبجلة من قبل مختلف الطوائف، تنتشر حول العالم، بعضها ذو أهمية محلية أو إقليمية، والبعض الآخر ذو شهرة عالمية، يضاف إلى ذلك مقرّات البطاركة ورؤساء الأساقفة لمختلف الطوائف.
إلى جانب ما يؤمن بعض المسيحيين بأنه مواقع لظهورات العذراء، لذلك تحولت مع الموقت إلى أماكن مقدسة. ملايين المسيحيين عامًة والكاثوليك خاصًة يحجون إلى هذه الأماكن سنويًا.

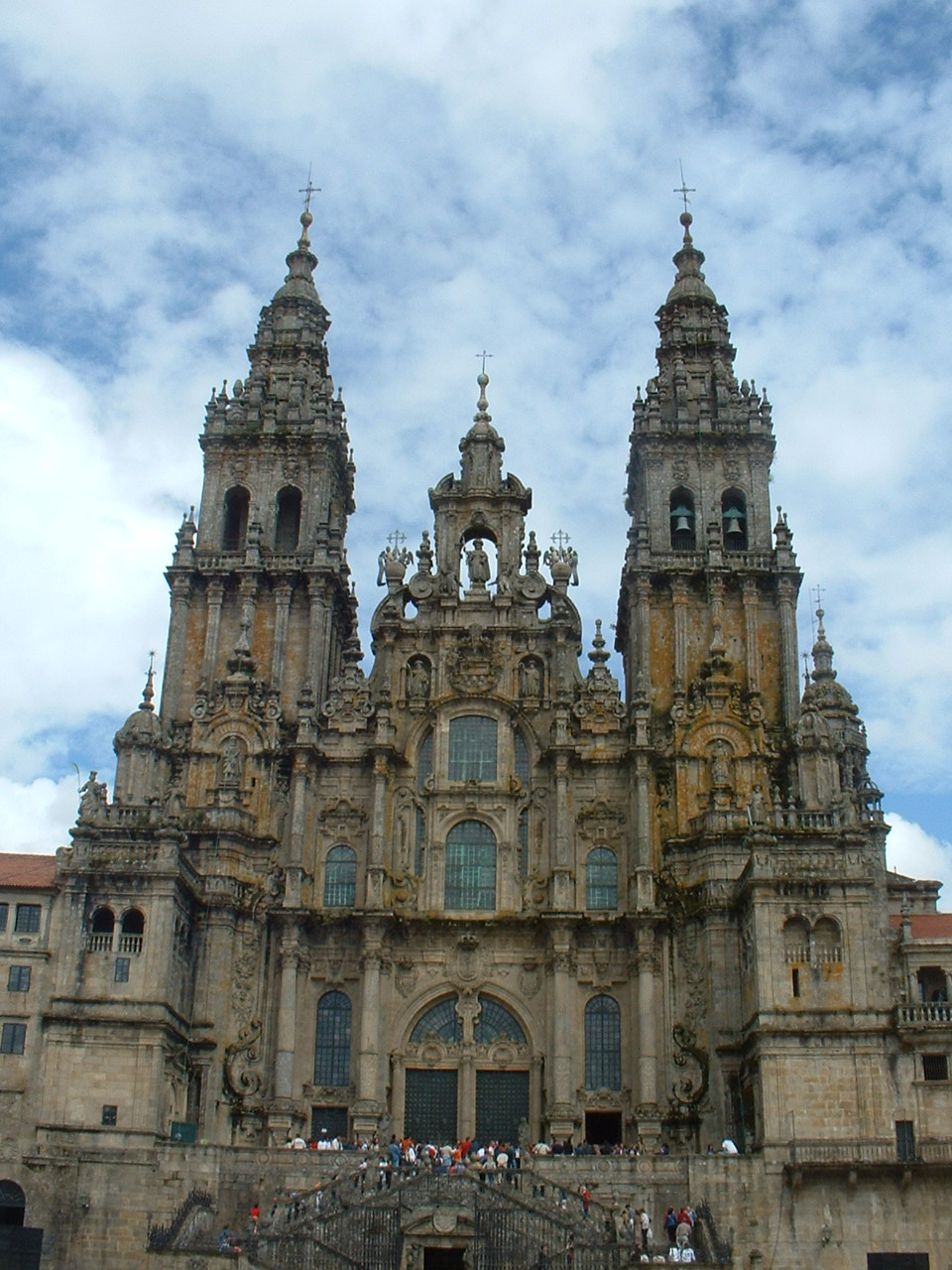
كاتدرائية القديس يعقوب في إسبانيا، من أبرز المعالم المسيحية في العالم.

يمثل الكرسي الرسولي الكنيسة الكاثوليكية عالميًا، وبالتالي أضحى الفاتيكان مركز القيادة الروحية للكنيسة الكاثوليكية في العالم والتي يربو عدد أتباعها على 1.147 مليار نسمة، وتحول إلى موقع كاثوليكي مقدس. إن مدينة الفاتيكان بحد ذاتها تعتبر قيمة ثقافية ودينية كبرى، فمتحف الفاتيكان، إلى جانب كاتدرائية القديس بطرس والكنيسة السيستينية، هي موطن أكثر قطع الفن شهرة في العالم؛ ومباني الفاتيكان مثل مكتبة الفاتيكان والقصر الرسولي والقطع الداخلية التي تحويها أنتجت بالكامل من قبل كبار فناني عصر النهضة؛ وبإدراجها عام 1984 على لائحة اليونيسكو لمواقع التراث العالمي تكون الفاتيكان الدولة الوحيدة المدرجة بالكامل على هذه اللائحة.
تعتبر الفاتيكان أيضًا المعقل الأكثر أهمية للغة اللاتينية، وتقوم بذلك من خلال مؤسسات اللاتينية التعليمية، فضلاً عن قيامها بإصدار معاجم تحوي على عبارات حديثة يطلق عليها عمومًا اسم اللاتينية الجديدة، ومن هذه المعاجم «ريسبنت لاتينتاتيس» (بالإيطالية: Lexicon Recentis Latinitatis)‏ وبالتالي أضحت محج لطالبي علم اللغة اللاتينية.
روما هي المكان الذي يعتقد الكاثوليك أن الكنيسة الكاثوليكية الرسولية تأسست فيها رسميًا والتي بدأها القديس بطرس، الذي يعتبرونه «أمير الرسل»، وشكلت قضية أوليّة بطرس والسلطة الممنوحة له من قبل يسوع وتقدّمه على سائر التلاميذ الاثني عشر بناءً أساسيًا في الكنيسة الكاثوليكية والصرح البابوي. وهكذا في حين أن كنيسة القيامة في القدس لا تزال أكثر هو الأماكن قدسية لدى الكاثوليك، فالفاتيكان هو مكان مقدس للغاية في المعتقد الكاثوليكي كونه مقر البابوية. تتواجد في مدينة روما الأربعة كنائس بابوية ذات أهمية دينية وتاريخيّة، وهي كنيسة القديس بولس خارج الأسوار والتي تحوي رفات القديس بولس، كاتدرائية القديس يوحنا اللاتراني مقر البابا سابقًا وكنيسة سانتا ماريا دي ماجيوري.
تتواجد أماكن مقدسة في أوروبا أماكن والتي بحسب ما يؤمن بعض المسيحيين بأنه مواقع لظهورات العذراء، لذلك تحولت مع الموقت إلى أماكن مقدسة. ملايين المسيحيين عامًة والكاثوليك خاصًة يحجون إلى هذه الأماكن سنويًا. أبرز هذه المواقع مزار مدينة فاطمة البرتغالية ولورد الفرنسية؛ إلى جانب مزار عذراء بولندا السوداء ويقع المزار في تشيستوكوفا في وسط بولندا ومديوغوريه في البوسنة والهرسك.
فضلًا عن مواقع اضرحة قديسين ومبجلين مسيحيين تتواجد في كافة انحاء أوروبا أكثرها شهرة كنيسة القديس أنطون في بادوفا ومدينة أسيزي الإيطالية، كاثدرائية سان جيوفاني باتيست التي تحوي كفن تورينو، وكاتدرائية سانتياغو دي كومبوستيلا الإسبانية، كاتدرائية كانتربري في انكلترا، كذلك يعتبر البروتستانت فيتنبرغ مهد الإصلاح البروتستانتي.
أمّا في الكنيسة الأرثوذكسية الشرقية هناك مواقع مقدسة وذات أهمية تاريخية مثل المنطقة النسكية في جبل آثوس في اليونان، مدينة إسطنبول عاصمة المسيحية الشرقية سابقًا ومركز بطريركية القسطنطينية المسكونية، دير بيشيرسك افرا في كييف وستاري راس في صربيا وغيرها من المواقع.

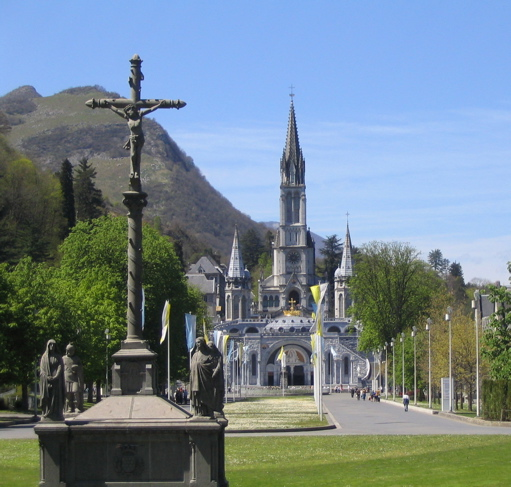
كاتدرائية السبحة المقدسة في لورد الفرنسية.
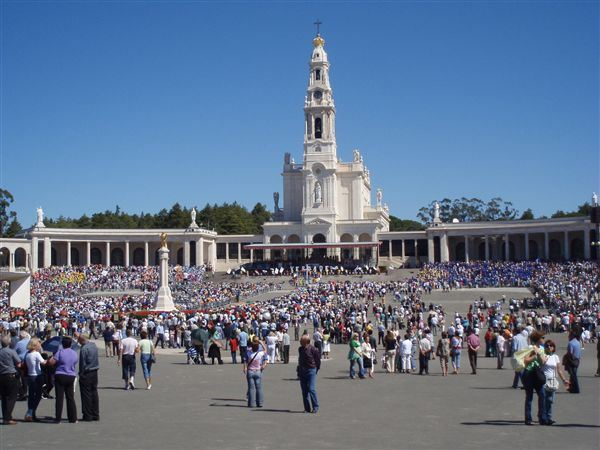
كنيسة سيدة فاطمة في البرتغال.
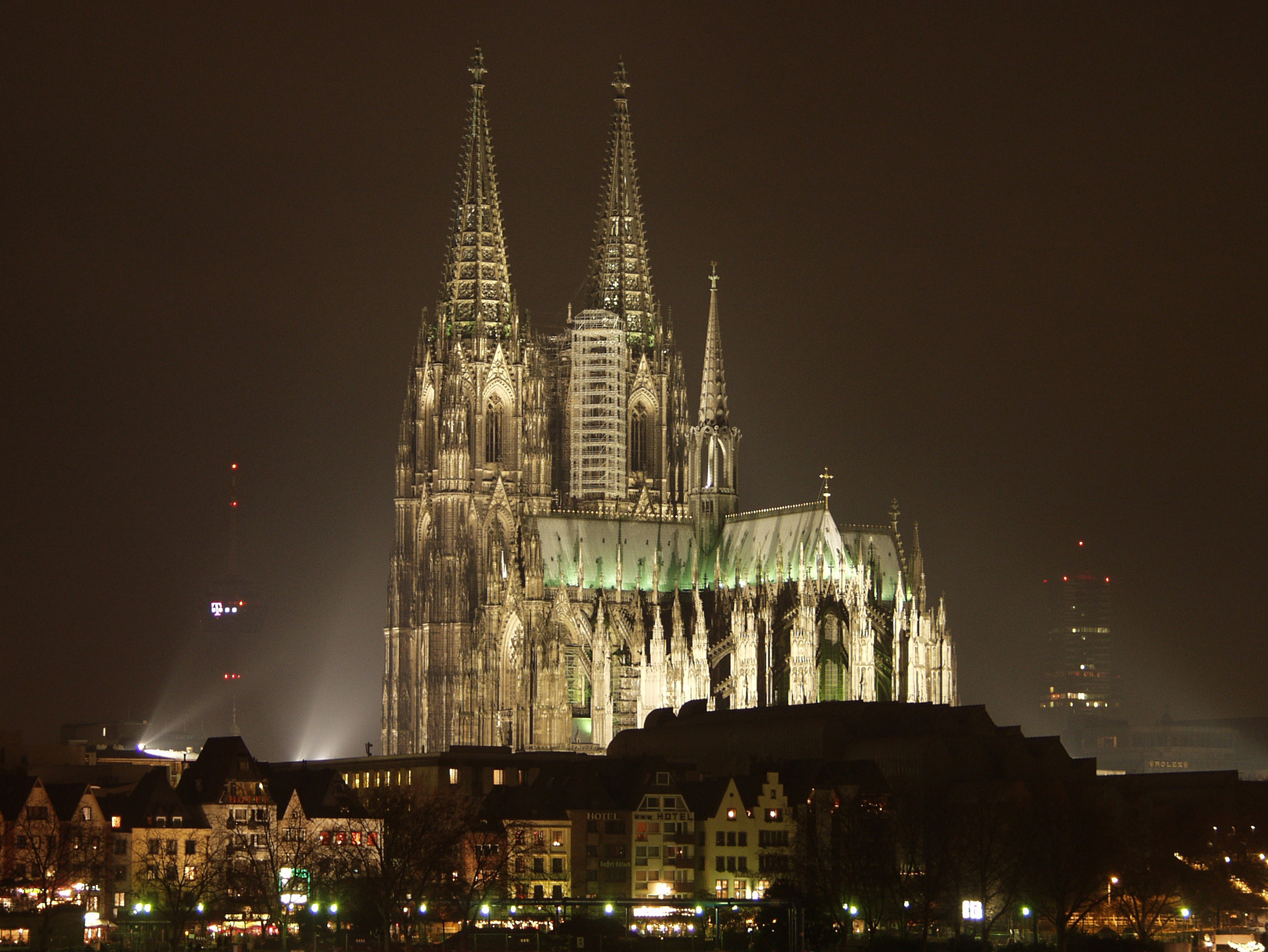
كاتدرائية كولونيا، في ألمانيا تحوي على رفات المجوس الثلاثة.
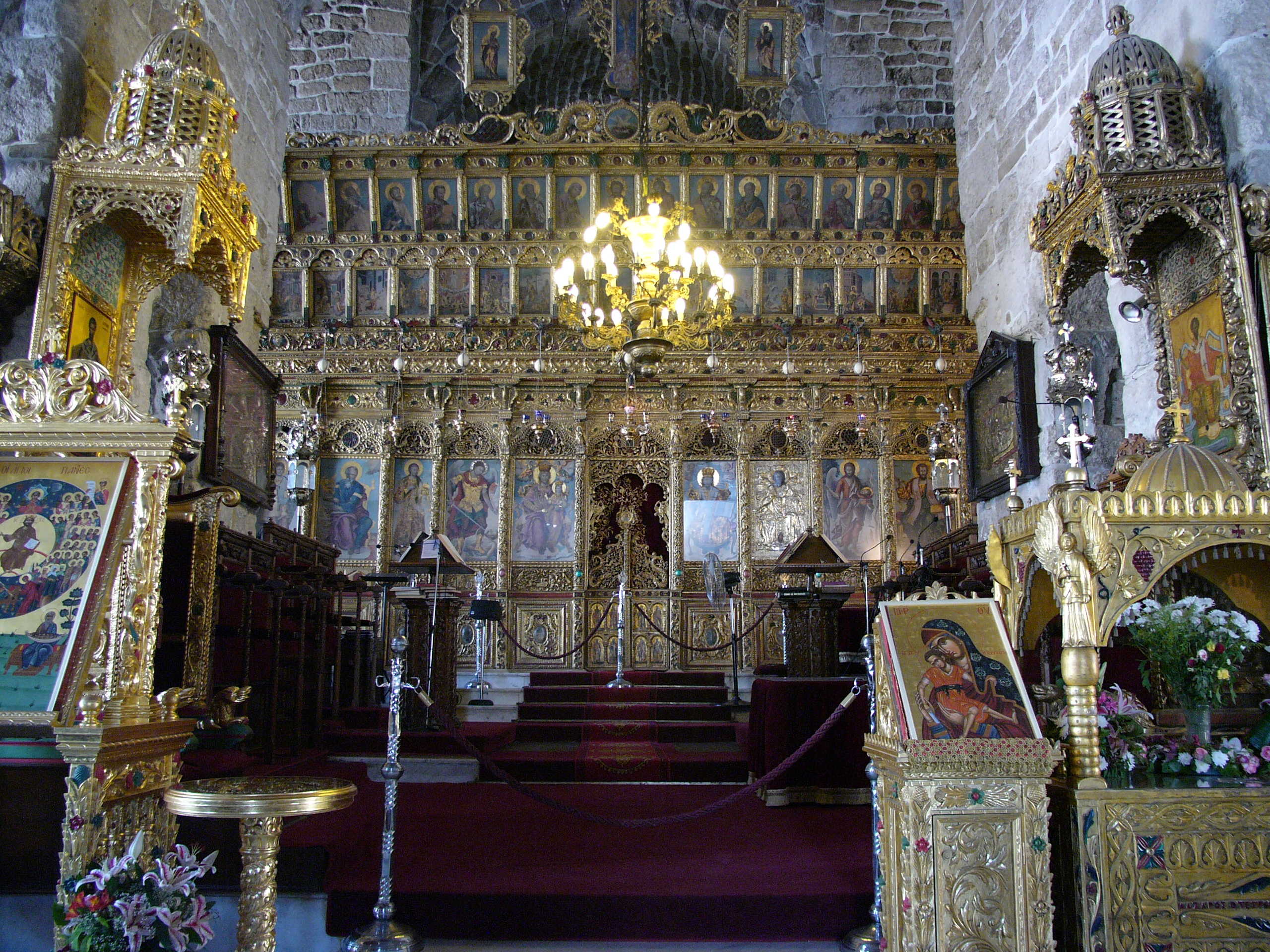
كاتدرائية لعازر، لارنكا، قبرص.
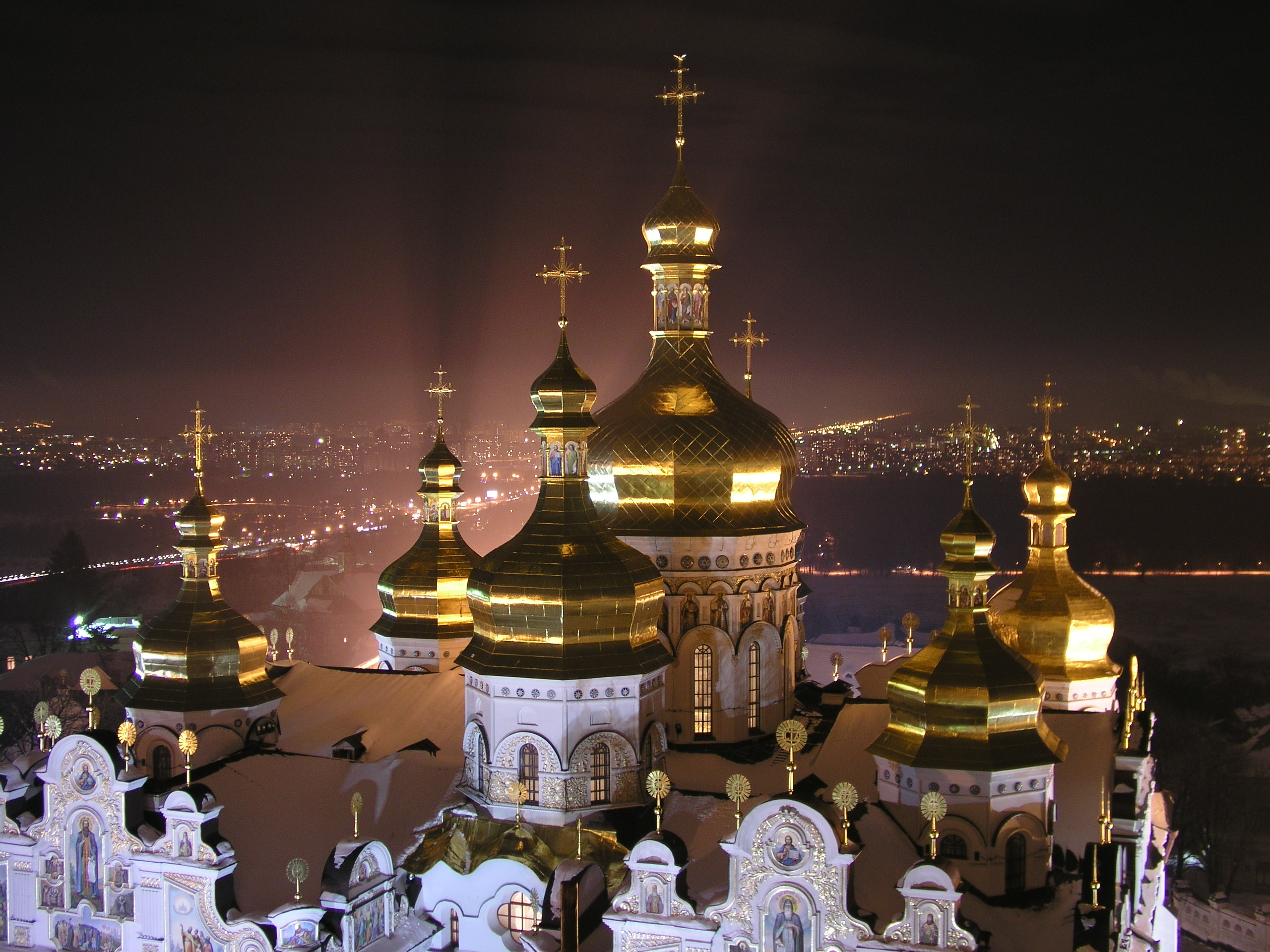
دير بيشيرسك افرا في كييف، أوكرانيا.

### الأعياد والاحتفالات

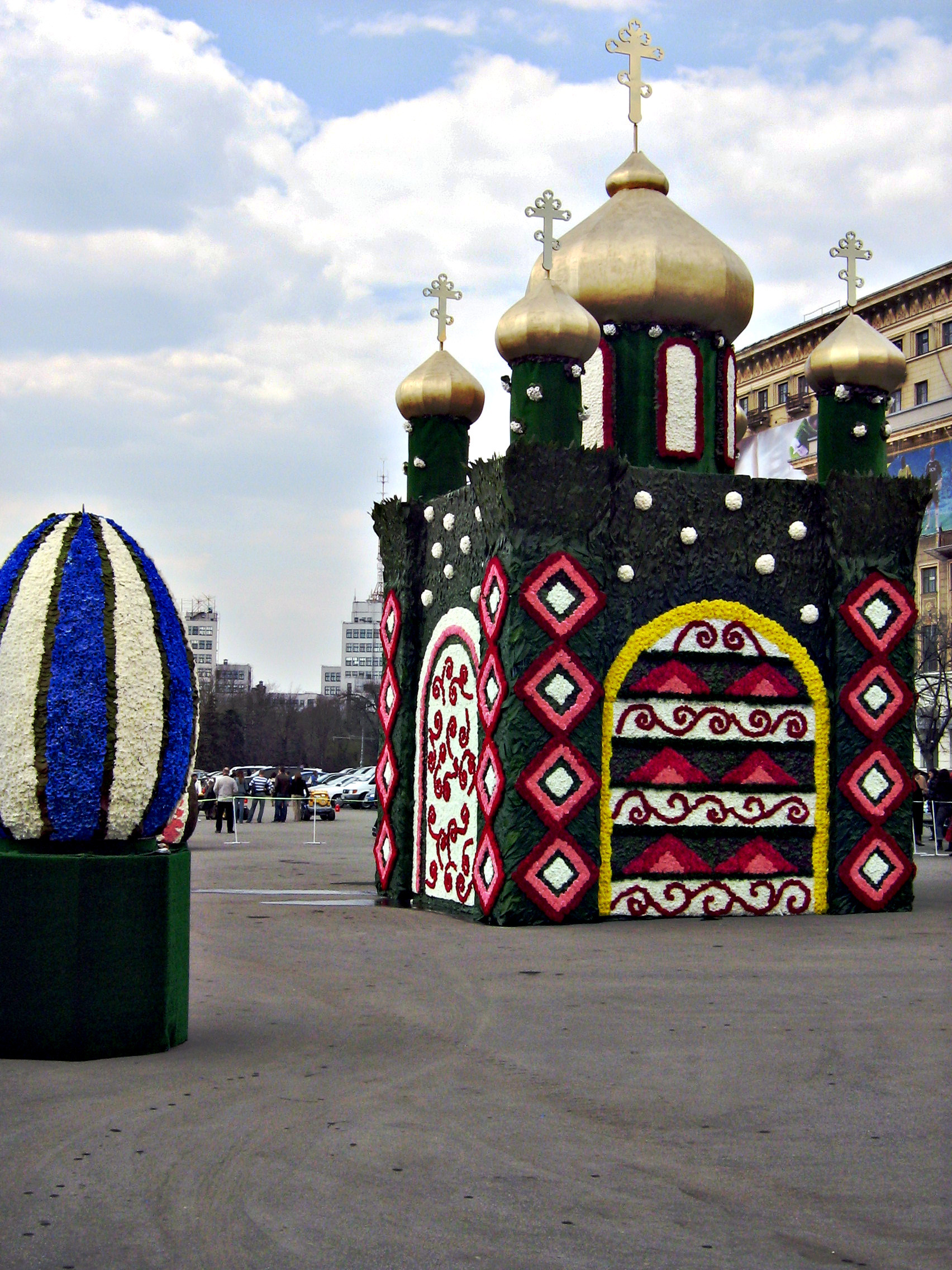
جانب من ديكور عيد الفصح في أوكرانيا.

تمتلك أوروبا ثقافة مسيحية غنية، تتمثل بالأعياد المسيحية والتي تكتسب طابعًا اجتماعيًا مميزًا. اليوم أغلب العطل الرسمية في أوروبا هي أعياد وعطل مسيحية أو ذات أصول مسيحية. وبسبب هيمنة المسيحية في أوروبا طوال القرون الوسطى، أصبحت العديد من الأعياد المسيحية جزء من الثقافة العلمانية. مثل عيد جميع القديسين (الهالويين)، والفالنتاين دي ويوم القديس باتريك. وعلى العموم فإن عيد الميلاد وعيد القيامة يعتبران من أهم الأعياد المسيحية في الرزنامة الأوروبيّة.
عيد القيامة وهو أهم الأعياد الدينية في المسيحية، يسبقه الصوم الكبير والذي الكرنفالات، الذي يبدأ عادة مع العطلة التي تسبق الصوم الكبير، ومن أشهر كرنفالات أوروبا كرنفال باتراس في اليونان وفينيسيا في إيطاليا وكرنفال نيس في فرنسا وكرنفال كولونيا، وتعتبر الكرنفالات تقليد كاثوليكي، ثم دخلت على الاحتفالات الأرثوذكسية، لكن الكنائس البروتستانتية، وخصوصًا المتشددة منها، كانت ترفض القيام بهذه الإستعراضات، وتعوض عنها الدول المجتمعات البروتستانتية في بريطانيا وإسكندنافيا احتفالات ثلاثاء البان كيك.

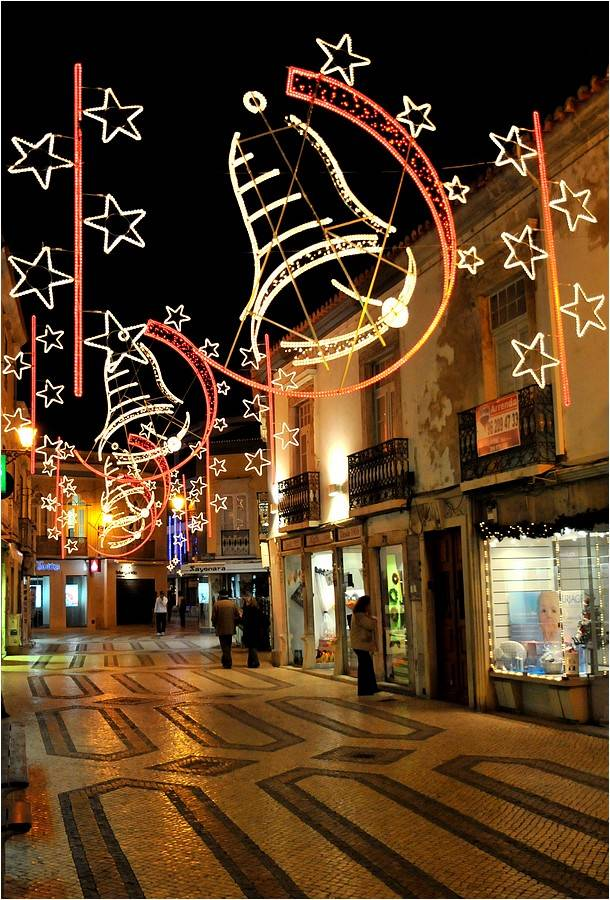
شوارع مزينة بأضواء ميلادية لمناسبة عيد الميلاد في لشبونة، البرتغال.

أسبوع الآلام وهو آخر أسبوع في زمن الصيام تستذكر محاكمة المسيح وآلامه وصلبه ومن ثم موته، وتتنوع العادات في هذا الزمن مع تنوع الثقافات ففي جمعة الآلام تقام في الدول ذات التقاليد الكاثوليكية مثل إيطاليا والبرتغال وبافاريا تمثيلاً حيًا لدرب الآلام، في إسبانيا تُقام تطوافات ومواكب الجمعة العظيمة في كافة أنحاء المملكة وأبرزها المسيرات التي تقام في مدينة اشبيلية وغرناطة في منطقة الأندلس، والتي تحولت إلى مركز جذب للحج والسياحة المسيحية، المواكب تكون مكونة غالبًا من محفات يحمل كل منها العشرات من الرجال، تمثل المحفات حلقات من قصة الصلب والقيامة وتماثيل للعذراء ويتبع المحفات فرق موسيقية يصاحبها أحيانًا صوت أوبرالي ينطلق من إحدي الشرفات المطلة على الطريق. وتعرض برامج تلفازية حول حياة والآلام يسوع في كافة دول أوروبا فضلًا عن ترانيم تتعلق بالمناسبة.
في عيد القيامة في دول شرق أوروبا ذات الأغلبية الأرثوذكسية ووسط أوروبا يُعتبر بيض الفصح هو البيض المزيّن الذي يتم عمله ضمن تقاليد الاحتفال بعيد القيامة.
عيد الميلاد والذي يُعتبر ثاني أهم الأعياد المسيحية على الإطلاق بعد عيد القيامة ويحتفل فيه بذكرى ميلاد يسوع وتُعتبر عطلة رسمية في جميع دول أوروبا. يترافق عيد الميلاد باحتفالات دينية وصلوات خاصة للمناسبة، واحتفالات اجتماعية من إهداء الهدايا ووضع شجرة الميلاد ووجود شخصية بابا نويل والإجتماعات العائليّة حول مائدة الميلاد، وتقليد المجوس الثلاثة في إسبانيا والطفل يسوع في أوروبا الوسطى وقد أضحت هذه التقاليد جزء من الفلكلور والثقافة الأوروبية. ويعتبر موسم عيد الميلاد أكثر المواسم التي ينفق عليها البشر مالاً عليها في مختلف أنحاء العالم، يٌذكر أن الرموز الثقافية لعيد الميلاد نشأت في أوروبا مثل شجرة الميلاد وبابا نويل. يرتبط بعيد الميلاد عيد الغطاس الذي يحل في 6 يناير ومن أبرز مظاهر العيد في الدول الأوروبية ذات الطابع الأرثوذكسي مثل روسيا وبلغاريا أن يُلقى صليب في البحر ويقوم شاب بالغوص لاسترجاعه والغطس في بِرك المياه المتجمدة.
ومن التقاليد المسيحية الأسرية الاحتفال في يوم الاسم Onomastico وهو تقليد مُنتشر في كثير من البلدان في أوروبا الكاثوليكية بحيث يٌحتفل في يوم من أيام السنة المرتبطة باللاسم الشخصي للفرد. نشأت العادة مع تقويم القديسين للكنيسة اليونانية الأرثوذكسية والكنيسة الرومانية الكاثوليكية، حيث يحمل المؤمنين، اسم قديس معين، وبطبيعة الحال سيحتفل في يوم عيد هذا القديس. في كثير من البلدان، ما يزال يبقى الاحتفال بيوم الاسم شعبيًا خاصًة في المناطق التي تسودها الكاثوليكية والأرثوذكسية الشرقية وذلك بخلاف المناطق التي تسودها البروتستانتية في أوروبا الشمالية. في حين يعتبر تقليد سلافا (بالصربية: Слава) الأرثوذكسي لبتجيل قديس معين والذي يعتبر شفيع الأسرة وينتشر التقليد بين الصرب وسكان مونتينغرو والمقدونيين وهو من المناسبات المهمة في البلقان. حيث تحتفل الأسر المسيحية سنويًا بعيد السلافا وذلك في يوم عيد شفيعها.
وإلى جانب الأعياد الشهيرة هناك العديد من الأعياد والتذكارات المسيحية التي تكتسب طابعًا محليًا مميزًا مرتبطًا ببلد معين أو طائفة محددة كعيد القديسة جان دارك في فرنسا، فرنسيس الأسيزي في إيطاليا، القديس باتريك في أيرلندا، القديس أندراوس في اسكتلندا، القديس جرجس في انكلترا واليونان، والقديس نقولا في النمسا والتشيك؛ ولا تقتصر الأعياد المسيحية على الاحتفالات الدينية إذ ترافق عادة بممارسات ومهرجانات اجتماعية مميزة.

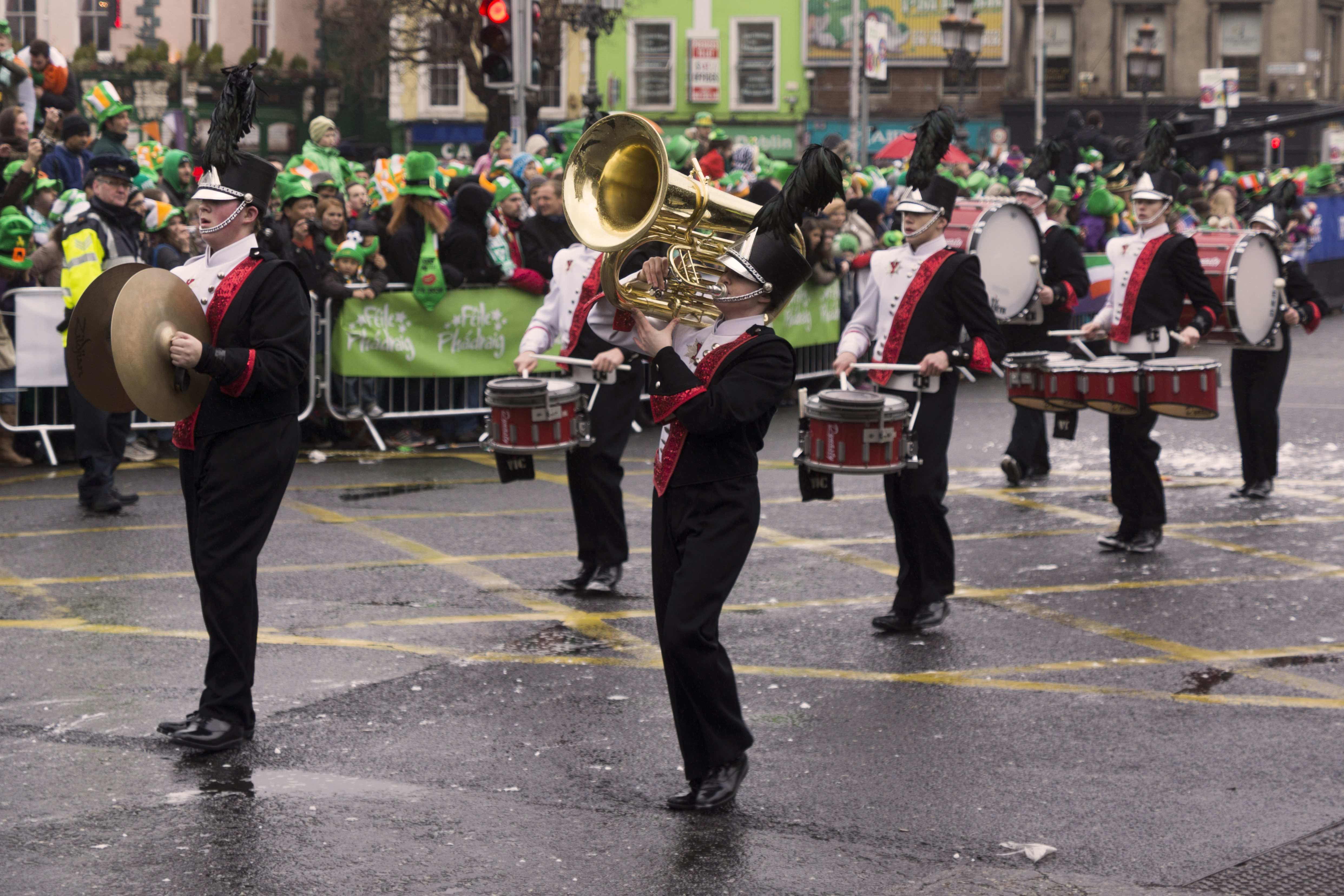
احتفالات يوم القديس باتريك في دبلن.
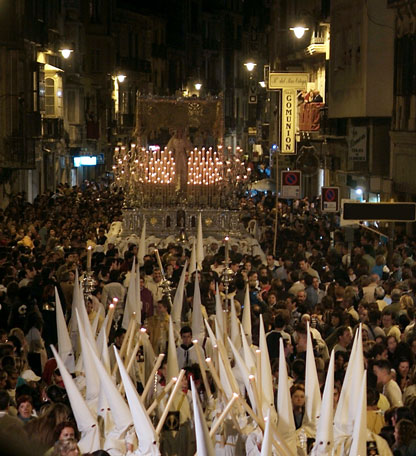
تطوافات جمعة الآلام في مالقة.
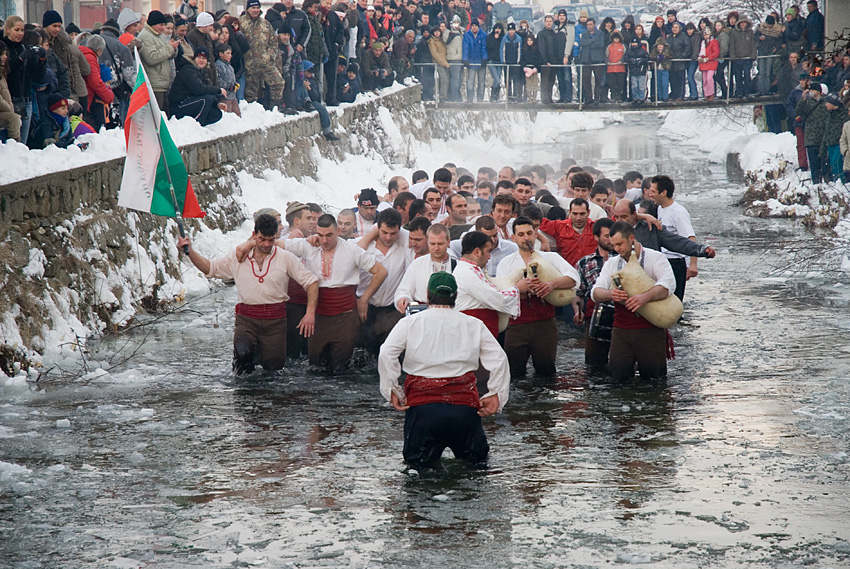
احتفالات عيد الغطاس في بلغاريا.
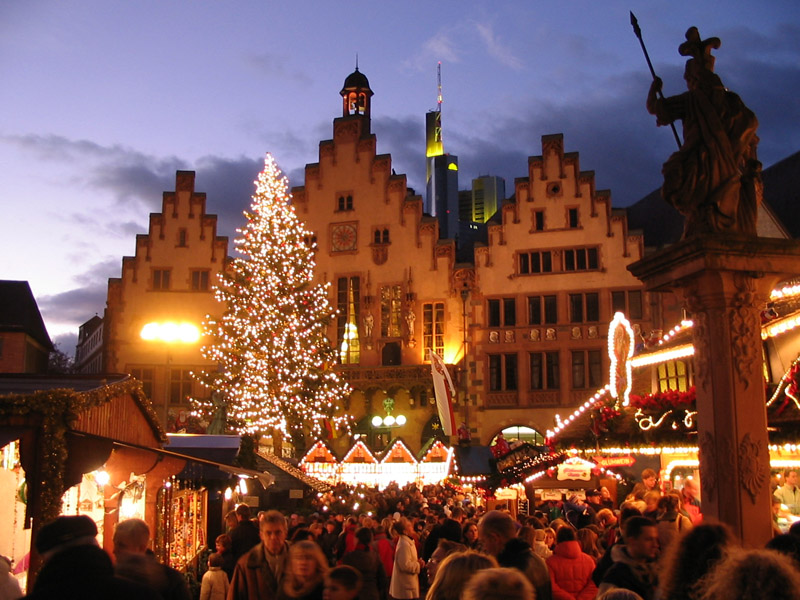
سوق عيد الميلاد، ألمانيا. تُقام هذه الأسواق في جميع أنحاء أوروبا الوسطى.
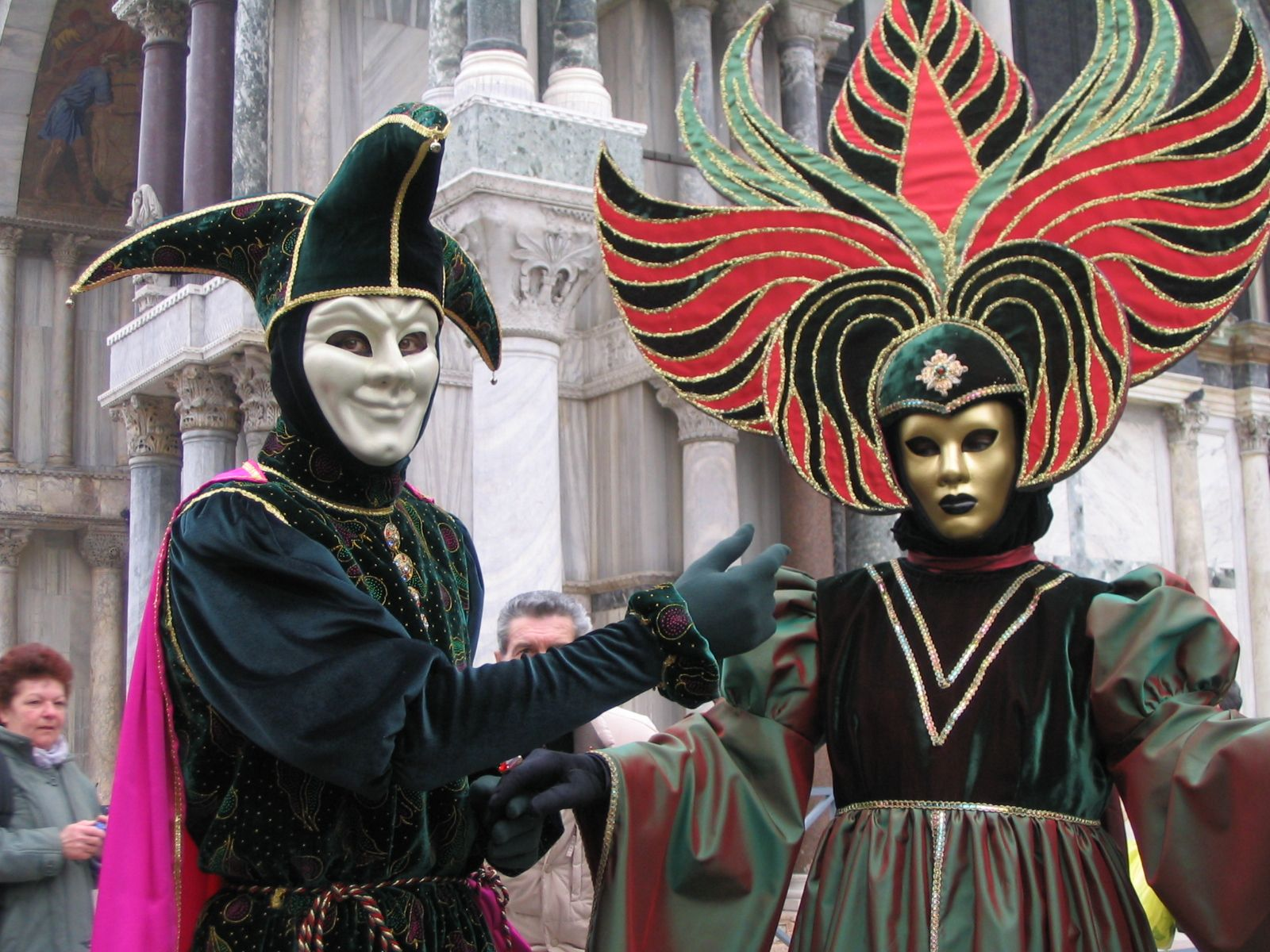
كرنفال البندقية، من أشهر الكرنفالات في أوروبا ويسبق أربعاء الرماد.
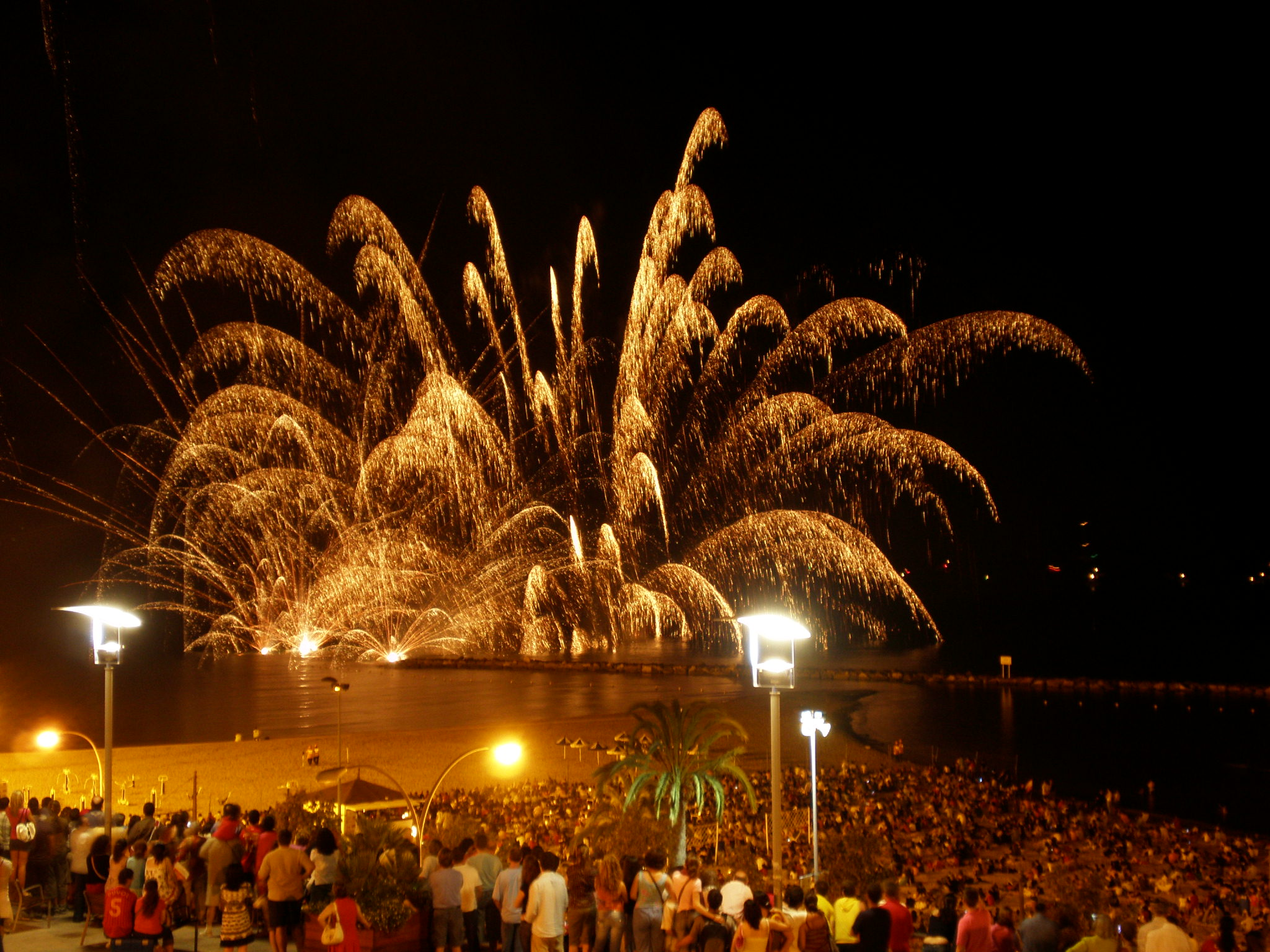
احتفالات يوم يوحنا المعمدان في إسبانيا.
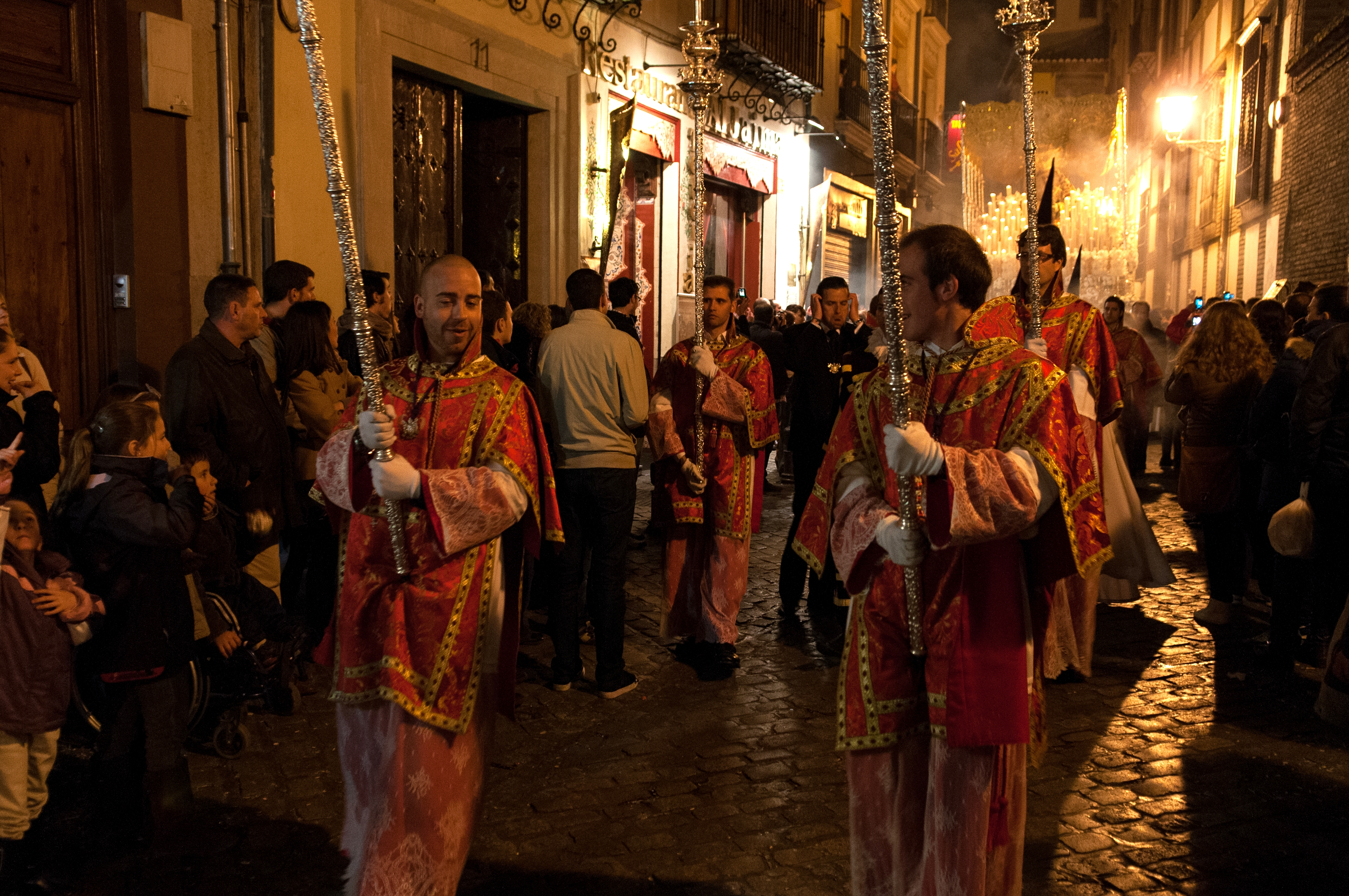
تطوافات جمعة الآلام في غرناطة.
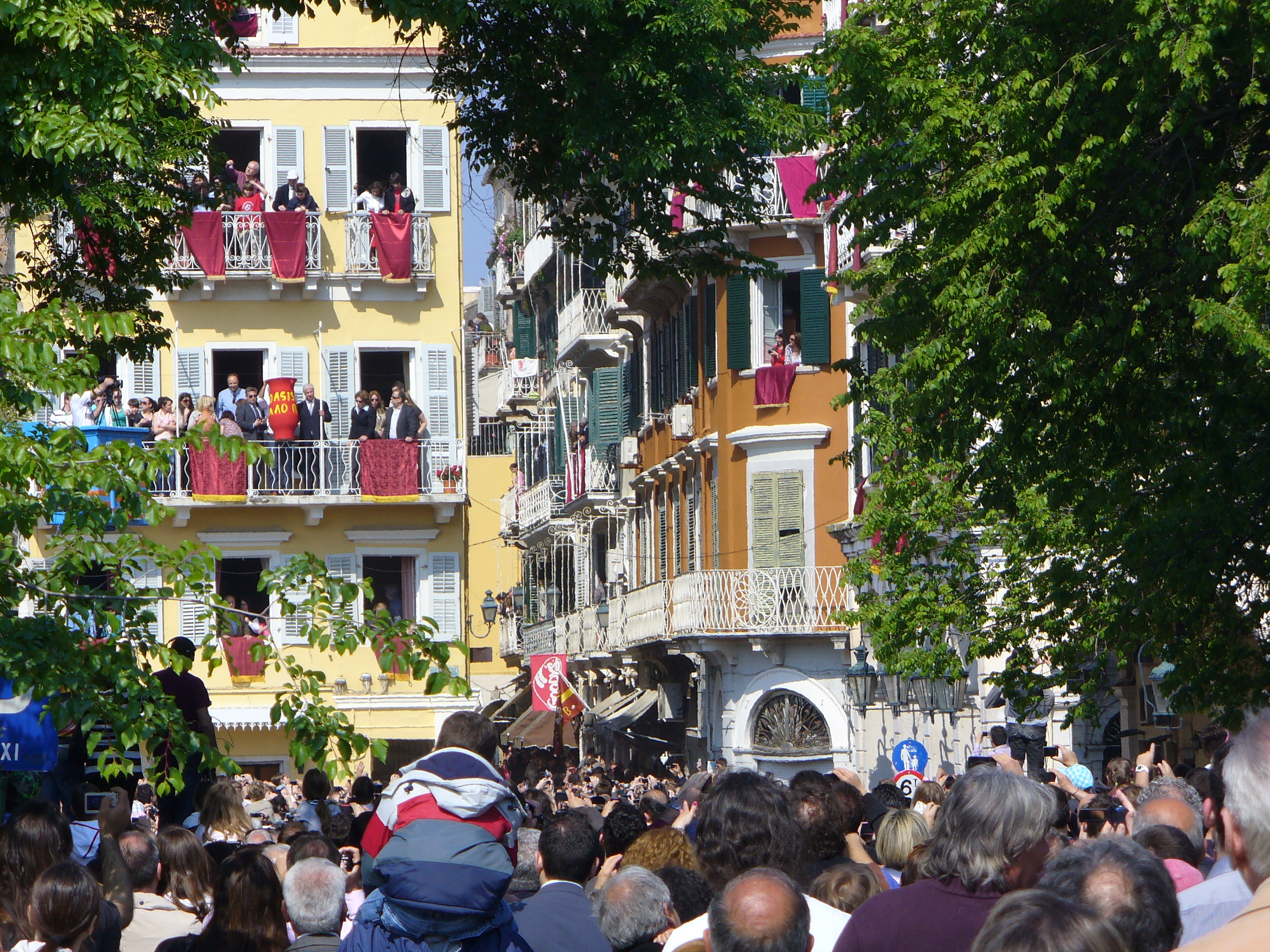
احتفالات عيد الفصح في اليونان.
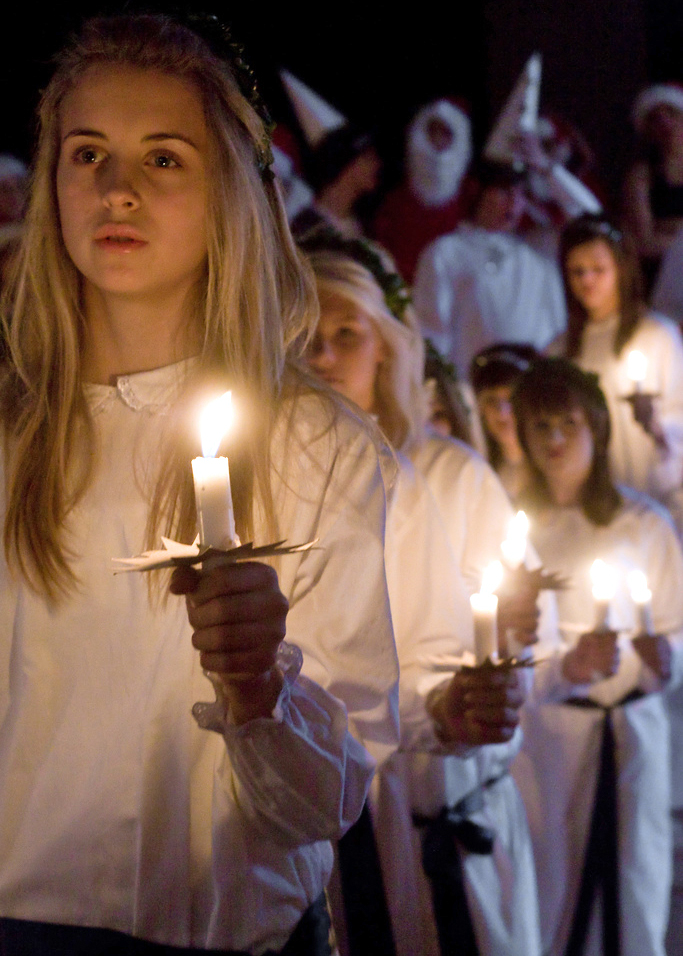
جانب من احتفالات يوم القديسة لوسي في السويد.
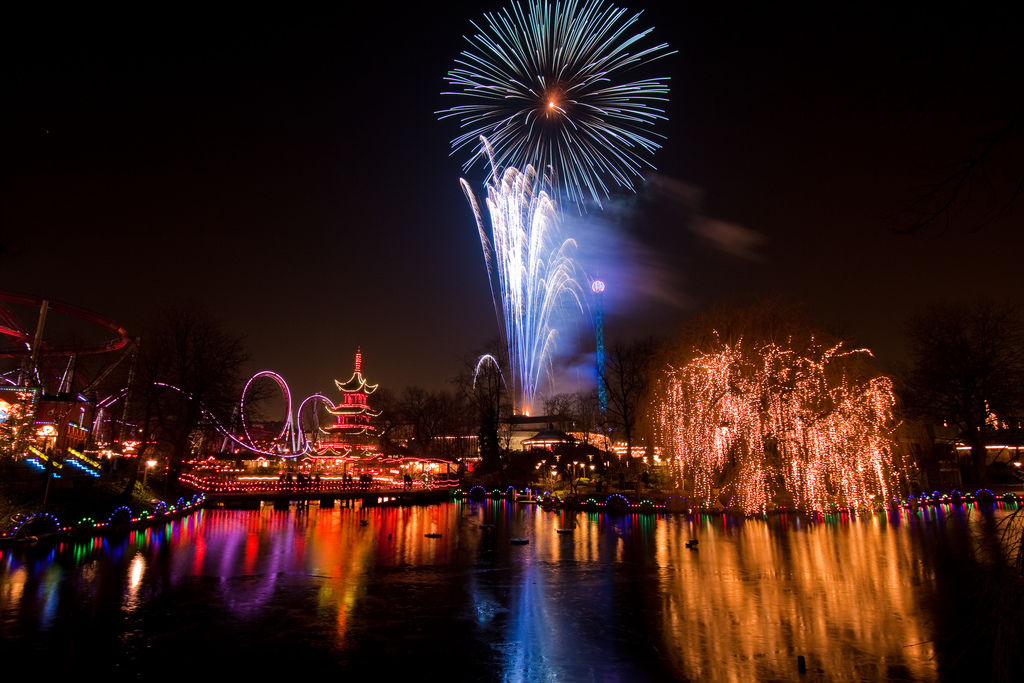
احتفالات ليلة رأس السنة، كوبنهاغن.

### رموز

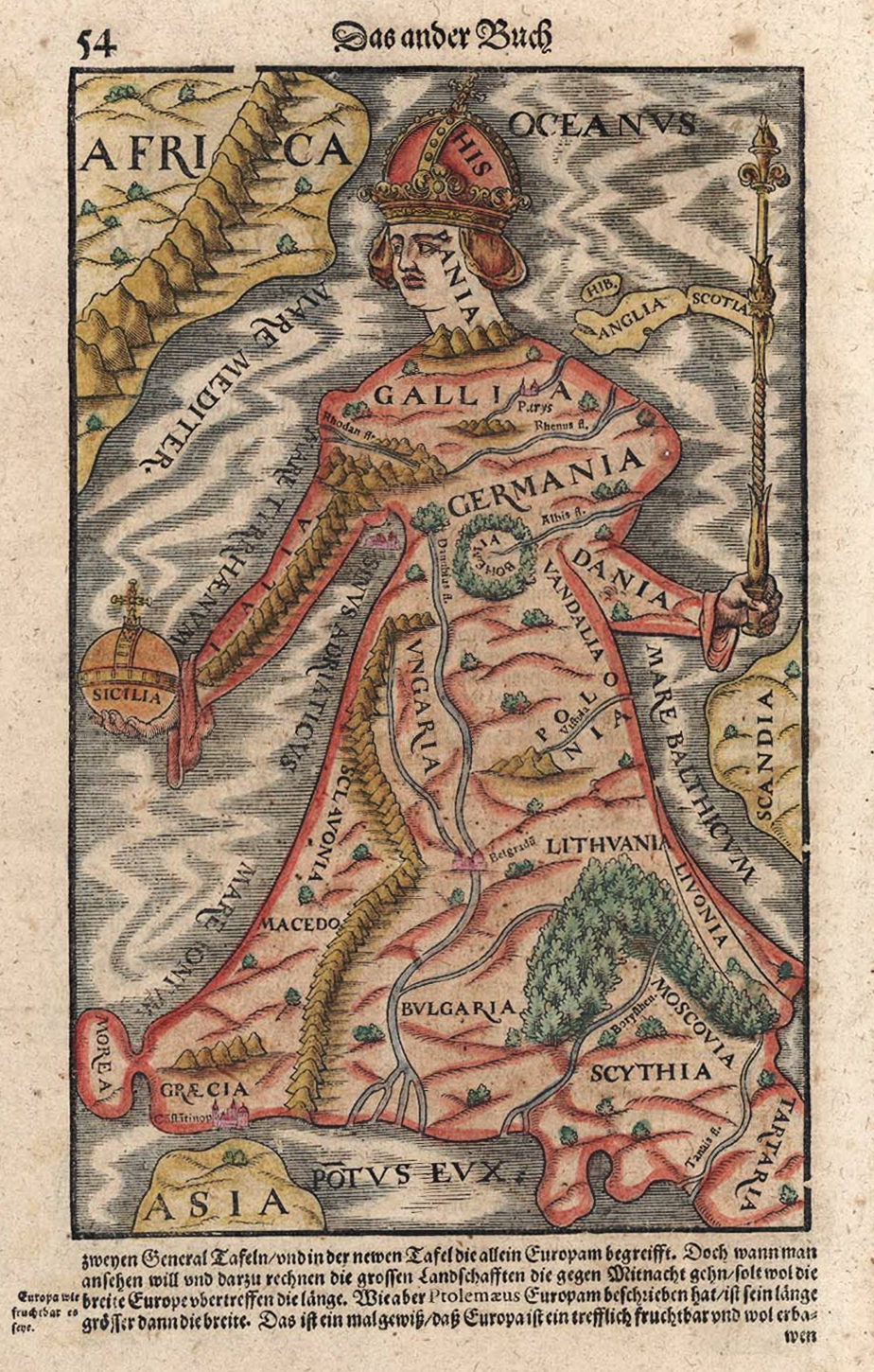
أوروبا الملكة، ترمز إلى العالم المسيحي المتحد خلال العصور الوسطى.

تجسدت المسيحية في الرموز الأوروبية بشكل واضح باعتبارها جزء من الموروث الحضاري والثقافي للقارة الأوروبية. يتجسد ذلك في تصميم علم الاتحاد الأوروبي من أرضية مستطيلة زرقاء اللون، يتوسطها 12 نجمة صفراء ذهبية، وقد استوحى مصمم العلم بول ليفي وهو يهودي اعتنق المسيحية من هالة الإثني عشر نجمة التي تحيط مريم العذراء والمعروفة في الفن المقدس للكنيسة الكاثوليكية. وكان قد ذكر المصصم ان فكرة العلم استوحاها من سفر رؤيا يوحنا في الكتاب المقدس من الآية: «بانها ثيابًا مع الشمس، والقمر تحت قدميها، وعلى رأسها تاج من اثني عشر نجوم». وقد تزامن
اعتماد العلم في 8 ديسمبر 1955، وتزامن مع العيد الكاثوليكي عيد الحبل بلا دنس.
تعتمد عدد من الدول الأوروبية رموز مسيحية في أعلامها أو نشيدها الوطني كذلك الأمر بالنسبة للمدن والأقاليم الأوروبية، فمثلًا إعتُمد صليب القديس جرجس في شعار النبالة وأعلام العديد من الدول والمدن التي لديها القديس جرجس بمثابة قديس شفيع، ولا سيما في جورجيا، إنجلترا، وأراغون، وجنوة وبرشلونة. في حين أنّ علم اسكتلندا المكون من صليب أبيض قطري على شكل إشارة X على خلفية زرقاء فاتحة، يُمثّل صليب القديس أندرو شفيع البلاد. ويُمَثّل الصليب الإسكندنافي على أعلام الدول الإسكندنافية. أما علم المملكة المتحدة فهو مكون من صليب أحمر للقديس جورج (شفيع إنجلترا) محاط بإطار أبيض الذي يشكل صليب القديس باتريك (شفيع إيرلندا الشمالية). بالإضافة إلى صليب قطري بشكل إشارة أكس X الذي يكّون صليب القديس أندرو (شفيع اسكتلندا). كما ويرمز صليب علم اليونان للمسيحية الأورثوذوكسية اليونانية.
ومن الرموز الشعبية للقارة أوروبا ريجينا أو الملكة أوروبا (باللاتينية: Europa regina) وهي تصوير رسمي لخرائط للقارة الأوروبية كملكة. ترمز إلى العالم المسيحي المتحد كما في القرون الوسطى.
في عام 1997 أعلن البابا يوحنا بولس الثاني الملكة البولندية والقديسة جادويغا ملكة بولندا شفيعة ملكات أوروبا والوحدة الأوروبية والاتحاد الأوروبي. وبعتبر كل من القديس بندكت النيرسي، كيرلس وميثوديوس، بريجيت من السويد، كاترين السينائيّة وإديث شتاين رعاة القارة الأوروبية.
تتواجد الرموز المسيحية بشكل واضح في عدد من الدول الأوروبية في الاعلام والمؤسسات الحكومية والمستشفيات والجامعات مما أثار جدل في الآونة الأخيرة منها قضية تعليق الصليب في المدارس الإيطالية، حيث قد طرحت القضية حين اعترضت إحدى الأمهات الإيطاليات على وجود الصلبان في غرف الدراسة وقالت إنها تريد تنشئة أطفالها في جو علماني. وقالت المحكمة الأوروبية في حيثيات قرارها ان من حق الأم تنشئة أطفالها في الجو الذي تختاره. وقد أثار كسب المرأة للقضية احتجاجًا في المجتمع الإيطالي إذ أظهرت استطلاعات الرأي أن 84% ممن شملهم الاستطلاع أجابوا بـ«نعم» على سؤال «هل ينبغي تعليق الصلبان في حجرات الدرس؟»، بينما جاءت إجابة 14% بـ«لا» ولم تبد نسبة 2% رأيا حيال ذلك. وأعتبر عدد من السياسيين الصليب هو رمز لتقاليد أوروبا قبل ان يكون رمزًا للكاثوليكية. وكانت قد تقدمت إيطاليا استئنافها إلى المحكمة الأوروبية الأربعاء ضد القرار الذي اعتبرته تدخلا في ثقافة البلد وتاريخه وديانته. وقد أعربت عشرة بلدان أخرى بما في ذلك رومانيا وبلغاريا وليتوانيا وقبرص وموناكو، رسميًا دعمها لايطاليا.

### رعاة أوروبا

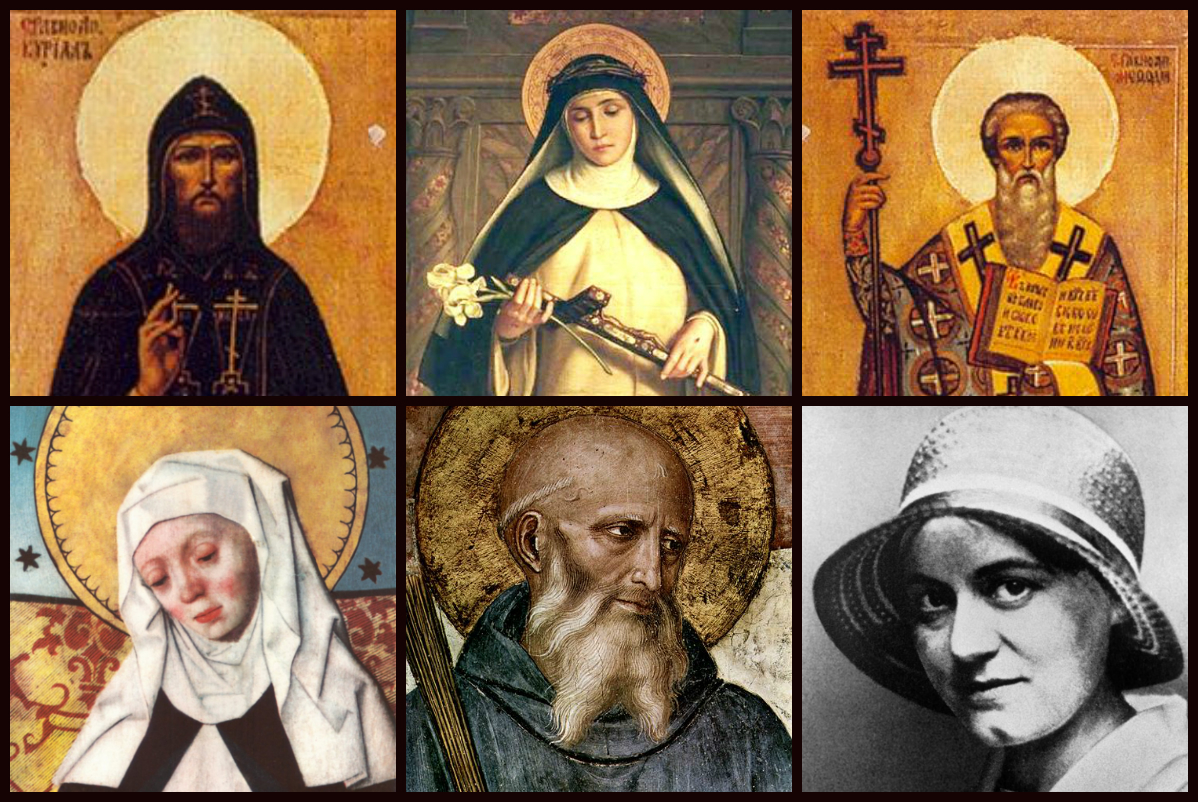
رعاة القارة الأوروبيَّة، باتجاه عقارب الساعة من الأعلى واليسار:ميثوديوس وكاترين السينائية وكيرلس؛ وإديث شتاين وبندكت النيرسي وبريجيت من السويد.

أعلن البابا بولس السادس عام 1964 بندكت النيرسي راعي القارة الأوروبيَّة. وأضاف البابا يوحنا بولس الثاني في عام 1980 كل من كيرلس وميثوديوس، وبريجيت من السويد، وكاترين السينائية، وإديث شتاين رعاة القارة الأوروبية.
هؤلاء القديسين الست يمثلون الأسس الثقافيَّة المختلفة لأوروبا، والتنوع القومي والروحي والجغرافي لها، وهم يمثلون أوروبا الغربيَّة (بندكت النيرسي وكاترين السينائيّة)، الشرقيَّة (كيرلس وميثوديوس)، الشماليَّة (بريجيت من السويد) والوسطى (إديث شتاين).
في التقويم الليتورجي في أوروبا، يتم الاحتفال بيوم هؤلاء القديسين:
- بندكت النيرسي: (حوالي 480–543) هو قديس مسيحي قامت الكنيسة الرومانية الكاثوليكية بتكريمه كقديس شفيع لأوروبا وللطلاب. قام بينديكت بتأسيس اثنتي عشرة طائفة للرهبان في سوبياكو، إيطاليا (حوالي 40 ميل (64 كـم) إلى الشرق من روما)، وذلك قبل انتقاله إلى مونتي كاسينو في جبال جنوب إيطاليا. ولا يوجد دليل واضح على اعتزامه تأسيس رهبانية دينية كاثوليكية رومانية. إن نظام القديس بينديكت نظام ذو أصول لاحقة وهو، علاوة على ذلك، ليس «نظامًا» كما يُفهم عادةً ولكنه مجرد اتحاد للأبرشيات المستقلة.[123]
- كيرلس وميثوديوس (باليونانية: Κύριλλος και Μεθόδιος): هما أخوان يونانيان كانا كلاهما أكاديميين ولاهوتيين ولغويين من الطراز الرفيع لعبا دوراً رائداً ورئيسياً في نشر المسيحية بين سلافيي الدانوب، وبفضل تأثيرهما الكبير في التطور الديني والثقافي للشعوب السلافية عامة دعيا بلقب «رسل السلافيين».
- بريجيت من السويد: وتعرف أيضاً بالقديسة بريجيتا، ولدت بتاريخ 1302 أو 1303 في السويد - وتوفيت بتاريخ 23 يوليو/تموز 1373 في روما، كانت بريجيتا ابنة أمير سويدي وأصبحت لاحقا مؤسسة للرهبنة البريجيتية (رهبنة بريجيت). وهي منحدرة من سلالة الملوك القوطيين. تزوجت بأمر من والدها من أولفو أمير نيريسيا في السويد، وأنجبت منه ثمانية أطفال بما فيهم ابنتها كاترين التي أصبحت لاحقا القديسة كاترين من فاديستينا.
- كاترينا السيانية: (1347- 1380) كانت راهبة دومينيكية. ردّت السلام والوفاق إلى المدن الإيطالية. ودافعت عن حقوق البابوية؛ واعادت البابا من أفنيون إلى رومة. سعت إلى توطيد الحياة المسيحية في نفوس المؤمنين. وكتبت، كتب حول التعليم المسيحي. اقامها البابا بولس السادس معلّمة للكنيسة.
- إديت شتاين: (بالألمانية: Edith Stein)، تعرف كذلك باسم القديسة بنديكتا تيريزا للصليب (ولدت 12 تشرين الأول 1891 – 9 آب 1942)، كانت فيلسوفة وراهبة كاثوليكية يهودية الأصل، تعتبرها الكنيسة الكاثوليكية شهيدة وقديسة

### الملكية

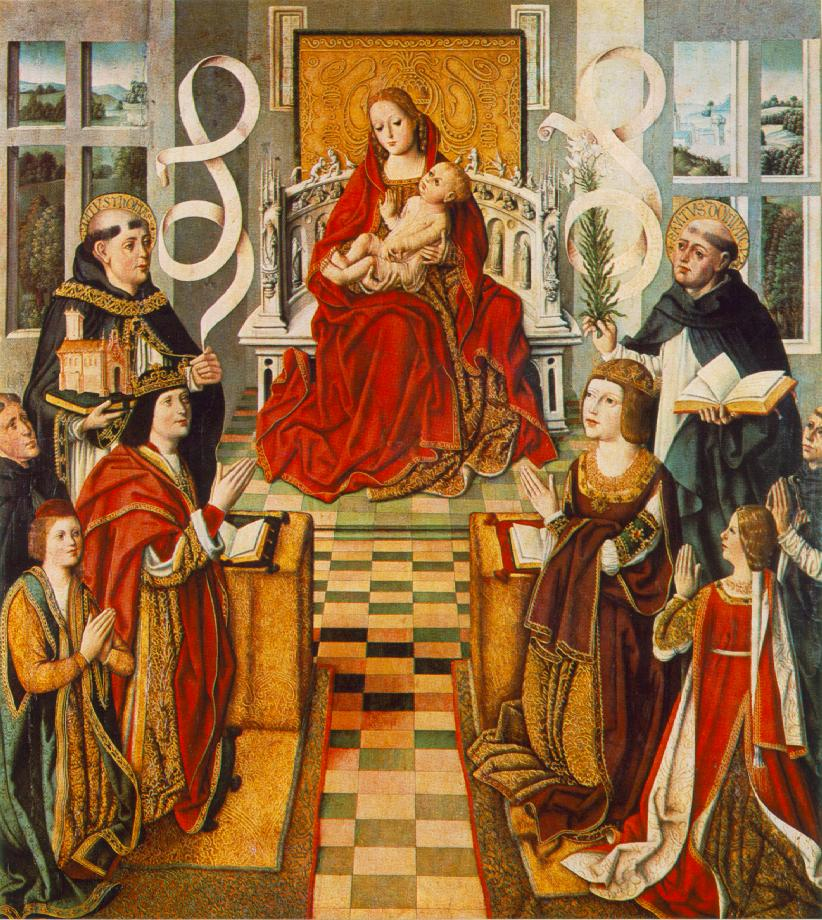
الملكان الكاثوليكيان، فرناندو الثاني والملكة إيزابيلا الأولى.

خلال العصور الوسطى منح البابا رئيس الكنيسة الرومانية الكاثوليكية الملوك الذين كانوا في نظر البابوية مجسدين لمبادئ المسيحية في حياتهم الشخصية وسياسات الدولة لقب الملوك الكاثوليك (باللاتينية: Rex Catholicismus). وقد توارث أبناء سلالة هؤلاء الملوك لقب الملوك الكاثوليك، ومن السلالات الملكية التي اتخذت لقب الملوك الكاثوليك آل هابسبورغ في النمسا وآل سافوي في إيطاليا وآل بوربون في إسبانيا، الذين أعتبروا حماة الكنيسة الكاثوليكية، عقب الإصلاح البروتستانتي.
يعتبر أفضل مثال للملوك الكاثوليك الزوجان الملكان، فرناندو الثاني من أراغون، وإيزابيلا الأولى من قشتالة. وكان قد منح البابا إسكندر السادس هذا اللقب لهما، بعد أن منح لقب ملك المسيحية، لملك فرنسا زمنها. اليوم لا تزال تحتفظ العائلات الملكية في أوروبا بلقب الملوك الكاثوليك في بلجيكا، لوكسمبورغ، وإسبانيا.
حمل ملوك فرنسا لقب ملك المسيحية (باللاتينية: Rex Christianissimus)، ويرجع أصول اللقب إلى فترة طويلة ومميزة من العلاقة بين الكنيسة الكاثوليكية والفرنجة. إذ كانت فرنسا أول دولة حديثة تعترف بها الكنيسة، وأطلقت عليها لقب «الابنة الكبرى للكنيسة»؛ قد تم الاعتراف بكلوفيس الأول ملك الفرنجة، من قبل البابوية باعتباره حامي مصالح روما. وفقًا لذلك، تم منح هذا اللقب في كثير من الأحيان إلى ملوك فرنسا، وفي عهد شارل السادس؛ أصبح اللقب متوراث وحصري لملوك فرنسا.
مع نشوء البروتستانتية شهدت أوروبا ميلاد الكنائس القومية المستقلة كما هو الحال في السويد والنرويج وهولندا وإنكلترا حيث يكون الملك رأس الكنيسة، وتسمى هذه الكنائس بالكنائس البروتستانتية الأسقفية: إذ إنها تقر بالقداس الإلهي والأسرار السبعة المقدسة وسائر عقائد الكنيسة الكاثوليكية بوجه الخصوص، بيد أنها تجعل من الملك رئيسًا لهذه الكنيسة بدلاً من البابا، وغالبًا ما تكون سلطة الملك فخرية في حين يتولى رئيس أساقفة معين من قبل الملك شؤون الإدارة الفعلية.
إتخذت الملكية في المملكة المتحدة لقب «حامي الإيمان» (باللاتينية: Rex Christianissimus)، اليوم الملكة إليزابيث الثانية تحمل لقب «حامي الإيمان» و«حامي العقيدة» والمقصود بها الإيمان المسيحي، والرأس الأعلى للكنيسة الأنجليكانية. في حين أنّ الملك هارالد الخامس هو رئيس كنيسة النرويج اللوثرية ويملك السلطة العليا في الكنيسة النرويجية، كذلك الأمر بالنسبة للملك كارل السادس عشر غوستاف رئيس كنيسة السويد اللوثرية ومارغريت الثانية ملكة الدنمارك رئيسة كنيسة الدنمارك اللوثرية الوطنية.
ارتبطت الكنيسة الأرثوذكسية الشرقية قديمًا أيضًا بالملكية، ففي الإمبراطورية الروسية كانت سلطة الإمبراطور الروسي، قبل إعلان بيان أكتوبر، لا يحدها إلا شيء واحد: انتمائه وزوجته إلى الكنيسة الأرثوذكسية الروسية والانصياع لقوانين الخلافة، التي أنشأها القيصر بولس الأول سنة 1797. وأعتبر الحكام الروس أنفسهم حماة الأرثوذكسية.

## التوزيع

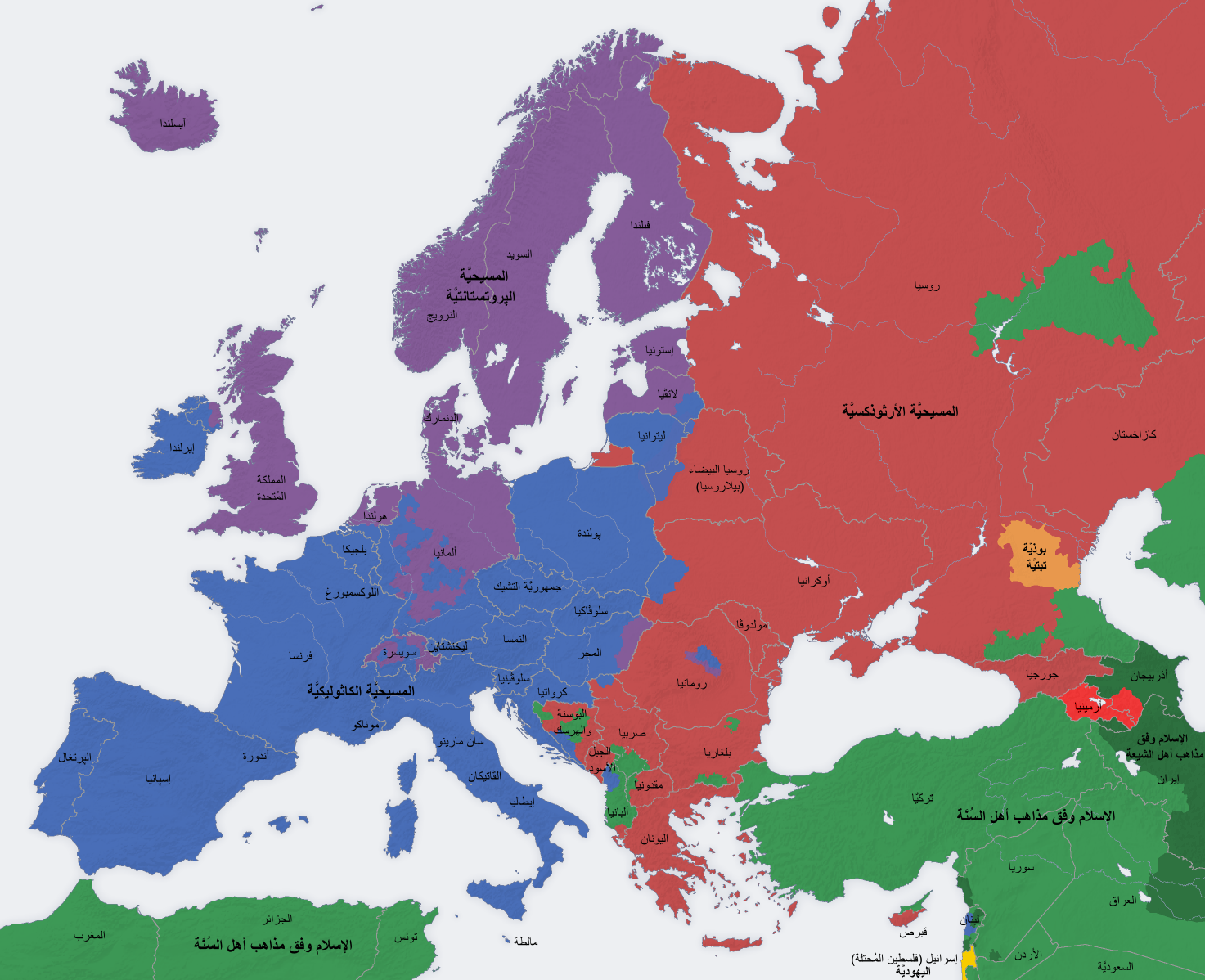
الأديان الرئيسية في أوروبا
مسيحية كاثوليكية
أرثوذكسية شرقية
بروتستانتية وأنجليكانية
أرثوذكسية مشرقية
إسلام سني
إسلام شيعي
بوذية تبتية
يهودية

المسيحية وهي الديانة الرئيسية والسائدة في أوروبا، معظم المسيحين من الكاثوليك، اما الطائفة المسيحية الأخرى فنصفها تقريبًا من الأورثوذكس الشرقيين، والنصف الآخر من البروتستانت. وتؤوي روسيا أكبر التجمعات المسيحية في أوروبا من حيث عدد السكان، تليها في ذلك إيطاليا، وألمانيا، والمملكة المتحدة، وفرنسا، وأوكرانيا، وإسبانيا، وبولندا، ورومانيا واليونان. وتعتبر هذه مجتمعة موطنًا لحوالي 20% من مسيحيين العالم. المسيحية هي الديانة السائدة في 50 بلدًا وإقليمًا أوروبيّاً، بإستثناء الشعب الألباني والبوشناق والأتراك حيث أنّ المسيحيون بينهم أقليّة؛ بالمقابل فإنّ غالبيّة شعوب وعرقيّات أوروبا تعتنق المسيحيّة دينًا. ويُعتبر مسيحيي أوروبا وفقًا لدراسة معهد بيو المجموعة المسيحيّة الأكبر سنًّا إذ أنّ متوسط العمر العمر هو 42.

### الإنتشار الجغرافي والثقافي
كانت الدول الكاثوليكية تاريخيًا محافظة وأبوية مقارنًة مع الدول البروتستانتية في شمال القارة، فضلًا عن تشديد المجتمعات الكاثوليكية على القيم والروابط الأسريّة وقيم الضيافة والاحتفالات، حيث ما زالت الروابط الأسرية قوية حتى يومنا هذا في الأقطار الرومانية الكاثوليكية، والأورثوذكسية الشرقية كاليونان وإيطاليا وإسبانيا، وفي دول شرقي أوروبا.
تاريخيًا عرفت أوروبا فجوة اقتصادية-اجتماعية بين الكاثوليك والبروتستانت فاستنادًا إلى ماكس فيبر كان لأخلاق العمل البروتستانتية، خاصًة المذهب الكالفيني، من انضباط وعمل شاق وإخلاص، وراء ظهور العقلية الرأسمالية في أوروبا، مما جعل من الدول والمجتمعات البروتستانتية في أوروبا أن تصبح الدول والمجتمعات الأكثر ثراء ورفاهية في القارة.: وذلك لقولها بأن النجاح على الصعيد المادي هو دلالة على نعمة إلهية واختيار مسبق للخلاص. لم تعد اليوم الفجوة موجودة على أرض الواقع وإن كانت الدول ذات الخلفية البروتستانتية (الدول الإسكندنافية) لا تزال الأكثر ثراء. تحتل دول كاثوليكية مثل فرنسا وإيطاليا مكانة مميزة بين الدول الصناعية في العالم؛ كما وتتربع كل من لوكسمبورغ، ليختنشتاين، موناكو، بلجيكا، جمهورية أيرلندا والنمسا وجميعها دول ذات أغلبية كاثوليكية قائمة أغنى دول العالم. وتعد ولاية بافاريا في ألمانيا ذات الغالبية الكاثوليكية، شبه متكاملة اقتصادياً، فاقتصاد بايرين هو الثاني من حيث الحجم في ألمانيا ومن ضمن العشرة الأوائل في أوروبا.

### الكاثوليكية
الكاثوليكية هي أكبر المذاهب المسيحية في أوروبا ويشكلون حوالي 46.3% من مجمل مسيحيين أوروبا، ويبلغ عددهم حوالي 261,660,000 نسمة.
تحتضن أوروبا عاصمة العالم الكاثوليكي وهي الفاتيكان حيث يوجد الكرسي الرسولي. مثلت الكنيسة الرومانية الكاثوليكية القوة الروحية الأساسية في تاريخ الحضارة الغربية، إلى جانب الأرثوذكسية الشرقية والبروتستانتية. على مر القرون طورت الكنيسة الكاثوليكية منظومة لاهوتية معقدة وثبتت بنية إدارية فريدة تحكمها البابوية أقدم ملكية مطلقة مستمرة في العالم.
يُشّكل الكاثوليك الأغلبية في الدول التالية: إيطاليا، والبرتغال، وإسبانيا، وفرنسا، وبلجيكا، وجمهورية أيرلندا، والنمسا، وهنغاريا، وكرواتيا، وسلوفينيا، وسلوفاكيا، وبولندا، وليثوانيا، وموناكو، وأندورا، ومالطا، وليختنشتاين، ولوكسمبورغ والفاتيكان. كما وتتواجد أقليات كاثوليكية كبيرة في إنجلترا وويلز وبعض مناطق أيرلندا الشمالية وجنوب هولندا وجنوب ألمانيا وجنوب سويسرا وغرب أوكرانيا ورومانيا والتشيك وبعض مناطق لاتفيا وبيلاروس.

### الأرثوذكسية

كاتدرائية القديس ألكسندر نيفسكي الأرثوذكسيّة في مدينة صوفيا، بلغاريا.

الكنائس الأرثوذكسية التقليدية هي الكنائس الشرقية، منه البيزنطية (أي الرومية أو ما تسمى أيضاً باليونانية) والسلافية، وقد تم انشقاق الكنيسة بين الغرب (الفاتيكان والمسماة اليوم الرومانية الكاثوليكية) وبين الشرق (الرومية، البيزنطية، والمساماة أيضاً اليوم الرومية الأرثوذكسية. وقم استفحل هذا الانشقاق على أيام ميخائيل كيرولارس بطريرك القسطنطينية عام 1054، لأسباب سياسية أكثر منها عقائدية. أعتبرت الإمبراطورية البيزنطية مركز ثقل الكنيسة الأرثوذكسية، وكانت عاصمتها القسطنطينية، مركز المسيحية الشرقية ومركز حضاري عالمي، وأضحت أعظم مدن العالم في ذلك العصر. انتقل مركز ثقل الأرثوذكسية عقب سقوط القسطنطينية إلى روسيا حيث أعاد الأباطرة الروس من أسرة رومانوف، حماة المذهب الأرثوذكسي، الثنائية التقليدية في قيادة الكنيسة بينهم وبين البطاركة.
الأرثوذكس هم تاني أكبر طائفة مسيحية في أوروبا وتبلغ نسبتهم 35.4% من مجمل المسيحيين أي 200,160,000، والدول والمناطق ذات الأغلبيّة من أتباع الأرثوذكسية المسيحية في القارة هي: أرمينيا، روسيا البيضاء، بلغاريا، جورجيا، اليونان، جمهورية مقدونيا، قبرص، مولدوفيا، رومانيا، روسيا، جمهورية صربيا، مونتينيغرو وأوكرانيا. كما وتوجد أقليات أرثوذكسية كبيرة في ألبانيا وفنلندا والبوسنة والهرسك. كما وتسود الأرثوذكسية الشرقيّة والمشرقيّة بين المسيحيين في تركيا وأذربيجان.

### البروتستانتية

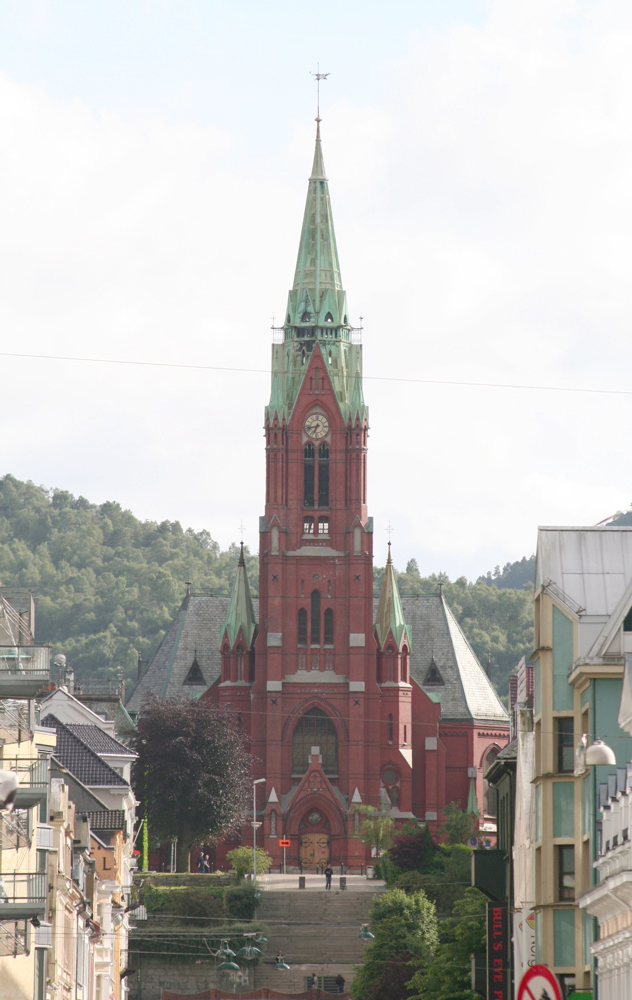
كنيسة القديس يوحنا اللوثرية في النرويج.

يعيش في أوروبا حوالي 100,640,000 بروتستانتي ويُشكّل البروتستانت 17.8% من مجمل مسيحيين أوروبا.
أوروبا هي مهد ومنشأ البروتستانتية، فالاصلاح البروتستانتي الذي قاده مارتن لوثر بدأ في ألمانيا. ففي عام 1517 قام مارتن لوثر بوضع قائمة بالاعتراضات على ممارسات الكنيسة الكاثوليكية وقد شرحها في 95 بند، فكانت تلك نقطة انطلاق الإصلاح بروتستانتي في أوروبا فانتشرت البروتستانتية في أوروبا الشمالية ما أدى إلى ظهور عدد من المصلحين كان أبرزهم جان كالفن مؤسس الكالفينية، التي تعتمد النظام المشيخي، يان هوس وتوماس مونزر مؤسس حركة المعمدانية التي ظهرت بتأثير حركة تجديدية العماد،  في عام 1534 أعلن هنري الثامن ملك إنجلترا نفسه رئيس كنيسة إنجلترا وذلك بعدما رفض البابا ترخيص طلاقه من كاثرين أراغون، ما أدى إلى تأسيس الكنيسة الأنجليكانية التي تعتمد النظام الأسقفي.
كذلك فأوروبا هي مهد عدد من المذاهب البروتستانتية مثل اللوثرية والكالفينية والكنيسة الأنجليكانية والميثودية.
الدول والمناطق ذات النسبة الكبيرة من أتباع البروتستانتية في القارة هي:
- لوثرية: النرويج،[135] آيسلندا،[135] السويد،[135] فنلندا،[135] الدنمارك،[135] إستونيا،[135] لاتفيا[135] وألمانيا.[135]
- كالفينية: هولندا[135] وسويسرا[135] واسكتلندا.[135]
- أنجليكانية: المملكة المتحدة.[135]

توجد أقليات بروتستانتية في فرنسا والتشيك وهنغاريا وجمهورية أيرلندا.

### المسيحية في الاتحاد الأوروبي
تُعد المسيحية أكبر ديانة في الإتحاد الأوروبي، فاستنادًا إلى احصائية يوروباروميتر لعام 2015 يُشكّل المسيحيين حوالي 71.6% من سكان الاتحاد الأوروبي، ويضم الاتحاد الأوروبي أكبر تجمع مسيحي في العالم. الكاثوليك هم أكبر جماعة مسيحية في الاتحاد الأوروبي ويشكلون نسبة 45.3% من مجمل السكان، أما البروتستانت يشكّلون 11.1%، بينما الأرثوذكس 9.6%، أما المسيحيين من الطوائف الأخرى يمثلون 5.6% من سكان الاتحاد الأوروبي. وبمثل المسلمين حوالي 1.8%، في حين أنّ الملحدين واللادينين يمثلون نسبة 24% من سكان الاتحاد الأوروبي. وتصل أعداد اليهود إلى مليون نسمة.

## دين الدولة

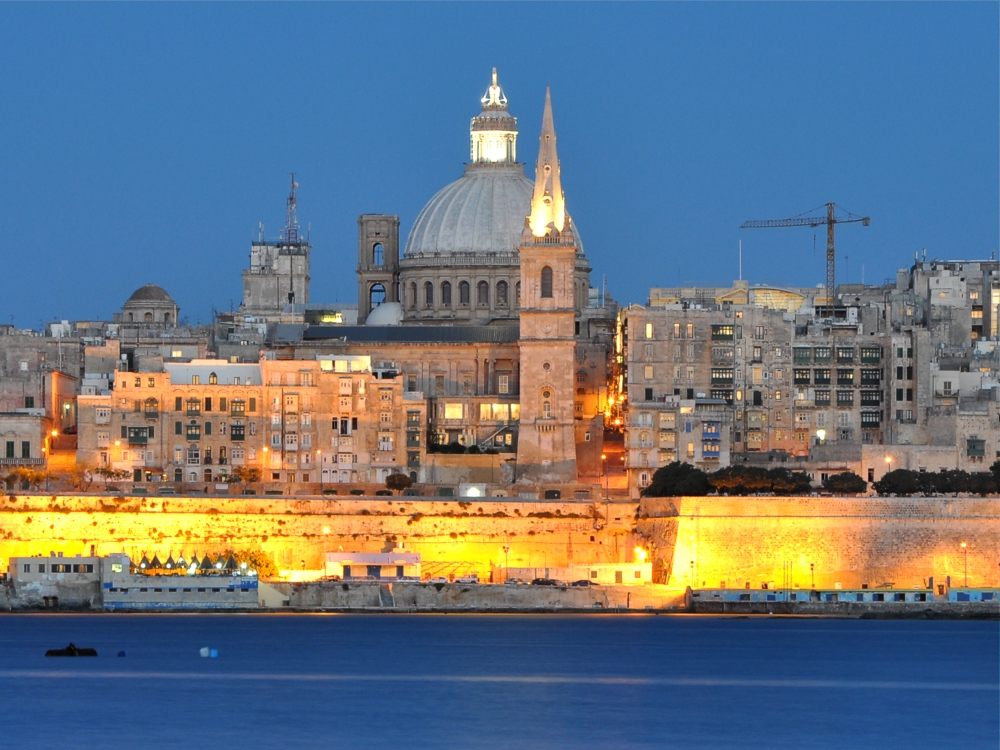
تعتبر المسيحية الكاثوليكية الدين الرسمي للدولة.

غالِبيّة الدول الأوروبية تَتَّبَنّى النظام العلماني حيث يتم دعم الفكرة من تعاليم الكتاب المقدس:«أعْطُوُا إِذَاً مَا لِقَيْصَرْ لِقَيْصَرْ وَمَا لِلَّهِ لِلَّهِ» (لوقا 20-25:26). وعلى الرغم من ذلك ذلك فالديانة المسيحية هي دين الدولة في عدة بلدان أوروبا حيث أنّ المسيحية هو {المعتقد الديني الرسمي الذي تتخذه هذه الدول عادةً في دساتيرها بشكل رسميّ وهذه الدول: اليونان (أرثوذكسية)، الدنمارك (اللوثرية)، آيسلندا (لوثرية)، ليختنشتاين (كاثوليكية)، مالطا (كاثوليكية)، موناكو (كاثوليكية)، النرويج (لوثرية)، إنجلترا (الأنجليكانية) والفاتيكان (الكاثوليكية).
هناك عدد من بلدان آخرى منها فنلندا (لوثرية وأرثوذكسية)، اسكتلندا (المشيخية)، جورجيا (أرثوذكسية)، قبرص وألزاس وموزيل في فرنسا تعطي اعترافًا رسميًا إلى مذاهب مسيحية مُحَددّة وذلك على من عدم الرغم اعتبارها الكنيسة الرسميّة أو دين الدولة.
وعلى الرغم من كون سويسرا بلد علماني بطبيعته ولايوجد دين رسمي للدولة ولكن دستورها الفدرالي ما زال مُستهلا بعبارة «باسم الرب». وفي حين أن معظم الكانتونات (باستثناء جنيف ونوشاتيل) لديها كنائس رسمية، والتي إما أن تكون الكنيسة الكاثوليكية أو (البروتستانتية) ممثلة في كنيسة الإصلاح السويسري. بعض الكانتونات تمول الكنيسة الكاثوليكية والكنيسة الكاثوليكية القديمة والبروتستانتية عن طريق فرض الضرائب الرسمية للمنتسبين لها.
كما وتعطي دول أوروبيّة كاثوليكية تقديرًا ومكانة مميزة للمذهب الكاثوليكي في دساتيرها وذلك على الرغم من عدم جعلها المذهب كدين الدولة منها على سبيل المثال أندورا، إيطاليا، بولندا، جمهورية أيرلندا، البرتغال وإسبانيا.

## الأعلام ذات الرموز المسيحية
- -  الاتحاد الأوروبي[114]
  -  أرمينيا[158]
  -  أندورا[159]
  -  الدنمارك
  -  فنلندا
  -  جورجيا
  -  اليونان
  -  أيسلندا
  -  جمهورية أيرلندا[160]
  -  ليختنشتاين
  -  مالطا
  -  الجبل الأسود
  -  النرويج [161]
  -  بولندا
  -  البرتغال
  -  سان مارينو
  -  إسكتلندا
  -  صربيا
  -  سلوفاكيا
  -  إسبانيا
  -  السويد[162]
  -  سويسرا
  -  المملكة المتحدة
  -   الفاتيكان

## الوضع الحالي

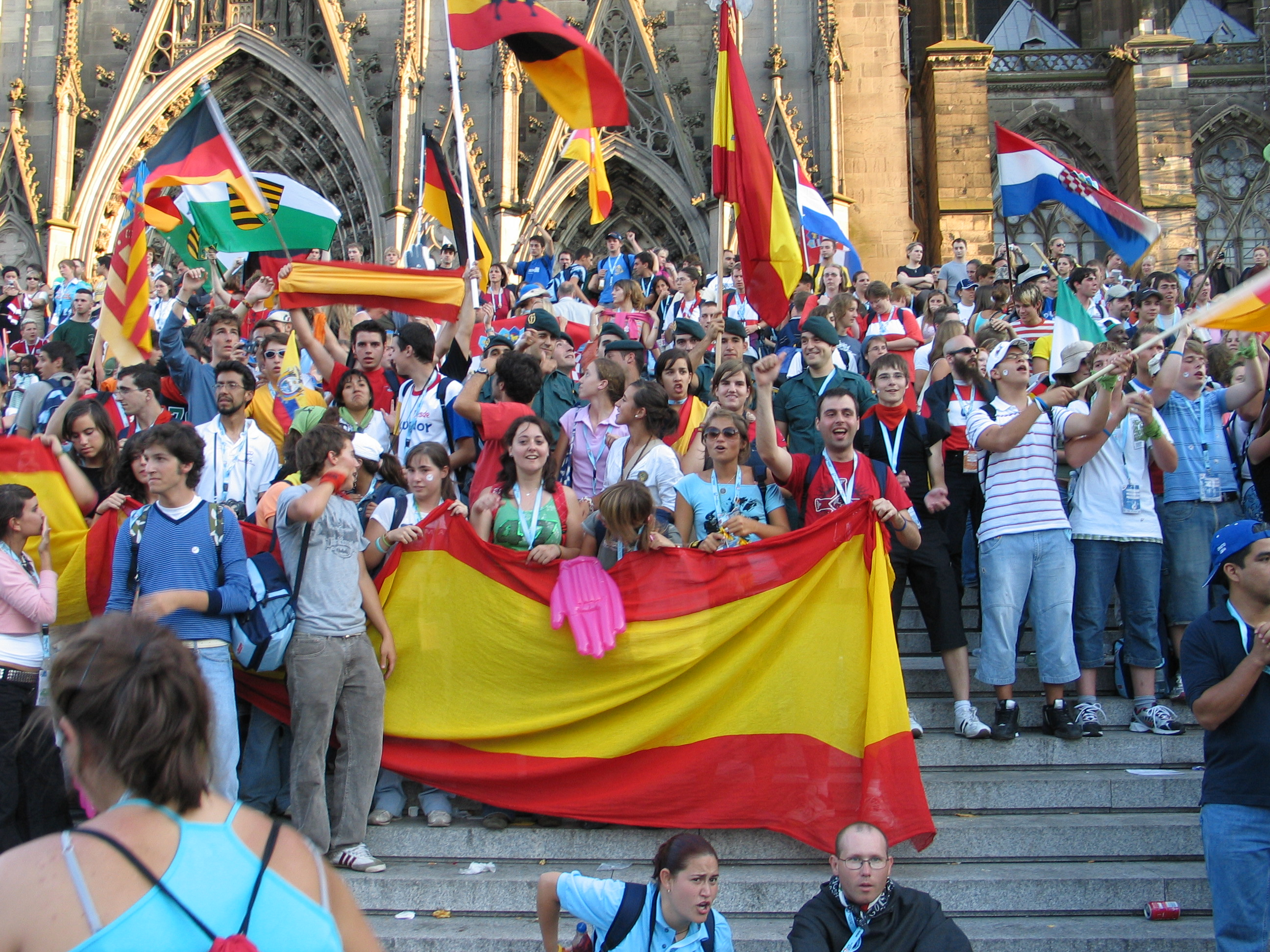
مسيحيين أوروبييّن مجتمعين خلال يوم الشبيبة الكاثوليكية العالمي: تعد المسيحية في أوروبا الديانة الرئيسية، حيث ينتمي معظم الأوروبيين إلى الديانة المسيحية،

بحسب موسوعة بريتانيكا تعد المسيحية في أوروبا الديانة الرئيسية، حيث ينتمي معظم الأوروبيين إلى الديانة المسيحية، واستناداً إلى تقرير مركز الأبحاث الأميركي المنشور 2011 يُشكّل المسيحيُّون 76.2% من سكان أوروبا، بينما بلغت نسبتهم سنة 2010 نحو 74.5% بحسب تقرير المركز المنشور 2015، وبحسب دراسة مركز بيو للأبحاث فإن الكاثوليك هم أكبر جماعة مسيحية في أوروبا ويشكلون حوالي 46.3% من مجمل مسيحيين أوروبا، بينما يشكل الأرثوذكس حوالي 35.4%، أما نسبة البروتستانت من مسيحيي أوروبا فهي 17.8%. كما تُعد المسيحية أكبر ديانة في الإتحاد الأوروبي، فاستنادًا إلى احصائية يوروباروميتر لعام 2015 يُشكّل المسيحيون حوالي 71.6% من سكان الاتحاد الأوروبي، ويضم الاتحاد الأوروبي أكبر تجمع مسيحي في العالم.
وفقاً لتقرير قام به مركز بيو للأبحاث كانت المسيحية هي الديانة السائدة في أوروبا، وتبقى الأكثرية الدينية في معظم الدول الأوروبية التي شملها الإستطلاع، وتسود الأرثوذكسية في أوروبا الشرقية، في حين تنتشر البلدان ذات الغالبية الكاثوليكية في الأجزاء الوسطى والجنوبية الغربية من أوروبا، أما البروتستانتية فهي التقليد المسيحي السائد في معظم دول شمال أوروبا، ولا سيما الدول الإسكندنافية. وبينما تقول أغلبية كبيرة في جميع أنحاء القارة أنها حصلت على المعمودية، ومعظم البلدان الأوروبية لا تزال لديها أغلبية مسيحية صلبة، تشير استجابات المسح إلى حدوث انخفاض معتبر في الانتماء المسيحي في جميع أنحاء أوروبا الغربية. وعلى النقيض من ذلك، لم يشهد هذا الإتجاه في وسط وشرق أوروبا، حيث كانت نسبة السكان المسيحيين مستقرة أو حتى متزايدة. وفي جزء من المنطقة التي عمدت فيها الأنظمة الشيوعية إلى قمع العبادة الدينية، أظهر الانتماء المسيحي انبعاثًا في بعض البلدان منذ سقوط الاتحاد السوفييتي في عام 1991.
وفقاً لتقرير قام به مركز بيو للأبحاث المسيحية في الديانة السائدة في أوروبا الغربية، حيث قال 71% من الأشخاص في 15 دولة أوروبية، أنهم يعتبرون أنفسهم مسيحيين في عام 2017. لكن نسبة المسيحيين انخفضت، خاصةً في بعض الدول، والمسيحية هي الديانة السائدة في 14 دولة من أصل 15 دولة أوروبية غربية. وبالمجمل أعتبر حوالي 46% أنفسهم مسيحيين اسميين وقال حوالي 18% أنه يُداوم على حضور القداس. وبحسب الدراسة أغلبية كبيرة من أولئك الذي نشأوا كمسيحيين بقيوا يعرفون عن أنفسهم كمسيحيين عند وصولهم سن البلوغ، حيث أن حوالي 83% ممن تربوا على المسيحية في صغرهم في 15 دولة أوروبية، يعرفون عن أنفسهم كمسيحيين اليوم. والنسبة المتبقية يعرفون عن أنفسهم غير منسبين لأي دين.
أشارت بعض المصادر على أنه بالرغم من تراجع المسيحية فإن التقارير التي تدَّعي «موت المسيحية في أوروبا» مبالغ فيها بشكل كبير، وأنه هناك علامات متزايدة على حدوث انتعاش مسيحي في أوروبا، لكن بالكاد تم الإضاءة عنها في الصحافة، وبحسب تقرير لمجلة ذي إيكونوميست اعتمادا على مركز بيو، لا تزال المسيحية مهمة في أوروبا الغربية، كمؤشر للهوية وشكل من المواقف، على الرغم من أن الملتزمين دينياً والمداومين على الذهاب للكنائس (18%) هم أقلية صغيرة. بحسب فيليب مازورجاك من جامعة جورج واشنطن وفقاً لمركز البحوث السوسيولوجية الإسبانية تنمو الكنيسة الكاثوليكية في إسبانيا، والتي تتعافى بعد سنوات من التراجع في الالتزام الديني، ويشير أيضاً أن في المجر وكرواتيا وأماكن أخرى في أوروبا الشرقية، تحدث ثورة مؤيدة للعائلة وإعادة اكتشاف الجذور المسيحية. وبحسب دراسة قامت بها مركز بيو للأبحاث عام 2017 المسيحية تنمو وتزدهر في أوروبا الشرقية، ووفقا لفوكس نيوز، يقول الخبراء في الإسلام والزعماء الدينيين أن «المسيحية عادت إلى الظهور في أوروبا، ويعود الفضل في معظمها إلى أن عددًا كبيرًا من المسلمين، والعديد منهم لاجئون من سوريا والعراق وأفغانستان، يتحولون إلى المسيحية، وينتجون حياة جديدة في الكنائس المسيحية الأوروبية.» ويقول الخبراء أن المسلمين يتدفقون على الطوائف المسيحية المختلفة، بما في ذلك البروتستانتية أو الأنجليكانية أو الكاثوليكية، وأشارت مصادر أخرى أن الآلاف من اللاجئين المسلمين يبتعدون عن دينهم ويعتنقون المسيحية في أوروبا وسط العنف المستمر في الشرق الأوسط. ووفقا لمصادر، فإن العديد من اللاجئين المسلمين ممن يتحولون للمسيحية يهدفون لتحسين فرصهم في قبول طلبات اللجوء خصوصا في ألمانيا وبريطانيا، على الرغم من تصريح معظمهم بأن الاعتقاد الصحيح هو الذي دفعهم لاعتناق المسيحية. ويشير مركز بيو للأبحاث أنه بينما من المتوقع أن يكون لدى أوروبا عدد أقل من المسيحيين، من المتوقع أن تبقى أوروبا ذات أغلبية مسيحية في عام 2050، ومن المتوقع أن يكون حوالي 65% من الأوروبيين من المسيحيين.

### التدين

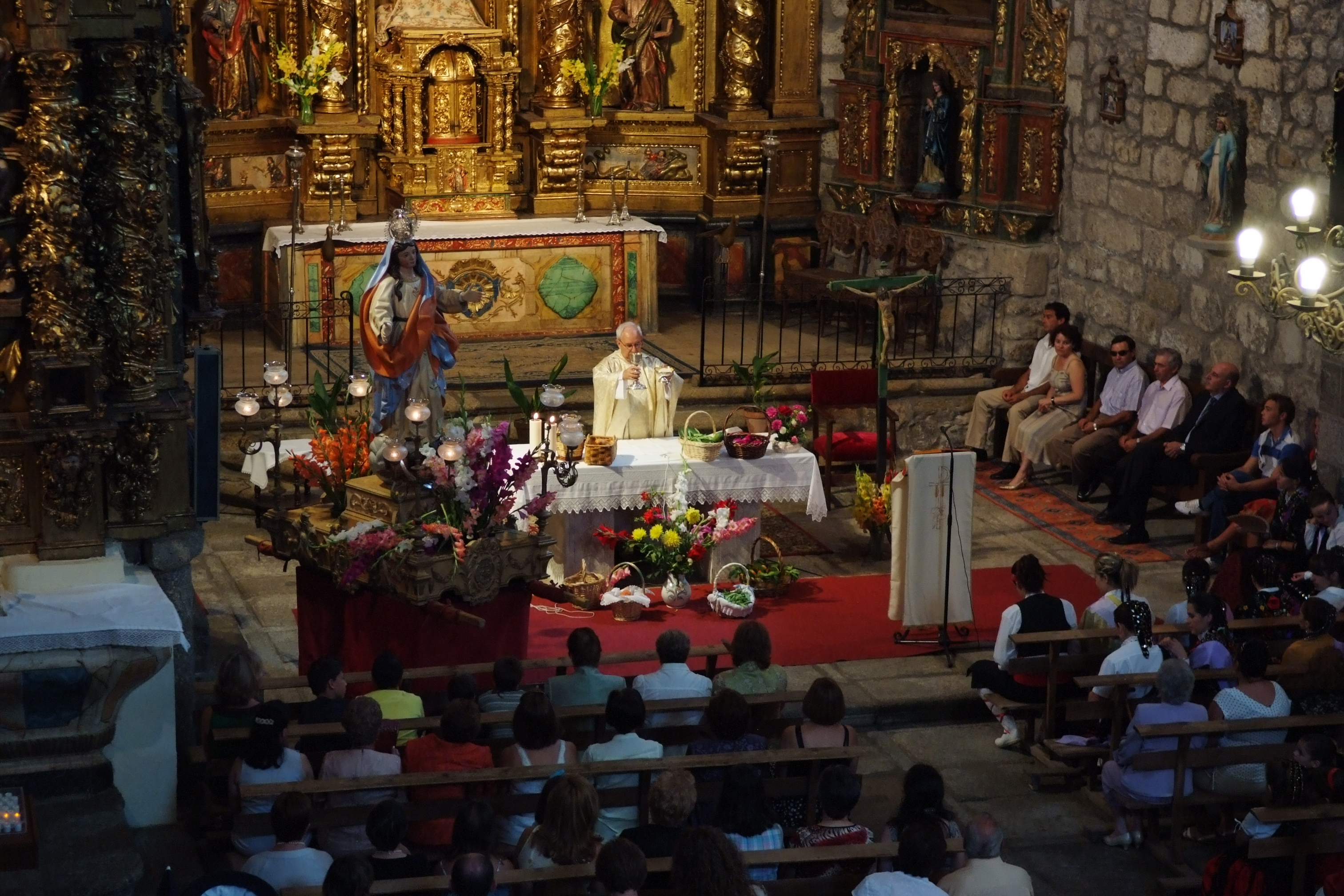
قداس في كنيسة كاثوليكية، إسبانيا، شهدت بعض الدول الأوروبية انخفاض في الممارسة الدينية قابله ارتفاع في عدد من الدول الشيوعية السابقة.

شهدت بعض الدول الأوروبية انخفاضًا في عضوية الكنيسة وحضور الكنيسة. وهناك مثال ذو صلة على ذلك وهو السويد حيث كنيسة السويد اللوثرية يشكل معتنقيها حوالي 82.9% وذلك عام 2000. أظهرت المسوحات الاخيرة أن النسبة قد انخفضت إلى 72.9% بحلول عام 2008. أفضى ذلك إلى ظهور شريحة المسيحية الثقافية وهو مصطلح واسع يستخدم لوصف أشخاص مسيحيين اسميًا ذوي خلفية تراثية وحضارية مسيحية وينتمون إلى المسيحية من ناحية عرقية أو ثقافية أو دينية أو تعليمية أو بسبب الروابط العائليّة.
شهدت في الآونة الأخيرة البلدان البروتستانتية تقليديًا انخفاضًا عاًما في حضور الكنيسة والمداومة على الصلاة والطقوس الكنسية منذ 1970. منها ألمانيا والمملكة المتحدة وهولندا والدول الإسكندنافية، وذلك على الرغم من احتفاظ الكنائس البروتستانية بنسب عالية من الأعضاء المنتمين لها. بالمقابل فإن الإتجاهات نحو العلمانية في الدول الكاثوليكية التقليدية والأرثوذكسية أقل وضوحًا. فمثلًا اليونان بصفتها الدولة الوحيدة الأرثوذكسية الشرقية تقليديًا في أوروبا والتي لم تكن جزءًا من الكتلة الشرقية الشيوعية تحتفظ أيضًا بنسب تدين عالية جدًا، مع ما يزيد على 95% من اليونانيين ينتمون إلى الكنيسة اليونانية الأرثوذكسية. دول كاثوليكية مثل مالطة، بولندا، جمهورية أيرلندا، النمسا، البرتغال وإسبانيا فضلًا عن إيطاليا لا تزال نسب المداومين على حضور القداس والمنخرطين في سلك الكهنوت مرتفعة.، كذلك الأمر بالنسبة لدول أرثوذكسية مثل اليونان وقبرص ورومانيا وجمهورية مقدونيا؛ من جانب آخر شهدت دول كاثوليكية تقليديًا مثل فرنسا تراجع في عدد المنخرطين في سلك الكهنوت ونسبة المداومين على حضور القداس.
تشير عدد من التقارير إلى ارتفاع التدين والتعميد وحضور الطقوس الدينية في عدد من دول أوروبا الشرقية الشيوعية سابقًا مثل روسيا وبلغاريا وسلوفينيا ورومانيا وبولندا، وعلى جانب آخر أشارت تقارير أخرى حول دول شيوعية سابقة حيث تصل نسبة المداومين والمؤمنين فيها إلى أدنى مستواياتها مثل الجمهورية التشيكية (19%، تقليديًا كاثوليكية) واستونيا (16%، تقليديًا دولة لوثرية). وفي دراسة لمركز بيو للدراسات سنة 1996 وجدت أن المداومين على حضور القداس في الدول الأوروبية أعلى بين النساء، والمتقدمين في العمر، ومع اولئك الذين من خلفية أو تلقوا تربية صارمة، والمتزوجون وأولئك الذين لديهم أعلى مستويات من التعليم العالي ويحملون شهادات جامعية، ومن يميلون نحو اليمين السياسي.:10-11

### دراسة غالوب
خلال الفترة بين الأعوام 2007 و2008 طلب استطلاع أجرته مؤسسة غالوب في العديد من الدول الأوروبية الإجابة على السؤال «هل الدين يحتل مكانة هامة في حياتك؟»، في استونيا كانت أعلى نسبة لمن أجاب بلا إذ بلغت النسبة 84%، جمهورية التشيك بلغت النسبة فيها 74%، الدول الإسكندنافية أيضًا نسبة عالية أجابوا بلا. كذلك الأمر في هولندا 66%، بالمقابل كانت النسب المنخفضة في الإجابة بكلا لأهمية الدين في رومانيا 18% وبولندا 23% وقبرص 24% وإيطاليا 26% والبرتغال وأرمينيا أقل من 29%.
وفي دراسة أخرى قامت بها مؤسسة غالوب سنة 2004 حول نسب حضور الكنيسة والصلوات والمناسبات الدينية بشكل أسبوعي:
| دولة            | الحضور (%) | دولة     | الحضور (%) | دولة            | الحضور (%) | دولة     | الحضور (%) |
| --------------- | ---------- | -------- | ---------- | --------------- | ---------- | -------- | ---------- |
| النمسا          | 18%        | بلجيكا   | 7%         | المملكة المتحدة | 14%        | الدنمارك | 3%         |
| قبرص            | 25%        | التشيك   | 11%        | إستونيا         | 4%         | فنلندا   | 5%         |
| فرنسا           | 12%        | اليونان  | 27%        | المجر           | 12%        | أيسلندا  | 10%        |
| جمهورية أيرلندا | 46%        | إيطاليا  | 31%        | لاتفيا          | 7%         | ليتوانيا | 14%        |
| مالطا           | 75%        | النرويج  | 3%         | بولندا          | 63%        | البرتغال | 29%        |
| سلوفاكيا        | 33%        | سلوفينيا | 18%        | إسبانيا         | 21%        | السويد   | 5%         |

### وول ستريت جورنال يوروب
كشف الاستطلاع، الذي أجري للطبعة الأوروبية من صحيفة وول ستريت جورنال يوروب، أن 72% من البريطانيين يؤمنون بوجود الخالق. أظهر الاستطلاغ أيضًا أن نسبة الذين يمارسون معتقداتهم من هؤلاء، مثل الذهاب إلى الكنيسة أو المسجد مرة أو مرتين في الأسبوع، لم تتعدَ 24%، بالمقارنة مع 61% في بولندا و72% في تركيا.
وحين سئلت العينة الاستطلاعية، إن كانوا يمارسون شعائر معتقدهم الديني، أجاب 20% من الذين يؤمنون بأحد الأديان تقريبًا لا. واجاب 22% فقط بين مرة وأربع مرات في السنة.
بالنسبة للممارسة الدينية، في إيطاليا تصل نسبة الممارسين إلى 85% وتصل في رومانيا إلى 97%.
وأظهر المسح حول نسبة الملحدين في الدول الأوروبية ان جمهورية التشيك تأتي في المقدمة بنسبة 49%، ثم هولندا 41%، والدنمارك 37% وألمانيا 37%، وبلجيكا 36%، والسويد 30%.
أمّا أكثر البلدان الأوروبية إيمانًا فتأتي رومانيا في المقدمة 96% ثم اليونان 92%، وبولندا 90%، ثم إيطاليا 86%، والنمسا 73%، ثم سويسرا 73%.
وحول ممارسة الشعائر الدينية مرة في الأسبوع على الأقل كشف المسح أن النسبة 61% في بولندا، مقارنة بـ 39% في إيطاليا، و24% في بريطانيا و24% في سلوفاكيا. ويأتي السويديون كأعلى نسبة في عدم ممارسة الشعائر الدينية 50% والدنماركيون 49% والإسبان 44% والبلجيكيون 42%.

### بين الشباب

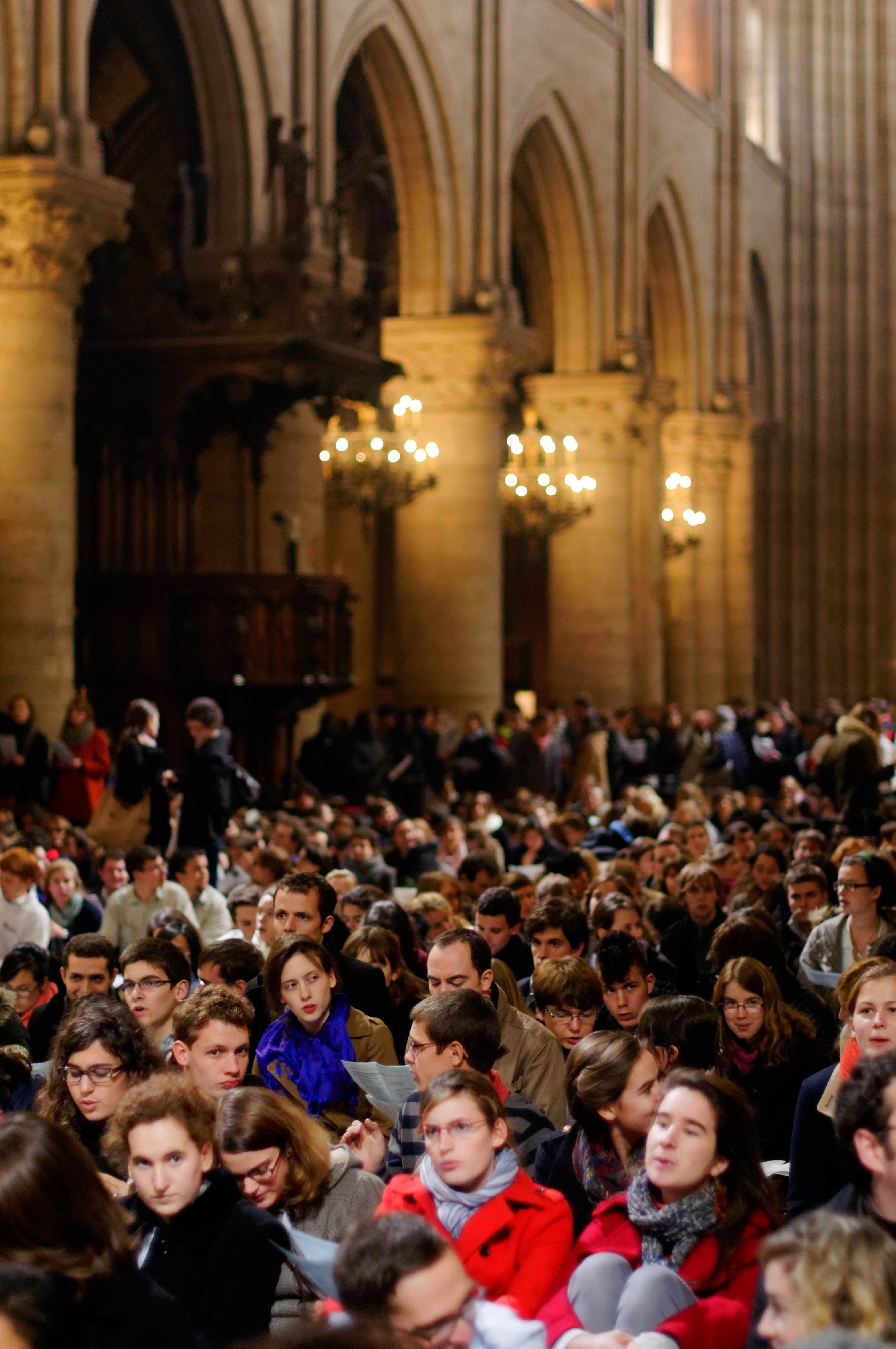
شبيبة جامعيَّة تؤدي الصلوات في كاتدرائية نوتردام دو بار.

وفقاً لدراسة معهد بيو في عام 2010 كان هناك حوالي 103.9 مليون مسيحي من عمر 15 حتى 29 سنة في أوروبا أي حوالي 70% من مجمل الأوروبيين من عمر 15 حتى 29 سنة، ومن المتوقع أن تنخفض أعداد المسيحيين من عمر 15 حتى 29 سنة إلى 66.6 مليون في عام 2050 أي حوالي 62% من مجمل الأوروبيين من نفس الفئة العمرية، وهي حالة موازية لمجمل السكان حيث من المتوقع أن تنخفض أعداد الأوروبيين من عمر 15 حتى 29 سنة من 148.1 مليون في عام 2010 إلى 107.8 مليون في عام 2050. وفقاً لمسح رابطة مسح القيم العالمية 2012 فإن نسبة المسيحيين بين عينة تبلغ 1,817 شخص لشباب من دول أوربية غربية (من ضمنها فنلندا، وفرنسا، وألمانيا، وإيطاليا، وهولندا، والنرويج، وإسبانيا والسويد) بين عمر 15 إلى 29 سنة هي 58.6%، وعلى الرغم من أن الشباب كان أكثر احتمالاً من كبار السن أن يقولوا إنهم «لا دينيين»، لا تزال المسيحية الديانة السائدة بين فئة الشباب. وبحسب بيانات من دراسة القيم الأوروبية بين عام 2008 حتى 2010 يُعرَّف غالبية المستجيبين الشباب من عمر 16 وسن 24 أنهم ينتمون إلى طائفة مسيحية، والمعتقد المسيحي لا يزال يمثل الدين السائد في جميع أنحاء أوروبا. وبحسب البيانات شهد الانتماء الديني تراجعاً سريعا بمرور الوقت في جميع أنحاء أوروبا، مع إستثناءات في لاتفيا والدول ذات الأغلبية الأرثوذكسية في أوروبا الشرقية، والتي شهدت نمواً في الانتماء أو الهوية الدينيَّة. وعلى الرغم من التراجع في الانتماء والالتزام الديني، فإن غالبية الشباب في معظم الدول الأوروبية يؤمنون بالله.
بحسب بيانات من دراسة القيم الأوروبية بين عام 2010 حتى 2012 يُعرَّف حوالي 68% من المستجيبين الشباب الأوروبيين من عمر 16 وسن 29 في تسعة دول أوروبية غربية أنهم ينتمون إلى طائفة مسيحية، وأشارت الدراسة أن الإحياء المسيحي بين الشباب واضح في إيطاليا والبرتغال والدنمارك. ومعتدل في النمسا وألمانيا والسويد. وخفيف في بلجيكا وفرنسا وهولندا؛ بالمقابل فإنه يغيب في أيرلندا وإسبانيا وبريطانيا. ويبرز الإحياء الديني أكثر بين الشباب الكاثوليكي بالمقارنة مع الشباب البروتستانتي. وكان تراجع التدين أكثر حدة بين النساء المتعلمات تعليماً عالياً وبين العمال اليدويين والعاطلين عن العمل، في حين أن التجديد المسيحي أقوى قليلاً بين الرجال المتعلمين، وكبار المديرين وأصحاب المهن الحرة. وبينت الدراسة أن الانتماء الديني بين الشباب في إسبانيا وأيرلندا وفرنسا وهولندا والسويد وبريطانيا آخذ في الانخفاض. في حين شهدت البلدان الأخرى استقرار نسبي (بلجيكا) أو ارتفاع (إيطاليا وألمانيا والنمسا وسويسرا). كما شهدت البرتغال وفنلندا ازدياد في الانتماء الديني من عام 2010 إلى عام 2012.
في عام 2017، في تقرير صادر عن جامعة سانت ماري في لندن فإن المسيحية تتراجع بين الشباب في أوروبا. في ما لا يقل عن عشرة من أصل 29 دولة أوروبية تم مسحها من قبل الباحثين من القيم الأوروبية على متوسط عينة بلغ حوالي 629 شخص، أفاد غالبية الشباب من عمر 16 إلى 29 سنة أنهم غير منتسبين لديانة. وتم الحصول على البيانات من خلال سؤالين، الأول «هل تعتبر نفسك تنتمي إلى أي دين معين أو طائفة معينة؟» إلى العينة الكاملة والسؤال الآخر «أيهما؟» إلى العينة التي أجابت بـ «نعم»، حيث يؤدي استخدام صياغة ومنهجية الأسئلة الخاصة ببيانات دراسة القيم الأوروبية من خطوتين إلى الحصول على نسبة أقل للمستجيبين المنتمين دينياً (بما في ذلك المسيحيون) في أوروبا، وذلك على خلاف الإستطلاعات الأخرى التي حصلت على البيانات من خلال إتباع منهجية سؤال شامل وهو، «ما هو دينك الحالي إن وجد؟ هل أنت مسيحي أو مسلم أو يهودي أو بوذي أو هندوسي أو ملحد أو لا أدري أو شيء آخر أو لا شيء على وجه الخصوص؟». وبحسب الدراسة تربى معظم (80%) الشباب غير المنتسبين لديانة من دون ديانة أو معتقد في دولتي فرنسا والمملكة المتحدة، في حين تربى نحو سبعة أثمان الباقي على المسيحية وثمن من أتباع ديانات غير مسيحية، وبحسب الدراسة كانت الدول الست الأكثر «مسيحية» هي بلدان ذات أغلبية كاثوليكية، وتضم كل من جمهورية أيرلندا والبرتغال والنمسا وبولندا وليتوانيا وسلوفينيا.

## ديموغرافيا

### حسب المناطق

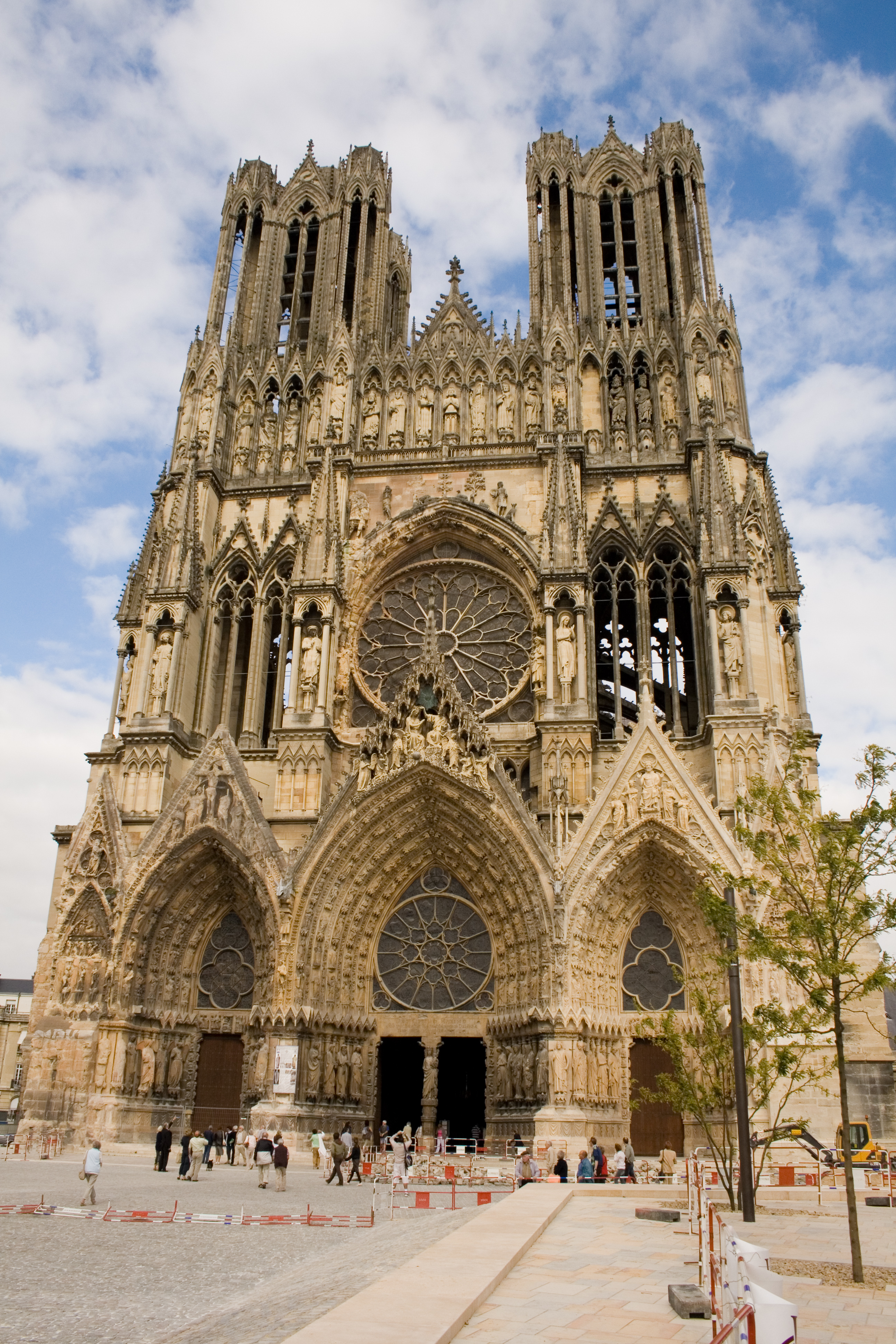
كاتدرائية نوتردام، ريمس: مركز الحياة الدينية في المدينة.

| منطقة           | عدد السكان  | عدد المسيحيين | % نسبة المسيحيين | % النسبة من مسيحيي العالم |
| --------------- | ----------- | ------------- | ---------------- | ------------------------- |
| أوروبا الشرقية  | 292,082,000 | 231,014,000   | 79.09%           | 10.74%                    |
| أوروبا الشمالية | 97,547,000  | 73,684,000    | 75.53%           | 3.42%                     |
| أوروبا الجنوبية | 147,348,000 | 130,717,000   | 88.71%           | 6.08%                     |
| أوروبا الغربية  | 190,106,000 | 115,496,000   | 71.0%            | 5.37%                     |
| المجموع         | 727,083,000 | 565,560,000   | 76.2%            | 25.9%                     |

### حسب البلد
القائمة تستعرض أكبر الدول ذات التجمعات المسيحية من حيث عدد السكان؛ القائمة أُخذت من دراسة قام بها مركز بيو عام 2010:
| الترتيب | الدولة           | عدد السكان المسيحيين | % المسيحيين | المذهب السائد                       |
| ------- | ---------------- | -------------------- | ----------- | ----------------------------------- |
| 1       | روسيا            | 105,220,000          | 73.6%       | أرثوذكسية شرقية                     |
| 2       | ألمانيا          | 58,240,000           | 70.8%       | كاثوليكية وبروتستانتية              |
| 3       | إيطاليا          | 51,550,000           | 85.1%       | كاثوليكية                           |
| 4       | المملكة المتحدة  | 45,030,000           | 72.6%       | بروتستانتية                         |
| 5       | فرنسا            | 39,560,000           | 63.0%       | كاثوليكية                           |
| 6       | أوكرانيا         | 38,080,000           | 83.8%       | أرثوذكسية شرقية                     |
| 7       | إسبانيا          | 36,240,000           | 78.6%       | كاثوليكية                           |
| 8       | بولندا           | 36,090,000           | 94.3%       | كاثوليكية                           |
| -       | إنجلترا          | 35,251,244           | 71.7%       | بروتستانتية أنجليكانية              |
| 9       | رومانيا          | 21,380,000           | 99.0%       | أرثوذكسية شرقية                     |
| 10      | اليونان          | 10,160,000           | 89.5%       | أرثوذكسية شرقية                     |
| 11      | البرتغال         | 10,110,000           | 94.7%       | كاثوليكية                           |
| 12      | هولندا           | 8,500,000            | 51.2%       | كاثوليكية وكالفينية                 |
| 13      | المجر            | 8,260,000            | 82.7%       | كاثوليكية                           |
| 14      | صربيا            | 7,260,000            | 93.5%       | أرثوذكسية شرقية                     |
| 15      | النمسا           | 6,970,000            | 83.0%       | كاثوليكية                           |
| 16      | بلجيكا           | 6,860,000            | 64.1%       | كاثوليكية                           |
| 17      | بيلاروس          | 6,830,000            | 71.2%       | أرثوذكسية شرقية                     |
| 18      | سويسرا           | 6,350,000            | 82.9%       | كاثوليكية وكالفينية                 |
| 19      | السويد           | 6,310,000            | 67.2%       | بروتستانتية لوثرية                  |
| 20      | بلغاريا          | 6,300,000            | 84.1%       | أرثوذكسية شرقية                     |
| 21      | سلوفاكيا         | 4,730,000            | 86.5%       | كاثوليكية                           |
| 22      | الدنمارك         | 4,610,000            | 83.1%       | بروتستانتية لوثرية                  |
| 23      | فنلندا           | 4,380,000            | 81.6%       | بروتستانتية لوثرية                  |
| 24      | أيرلندا          | 4,210,000            | 94.1%       | كاثوليكية                           |
| 25      | النرويج          | 4,380,000            | 86.2%       | بروتستانتية لوثرية                  |
| 26      | كازاخستان        | 4,150,000            | 26.2%       | أرثوذكسية مشرقية                    |
| 27      | جمهورية التشيك   | 4,140,000            | 39.4%       | كاثوليكية                           |
| 28      | كرواتيا          | 4,110,000            | 93.4%       | كاثوليكية                           |
| 29      | جورجيا           | 3,890,000            | 89.3%       | أرثوذكسية شرقية                     |
| 30      | مولدوفا          | 3,480,000            | 97.5%       | أرثوذكسية شرقية                     |
| -       | إسكتلندا         | 3,294,545            | 65.1%       | مشيخية وكاثوليكية                   |
| 31      | أرمينيا          | 3,040,000            | 98.5%       | أرثوذكسية مشرقية                    |
| 32      | ليتوانيا         | 2,980,000            | 89.8%       | كاثوليكية                           |
| -       | ويلز             | 2,087,242            | 71.9%       | أنجليكانية وكاثوليكية               |
| 33      | البوسنة والهرسك  | 1,980,000            | 52.7%       | أرثوذكسية شرقية وكاثوليكية          |
| 34      | لاتفيا           | 1,631,000            | 80.0%       | لوثرية وكاثوليكية                   |
| 35      | سلوفينيا         | 1,610,000            | 79.2%       | كاثوليكية                           |
| -       | أيرلندا الشمالية | 1,490,588            | 82.3%       | بروتستانتية وكاثوليكية              |
| 36      | مقدونيا          | 1,340,000            | 65.2%       | أرثوذكسية شرقية                     |
| 37      | قبرص             | 810,000              | 73.2%       | أرثوذكسية شرقية                     |
| 38      | ألبانيا          | 580,000              | 18.0%       | أرثوذكسية شرقية وكاثوليكية          |
| 39      | إستونيا          | 540,000              | 39.9%       | بروتستانتية لوثرية وأرثوذكسية شرقية |
| 40      | الجبل الأسود     | 500,000              | 78.8%       | أرثوذكسية شرقية                     |
| -       | ترانسنيستريا     | 451,000              | 95.0%       | أرثوذكسية شرقية                     |
| 41      | مالطا            | 400,000              | 97.0%       | كاثوليكية                           |
| 42      | لوكسمبورغ        | 360,000              | 70.4%       | كاثوليكية                           |
| 43      | تركيا            | 320,000              | 0.4%        | أرثوذكسية مشرقية                    |
| 44      | آيسلندا          | 300,000              | 95.0%       | بروتستانتية لوثرية                  |
| 45      | أذربيجان         | 280,000              | 3.0%        | أرثوذكسية شرقية                     |
| -       | كوسوفو           | 240,000              | 11.4%       | بروتستانتية لوثرية                  |
| -       | جيرزي و غيرنزي   | 130,000              | 85.2%       | بروتستانتية أنجليكانية              |
| 46      | أندورا           | 80,000               | 89.5%       | كاثوليكية                           |
| -       | جزيرة مان        | 70,000               | 84.1%       | بروتستانتية أنجليكانية              |
| -       | جزر فارو         | 50,000               | 98.0%       | بروتستانتية لوثرية                  |
| 47      | سان مارينو       | 30,000               | 91.6%       | كاثوليكية                           |
| 48      | ليختنشتاين       | 30,000               | 91.9%       | كاثوليكية                           |
| 49      | موناكو           | 30,000               | 86.0%       | كاثوليكية                           |
| -       | جبل طارق         | 30,000               | 88.8%       | كاثوليكية                           |
| -       | جزر أولاند       | 23,110               | 78.4%       | بروتستانتية (لوثرية)                |
| -       | سفالبارد         | 2,640                | 99.0%       | بروتستانتية (لوثريّة)                |
| 50      | الفاتيكان        | 800                  | 100.0%      | كاثوليكية                           |

## أعلام مسيحيون أوروبيون
على مر العصور ساهم كل من رجال الدين والعلمانيين المسيحيون الأوروبيون على حد سواء مساهمات كبيرة في تطوير الحضارة الإنسانيّة، القائمة تستعرض بعض أبرز أعلام مسيحيون أوروبا على مختلف طوائفهم؛ كما ويُذكر أن هناك المئات من المسيحيون الأوروبيون البارزين الذين ساهموا في الحضارة الإنسانية والمجتمع الغربي من خلال تعزيز وتطوير العلوم، الطب، الفن، الموسيقى، الأدب، المسرح، الفلسفة، العمارة، الإقتصاد والسياسة:

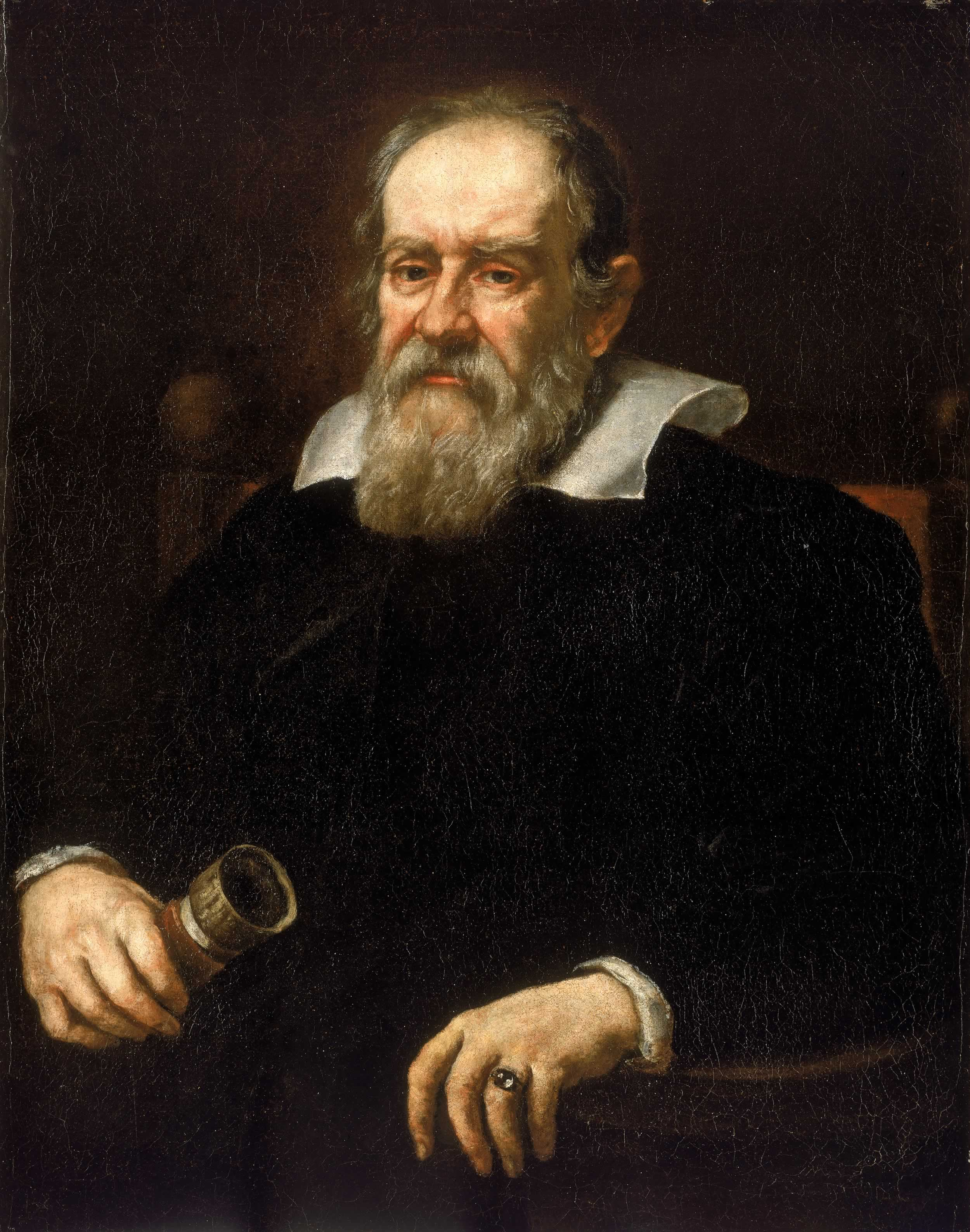
جاليليو جاليلي، عالم فلكي وفيلسوف وفيزيائي وأب الفيزياء (كاثوليكي).
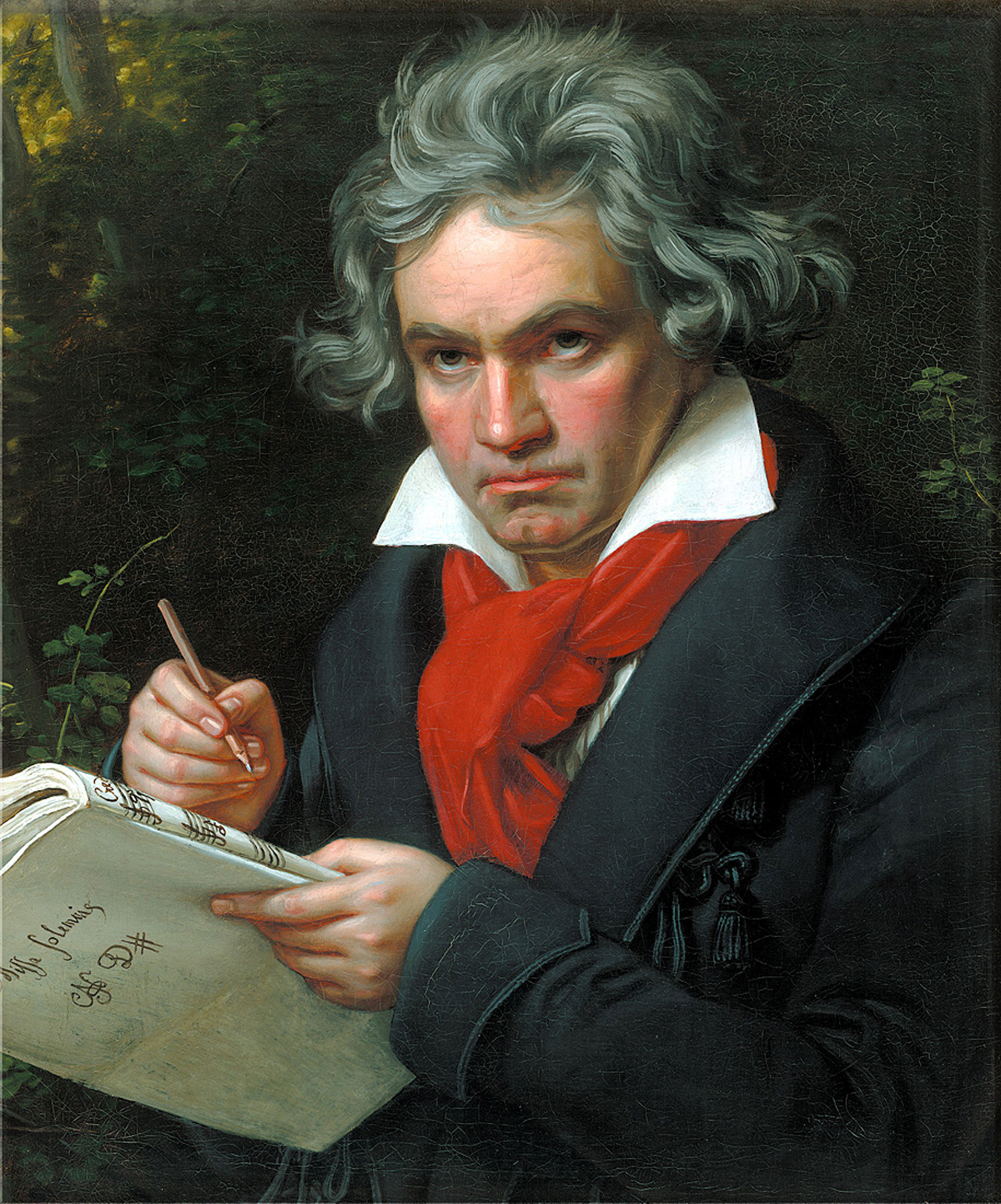
لودفيج فان بيتهوفن، مؤلف موسيقي يعتبر من أشهر العباقرة المبدعين في تاريخ الموسيقى (كاثوليكي).
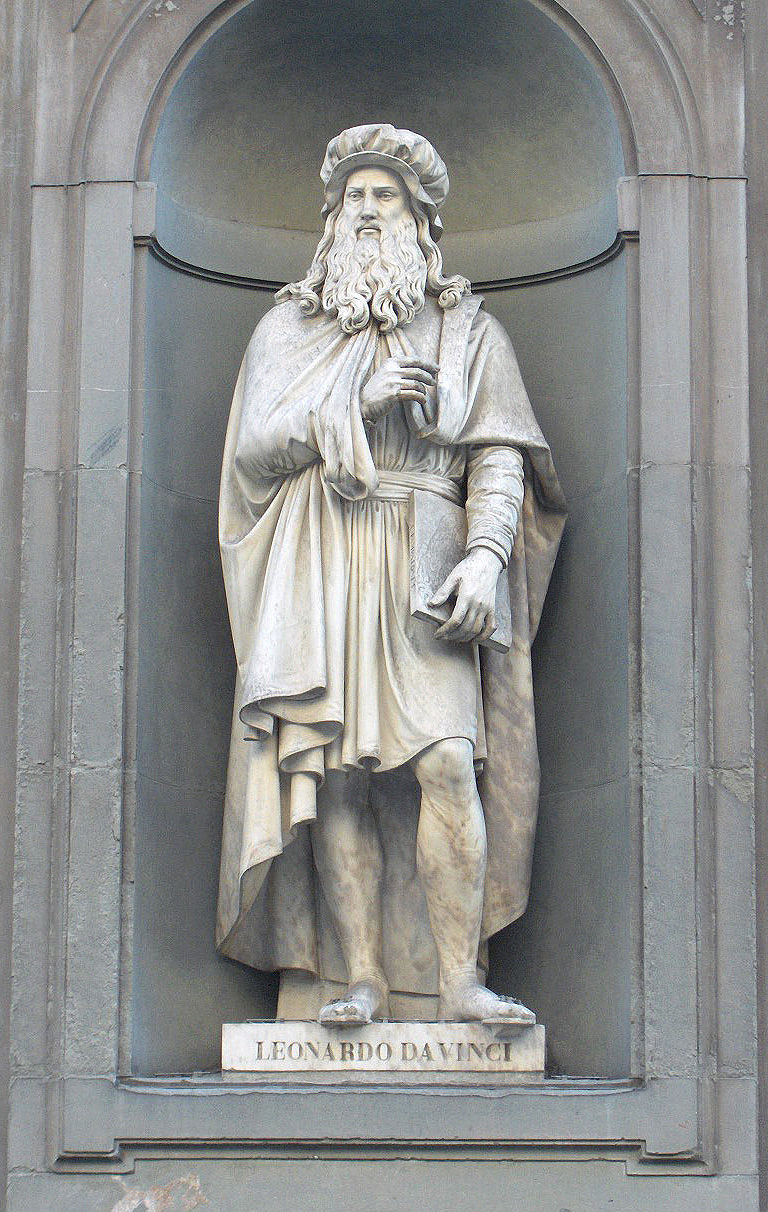
ليوناردو دا فينشي، أشهر فناني النهضة الإيطاليين على الإطلاق وهو مشهور كرسام، نحات، معماري، وعالم. (كاثوليكي).
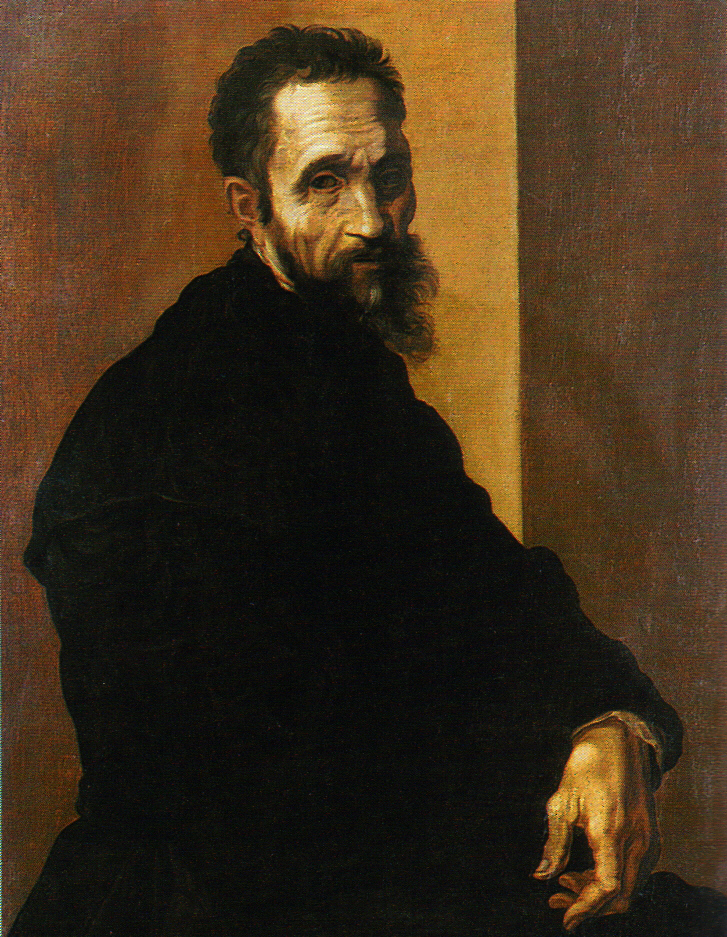
مايكل أنجلو، رسام ونحات ومهندس وشاعر إيطالي (كاثوليكي).
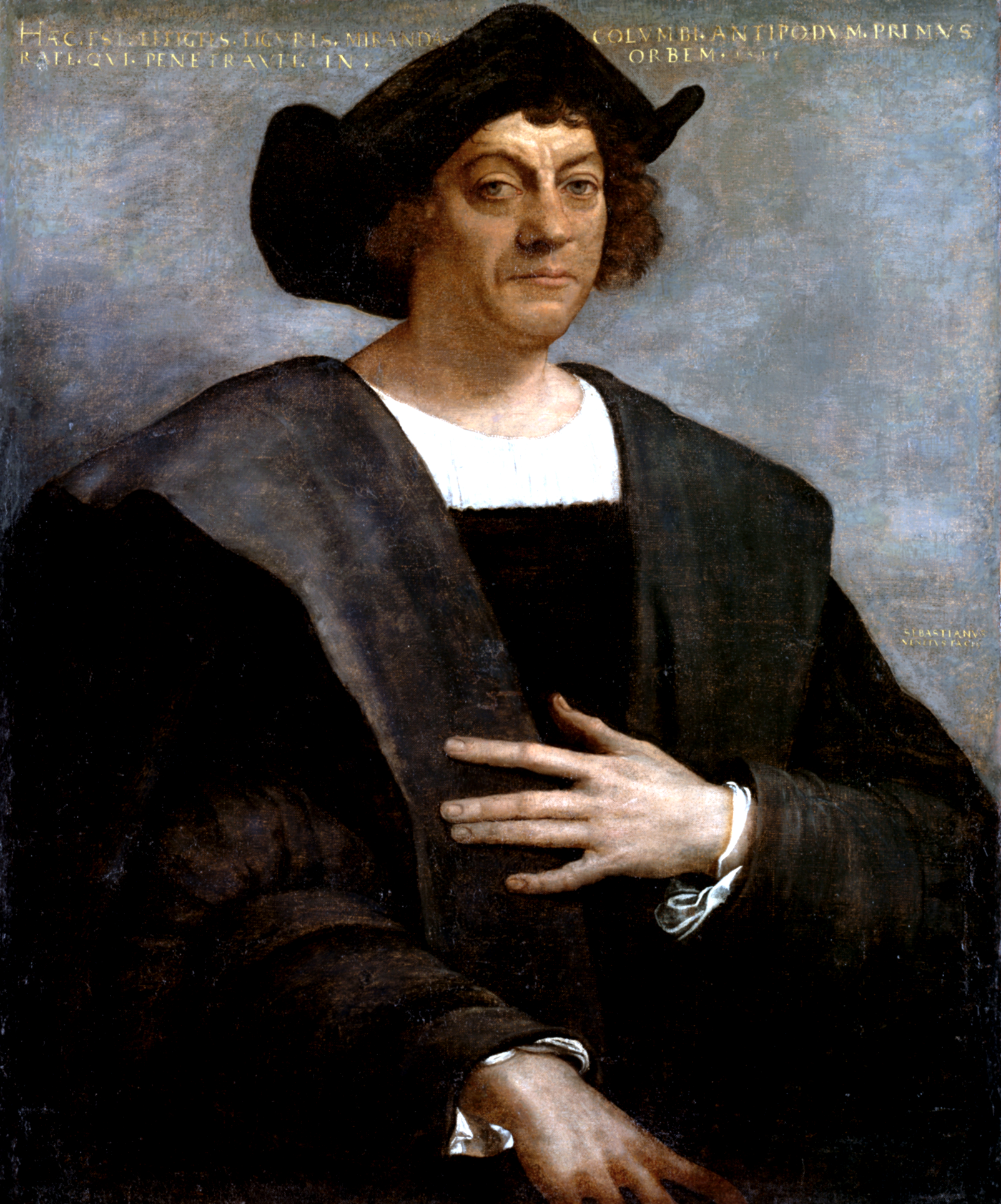
كريستوفر كولمبس، ينسب إليه اكتشاف العالم الجديد أمريكا (كاثوليكي).
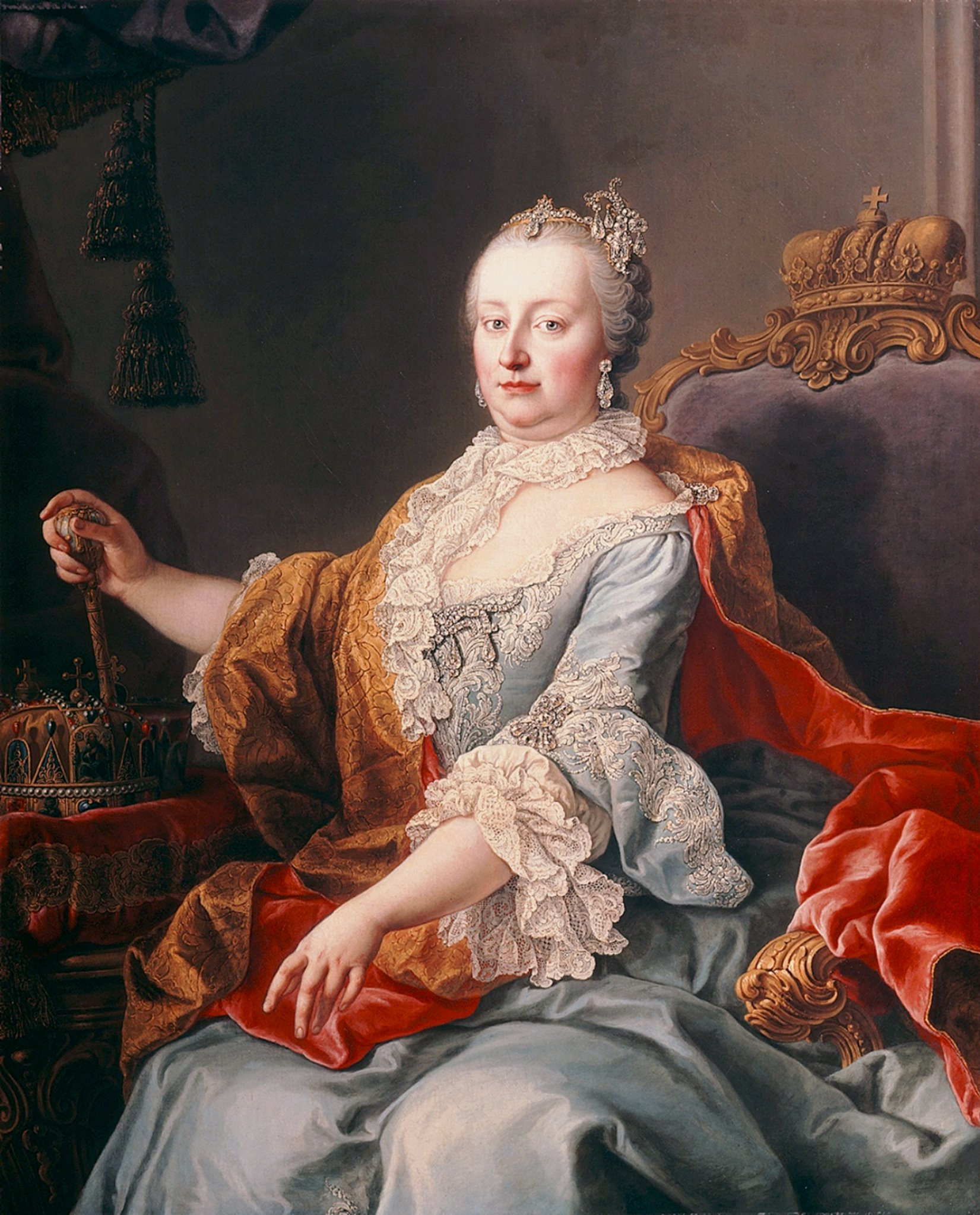
ماريا تيريزا، إمبراطورة رومانية وملكة للمجر وبوهيميا، كانت ذات نفوذ قوي في الشؤون الأوروبية (كاثوليكية).
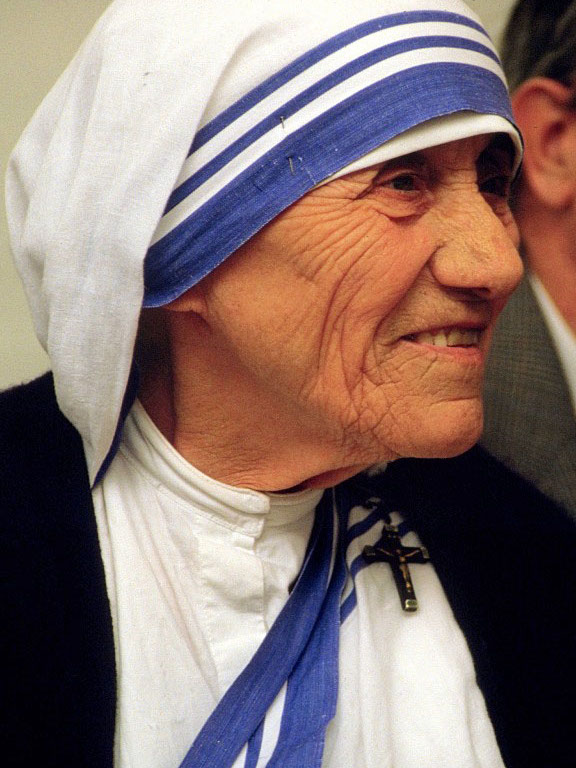
الأم تريزا، راهبة وممرضة وحائزة على جائزة نوبل للسلام (كاثوليكية).
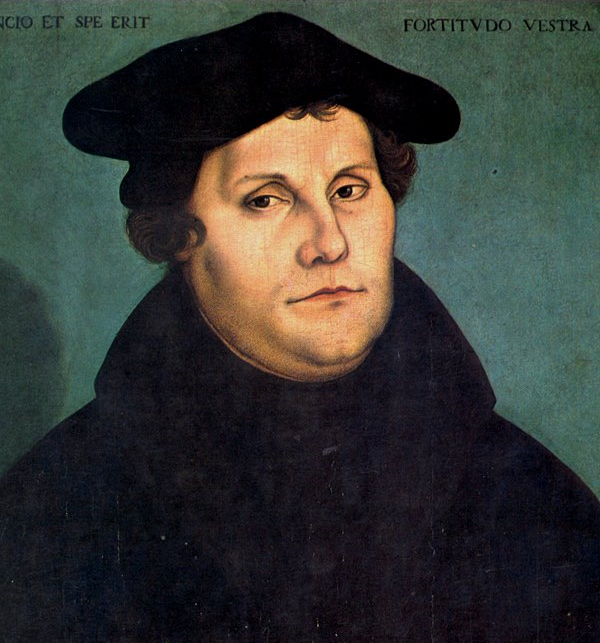
مارتن لوثر، راهب ألماني، وقسيس، وأستاذ للاهوت، ومُطلق عصر الإصلاح في أوروبا.
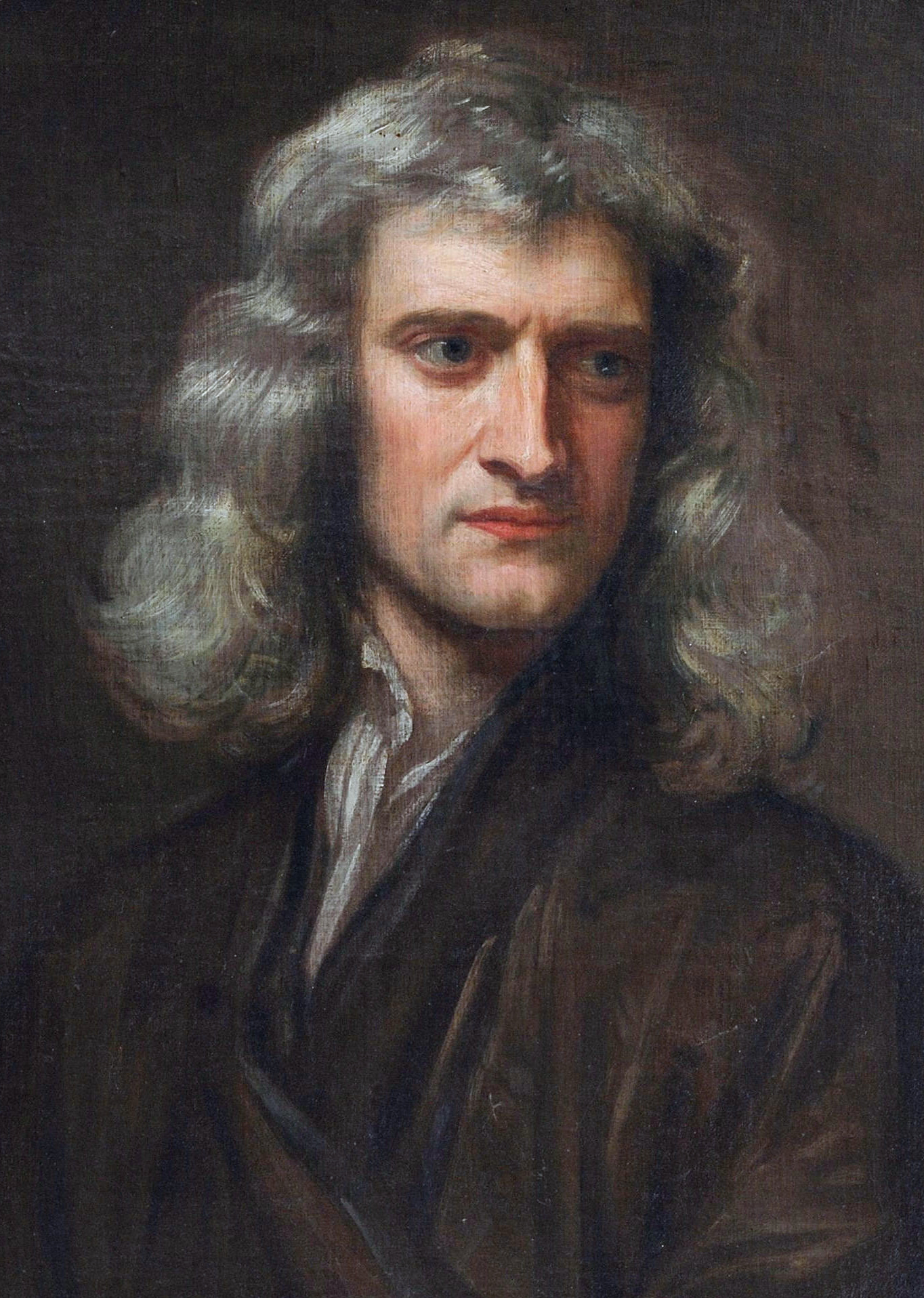
إسحاق نيوتن، من أبرز العلماء مساهمة في الفيزياء والرياضيات عبر العصور وأحد رموز الثورة العلمية. (مسيحي).
يوهانس كيبلر، عالم رياضيات وفلكي وفيزيائي ألماني كان أول من وضع قوانين تصف حركة الكواكب (لوثري).[223]
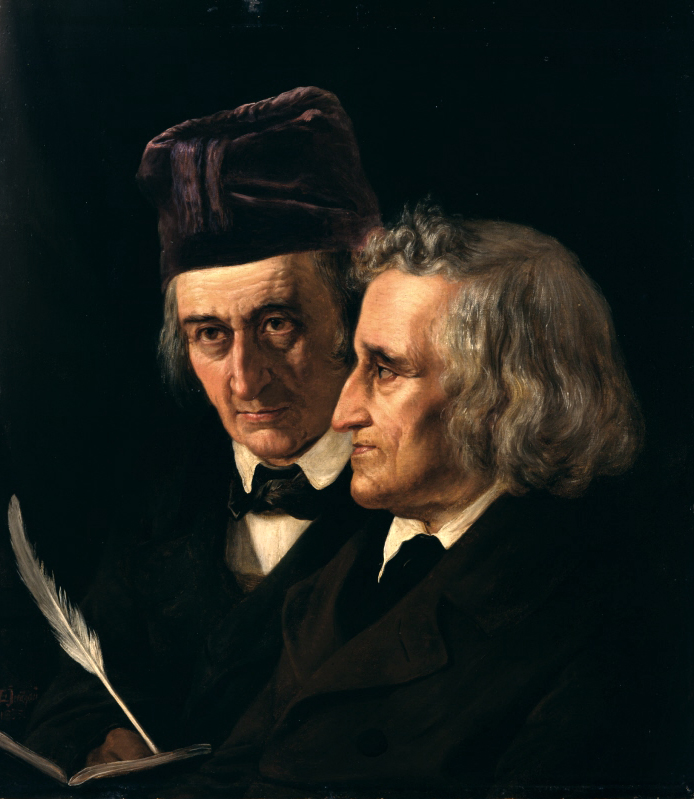
الأخوان غريم، قاموا بتجميع العديد من القصص الشعبية الألمانية وتخريجها في كتاب حكايات للأطفال (الكالفينية).
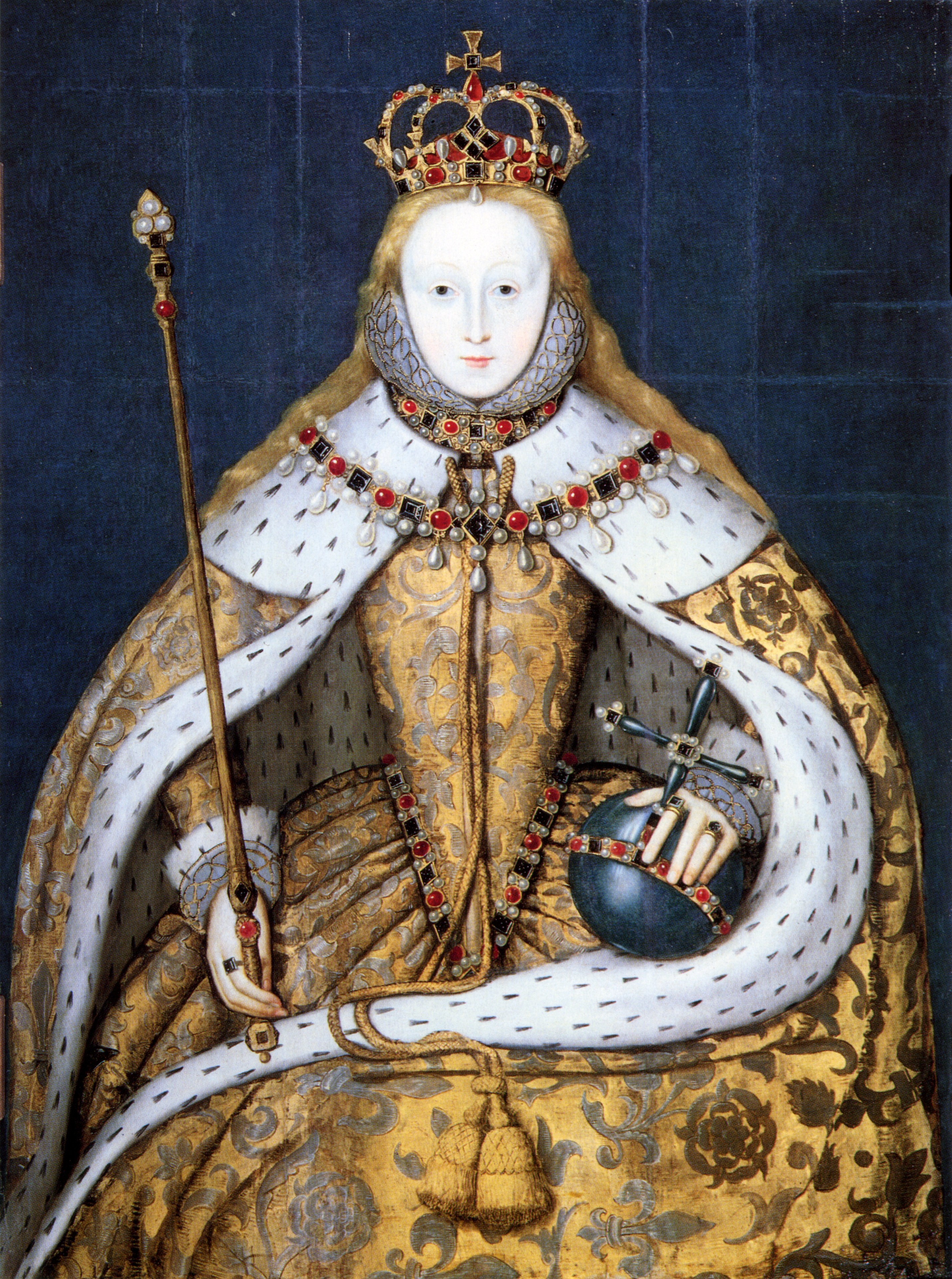
إليزابيث الأولى ملكة إنكلترا، ملكة إنجلترا (الأنجليكانية).
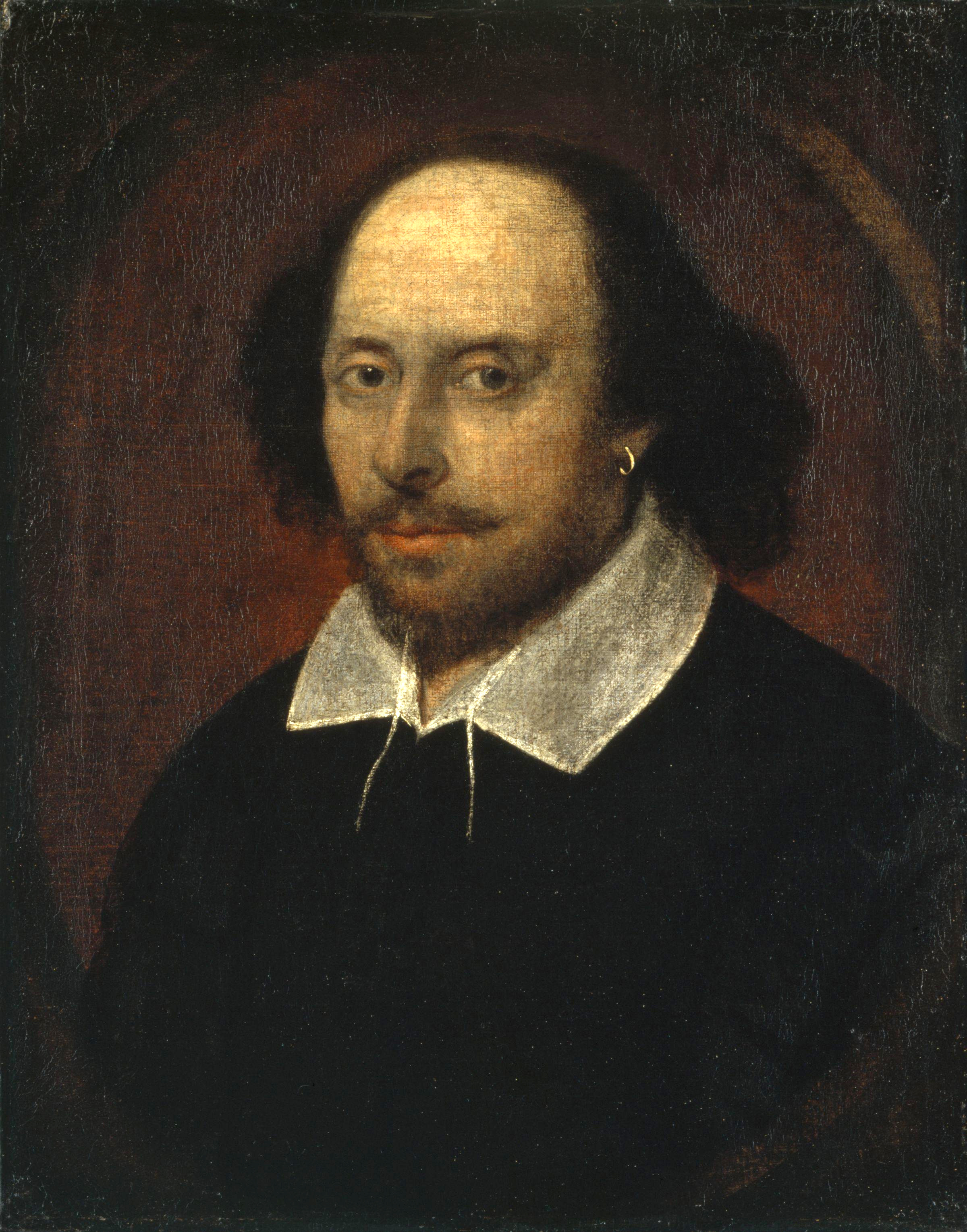
ويليام شكسبير، شاعر وكاتب إنجليزي يصنف كأعظم كاتب في اللغة الإنجليزية وأعظم كاتب مسرحي على مستوى العالم (أنجليكاني).
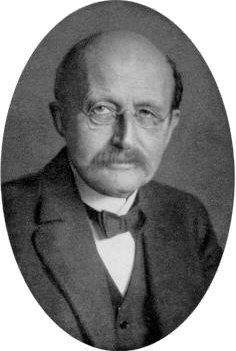
ماكس بلانك، حائز على جائزة نوبل في الفيزياء ويعتبر مؤسس نظرية الكم، وأحد أهم فيزيائيّ القرن العشرين (بروتستانتي).
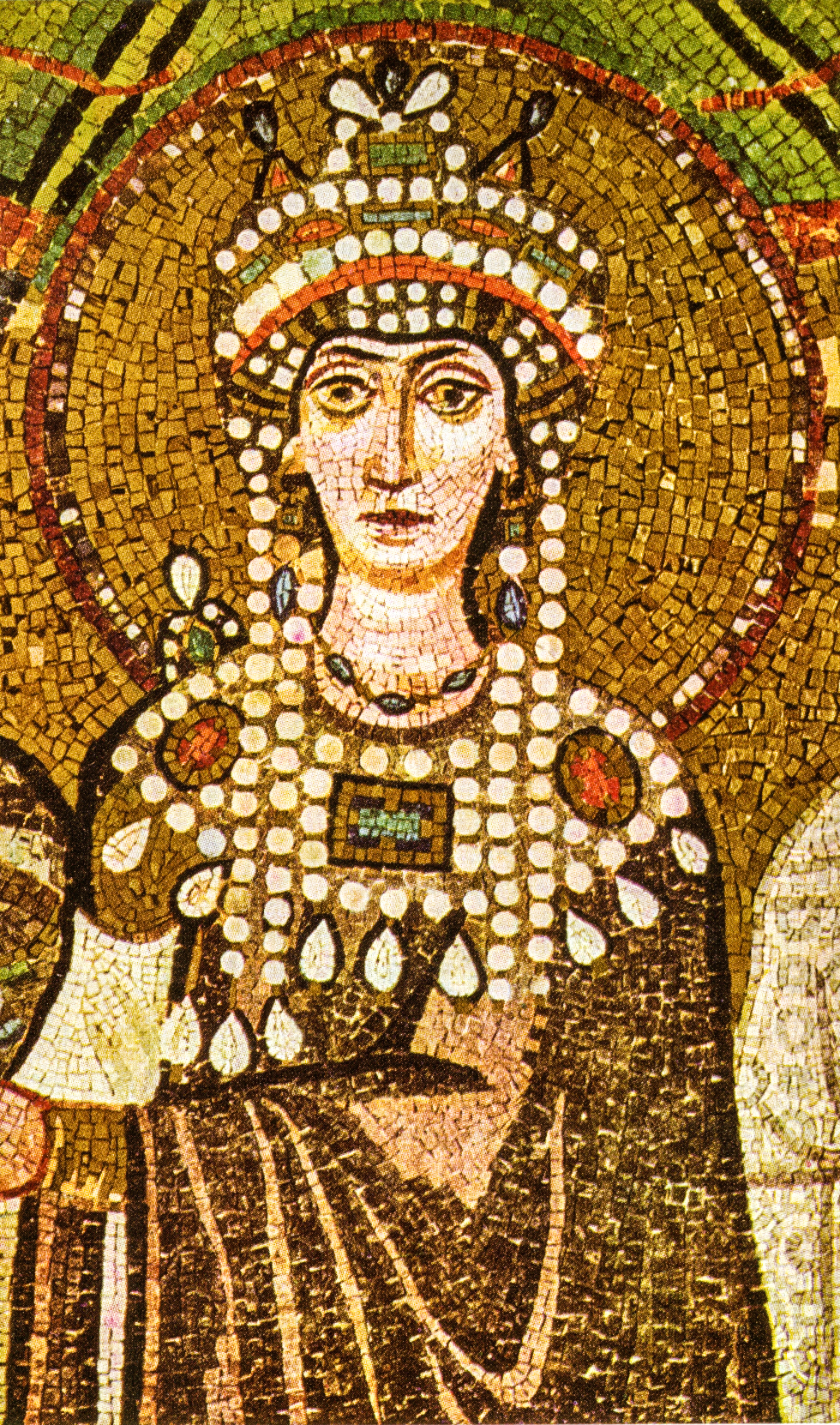
ثيودورا، إمبرطورة الإمبراطورية البيزنطية في القرن السادس (أرثوذكسية).
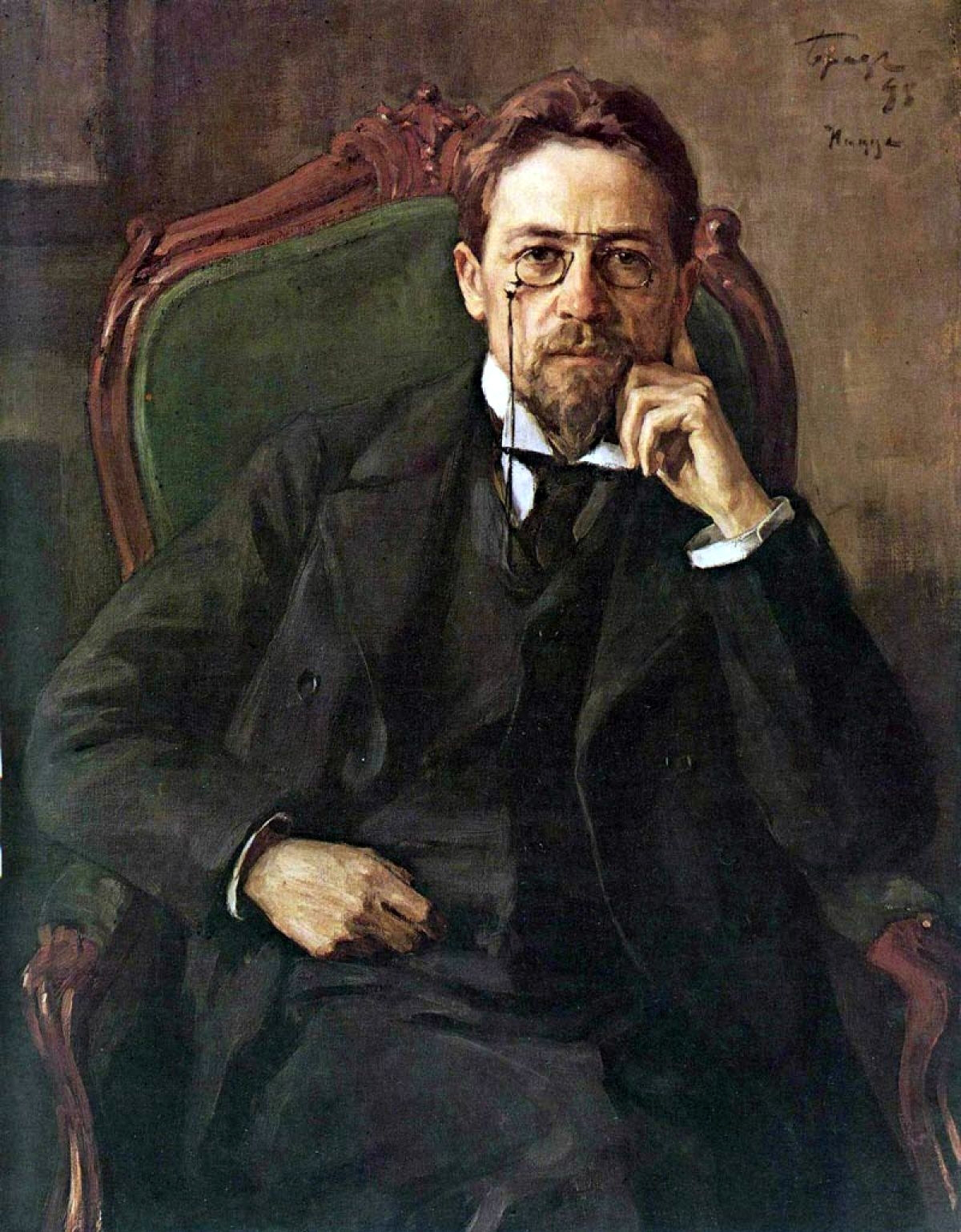
أنطون تشيخوف، طبيب وكاتب مسرحي ومؤلف قصصي روسي كبير ينظر إليه على أنه من أفضل كتاب القصص القصيرة (أرثوذكسي شرقي).
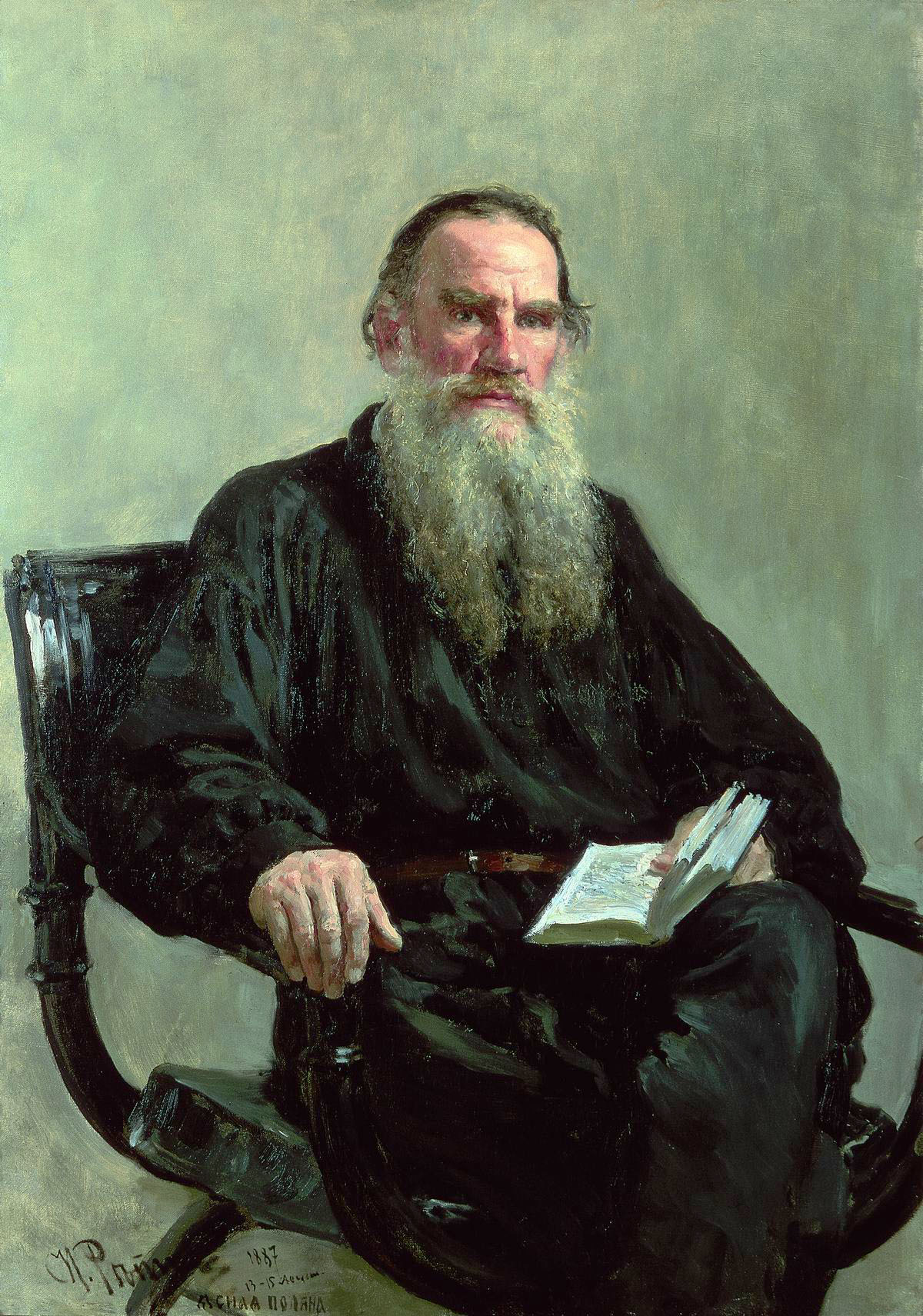
ليو تولستوي، عمالقة الروائيين الروس ومن أعمدة الأدب الروسي في القرن التاسع عشر (أرثوذكسي).
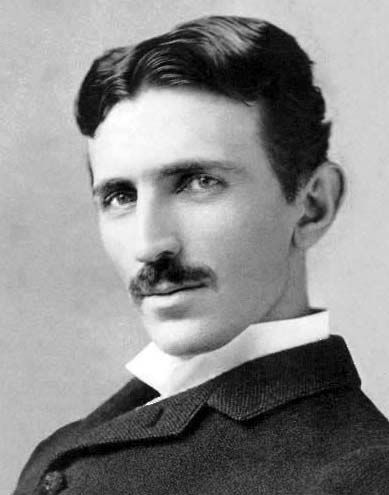
نيكولا تسلا، مخترع وفيزيائي ومهندس ميكانيكي ومهندس كهربائي (أرثوذكسي).
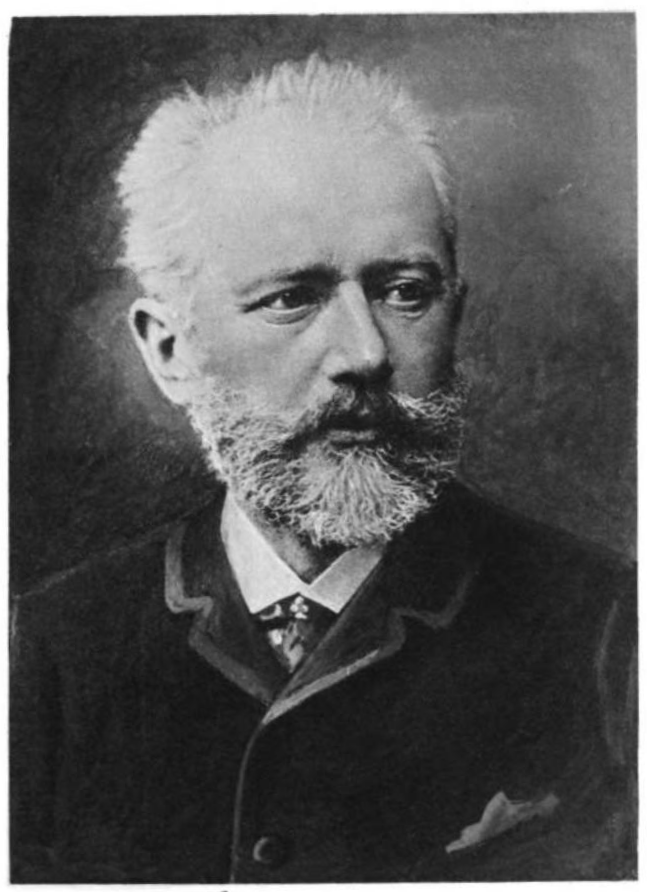
بيتر إليتش تشايكوفسكي، مؤلف موسيقي روسي ويعد بطل تطور الموسيقى الروسية الحديثة (أرثوذكسي).
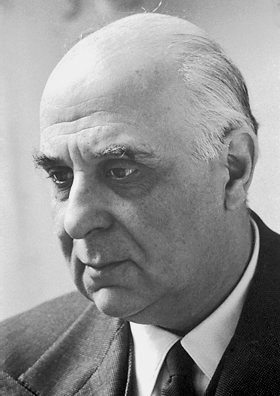
جيورجيوس سفريس، أديب يوناني حائز على جائزة نوبل في الأدب (أرثوذكسي).
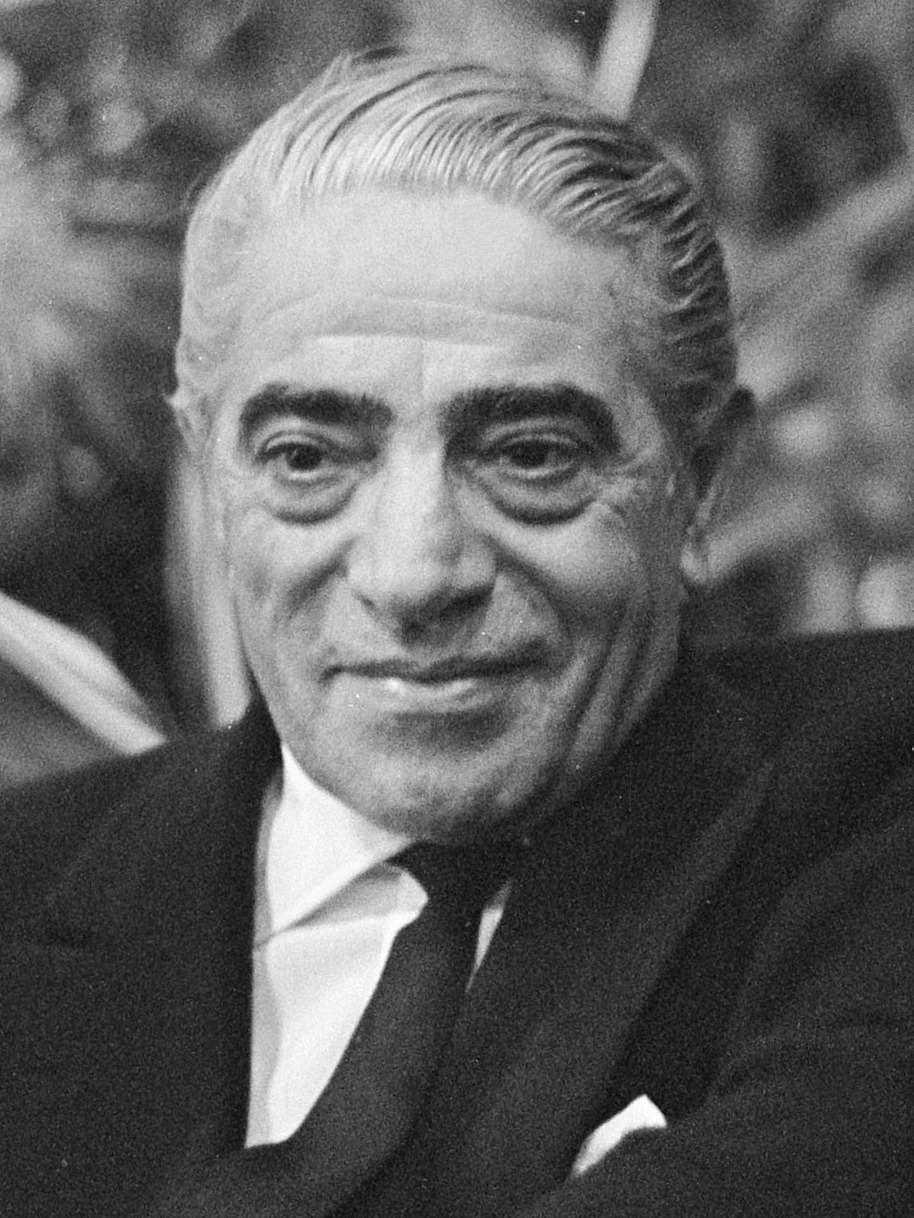
أرسطو أوناسيس، رجل أعمال وملياردير يوناني يعد من أغنى رجال العالم (أرثوذكسي).

## صور آثار ومعالم مسيحية في أوروبا

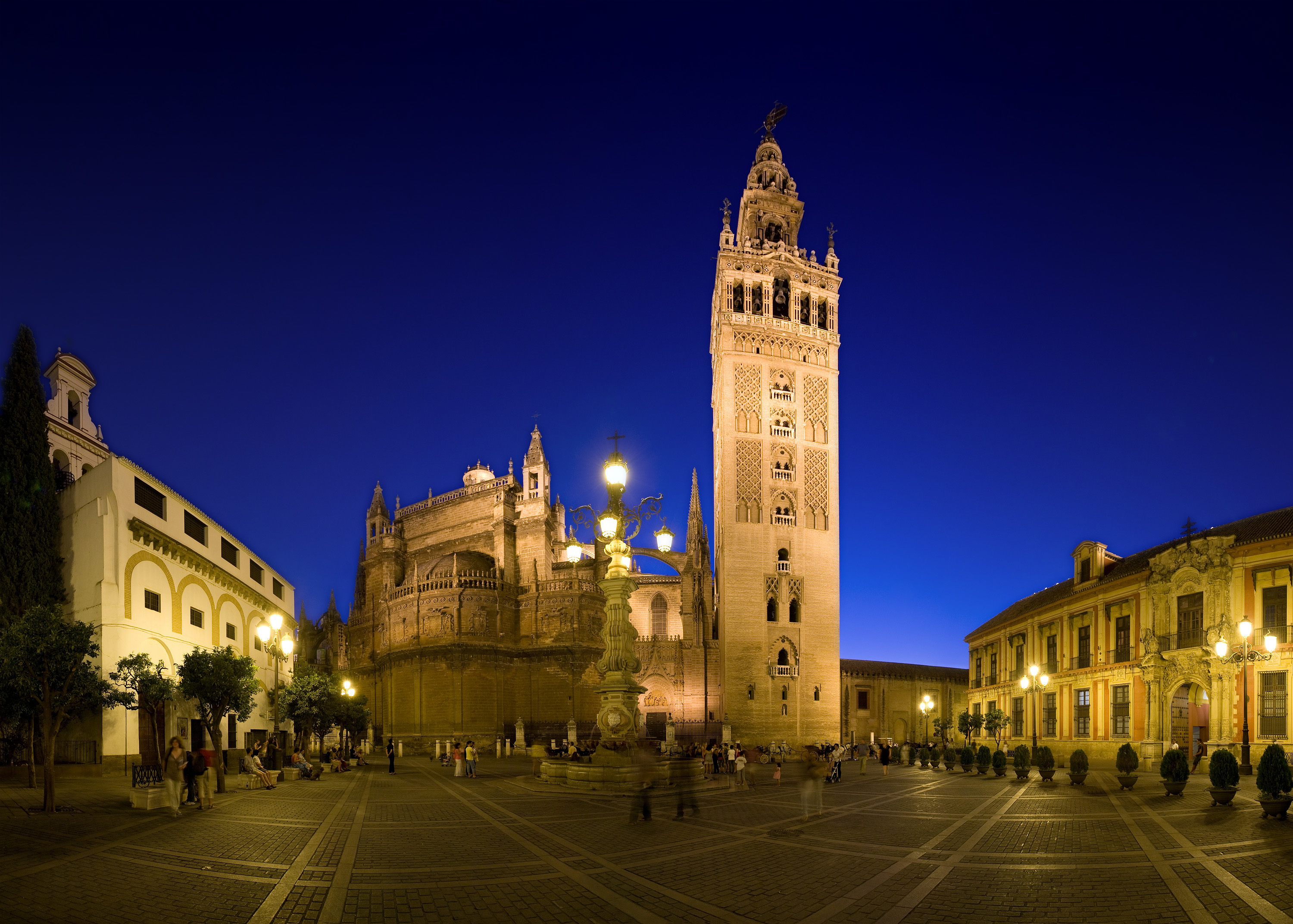
كاتدرائية إشبيلية، في إسبانيا، وتتميز بتمازج العمارة المسيحية والإسلامية.
قلعة وكنيسة القديس ميشيل، في فرنسا.
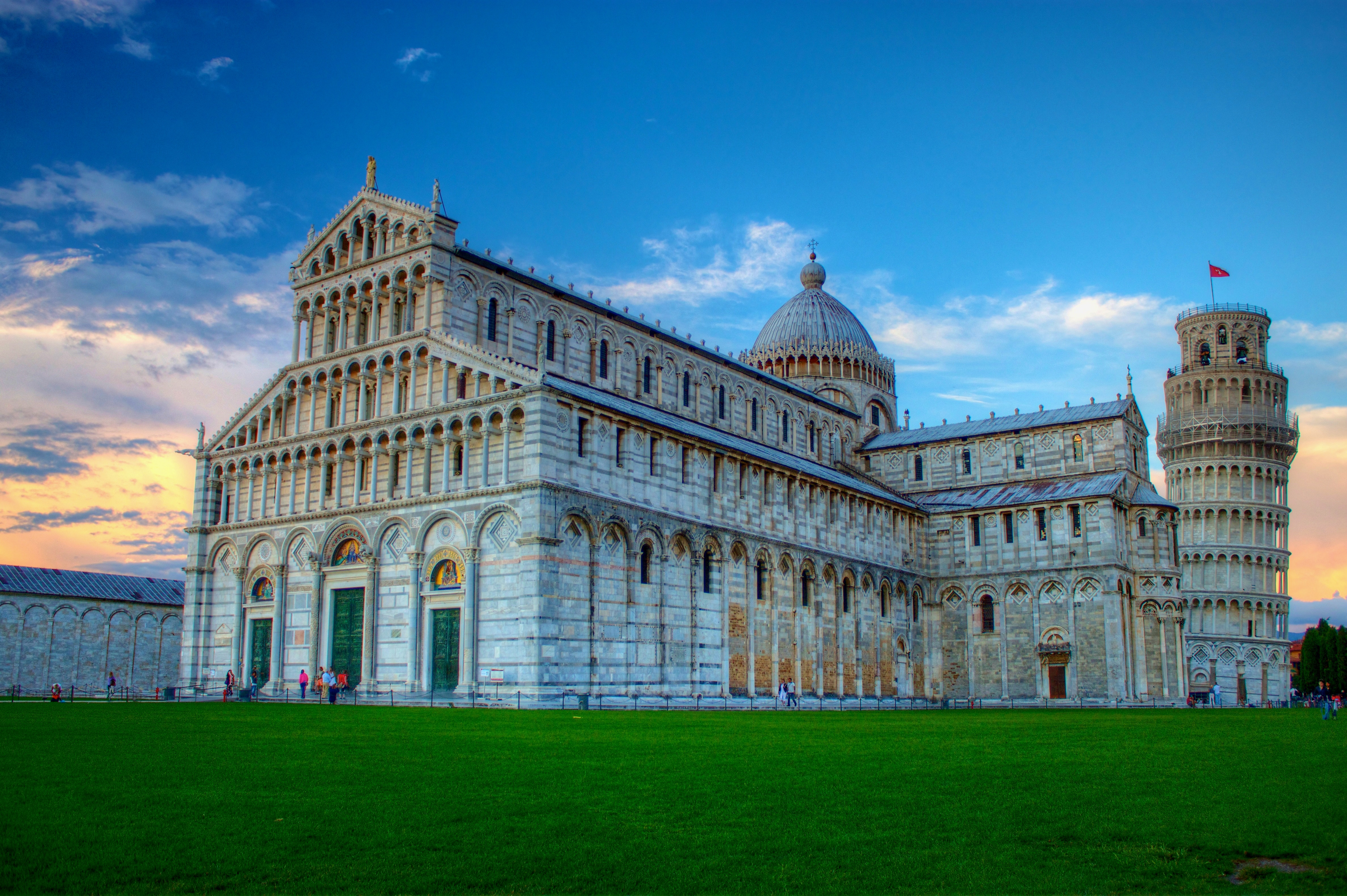
كنيسة بيزا وبرجها المائل وهي معلنة كأحد مواقع التراث العالمي.
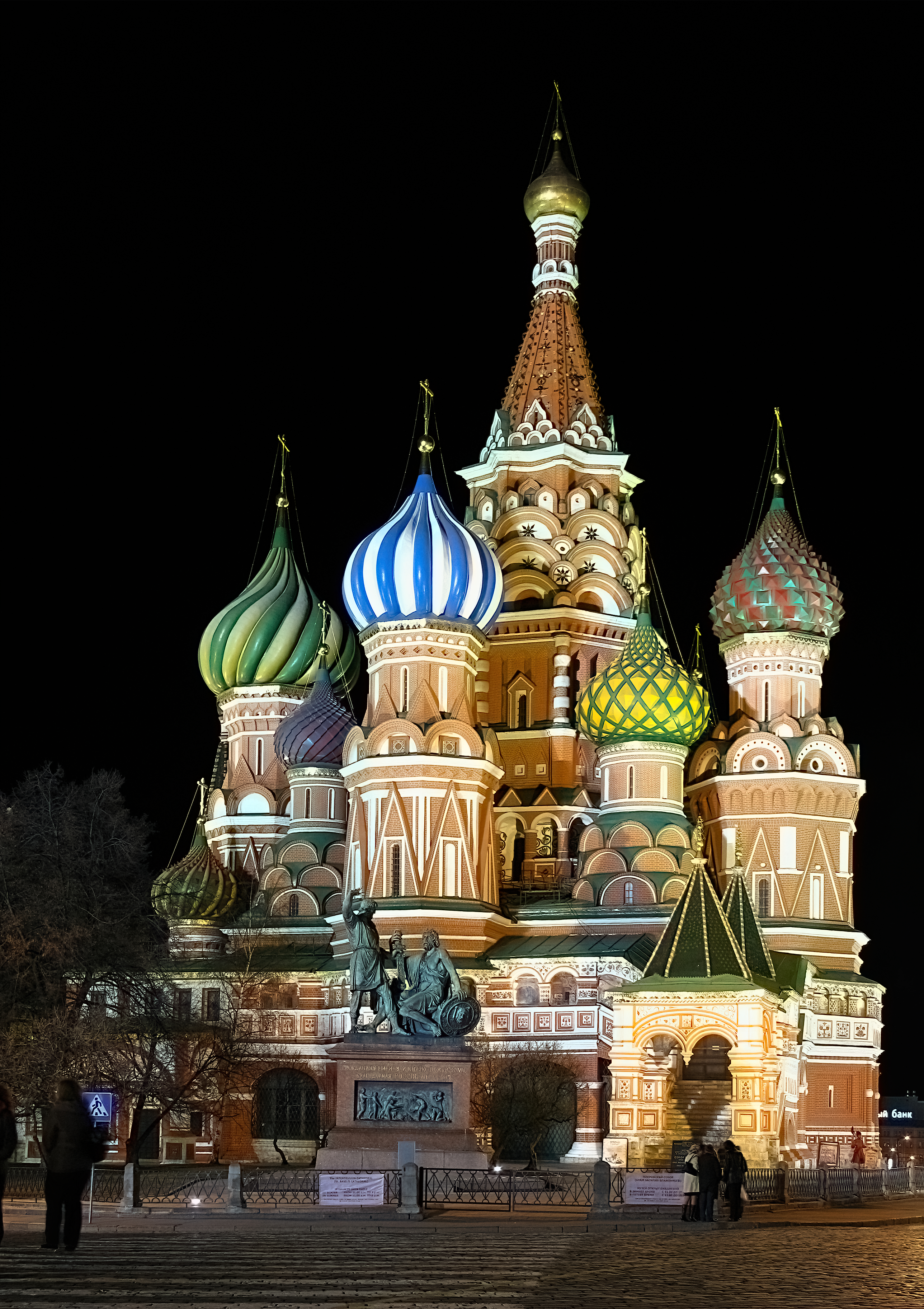
كاتدرائية القديس باسيل في الساحة الحمراء، موسكو.
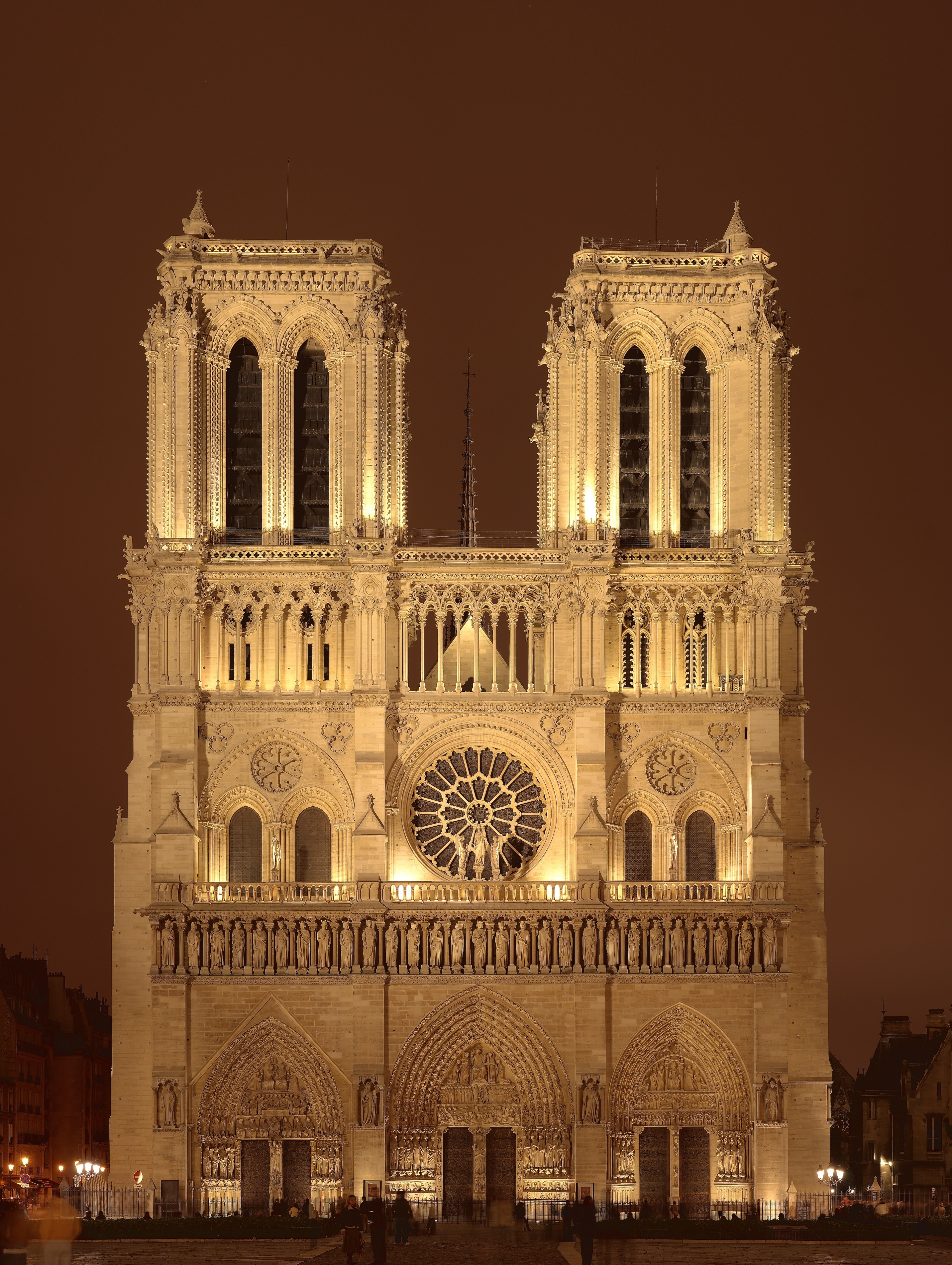
كاتدرائية نوتردام، في باريس وذكرت كمكان رئيسي لأحداث في رواية أحدب نوتردام.
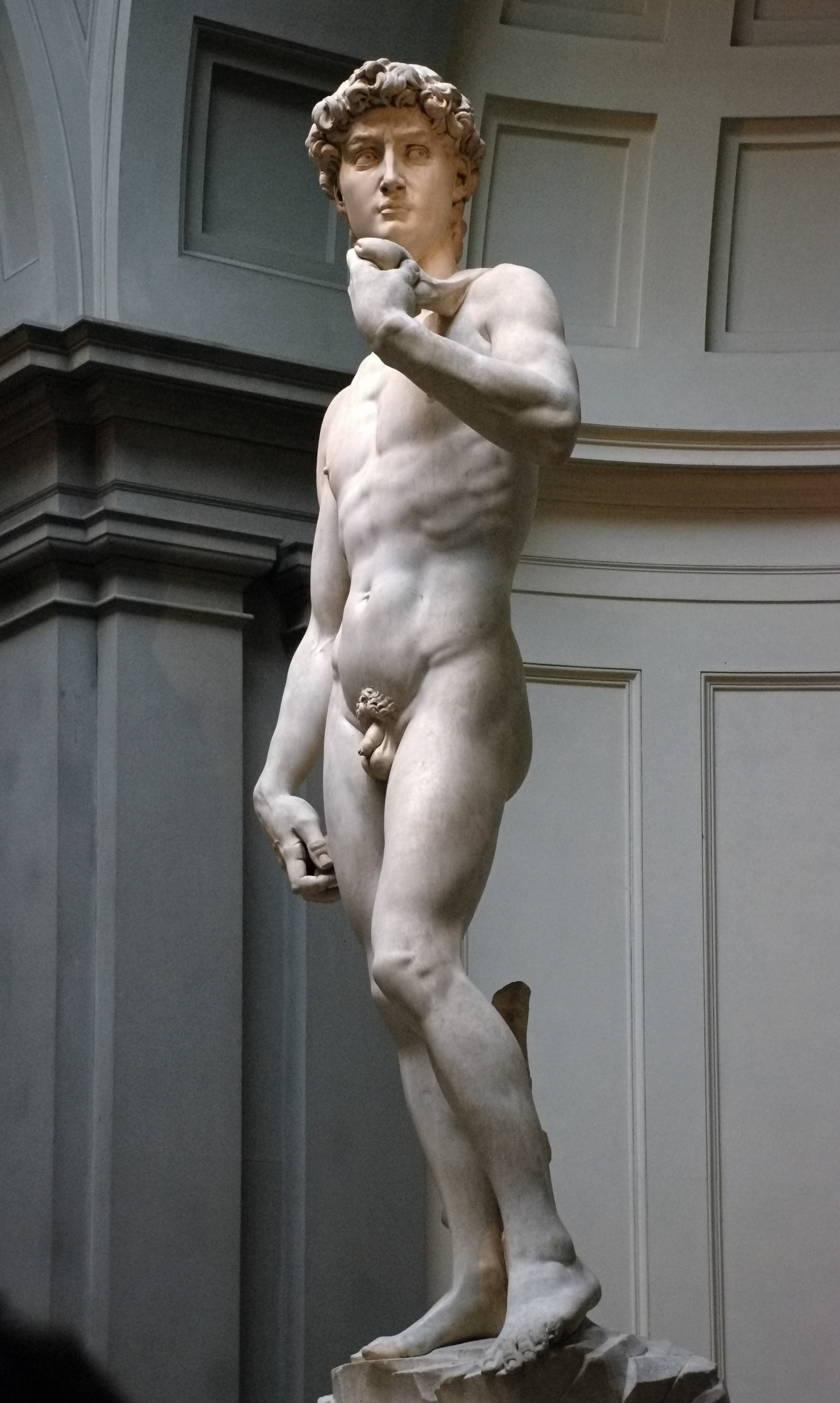
تمثال داود النبي والملك، لمايكل آنجلو، أحد أشهر أعمال عصر النهضة الفنية.
حنة ومريم العذراء والطفل يسوع وموجودة في متحف اللوفر.
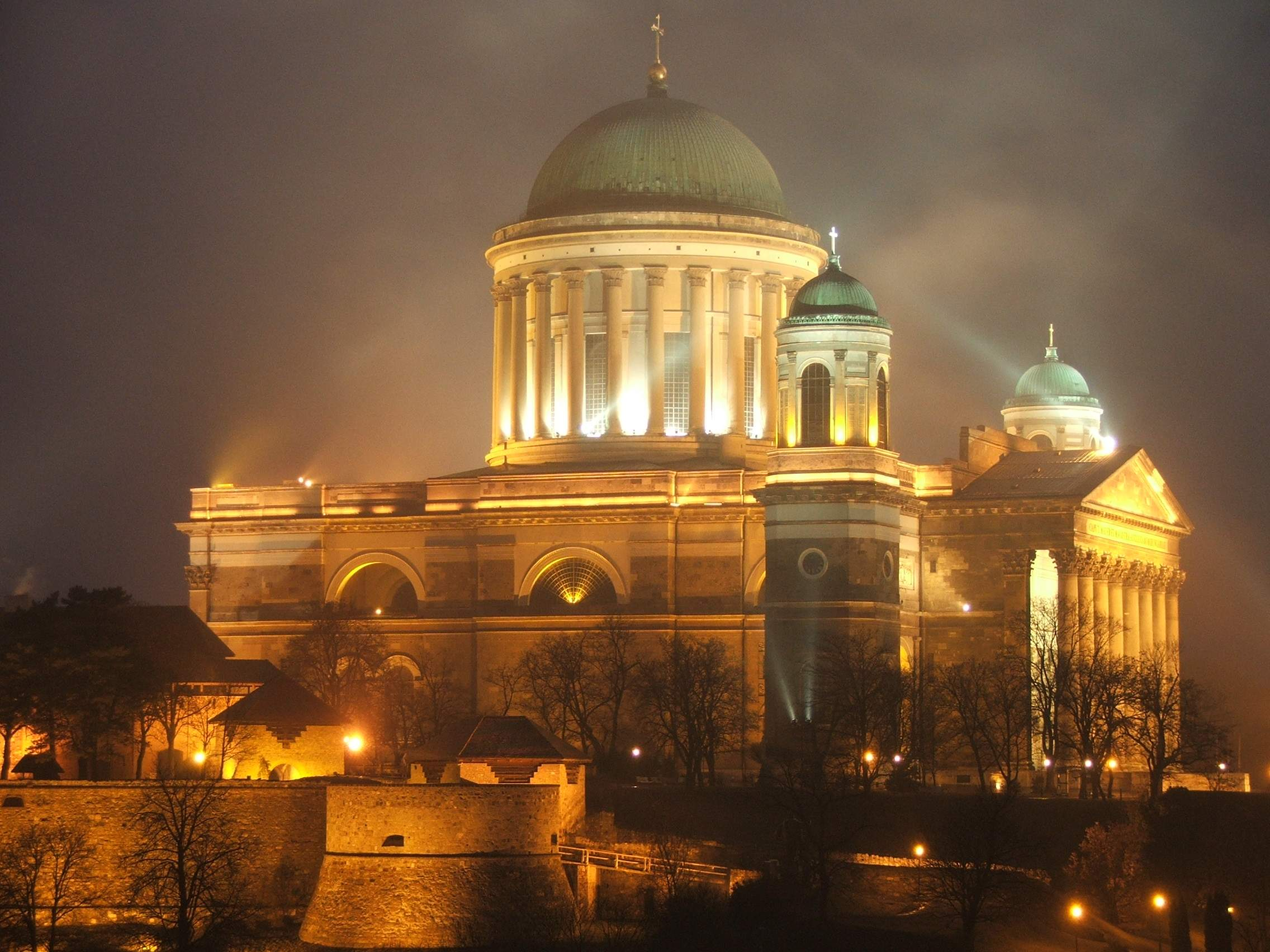
بازيليكا القديس اسطفان، بودابست عاصمة المجر.
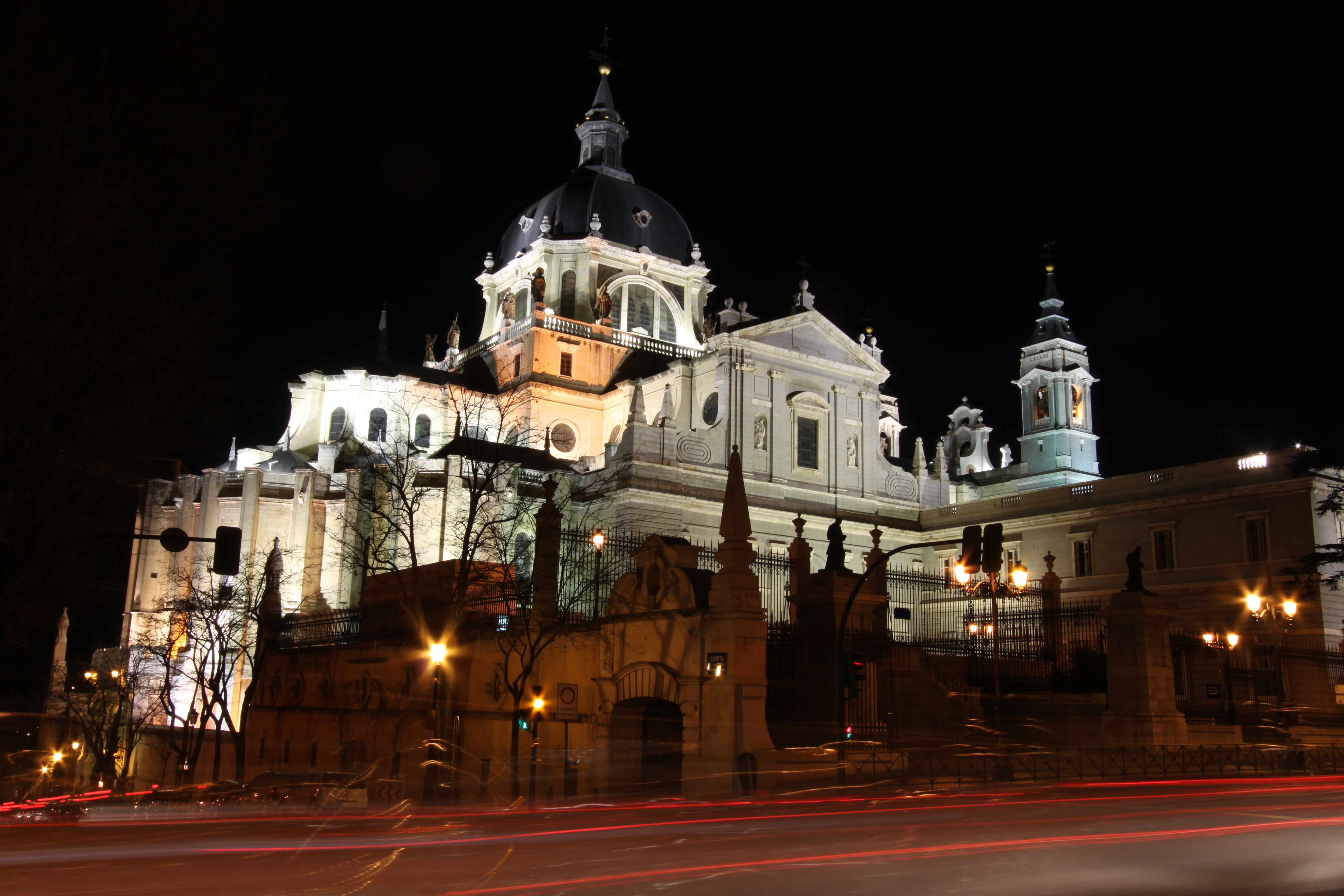
كاتدرائية المدينة في مدينة مدريد.
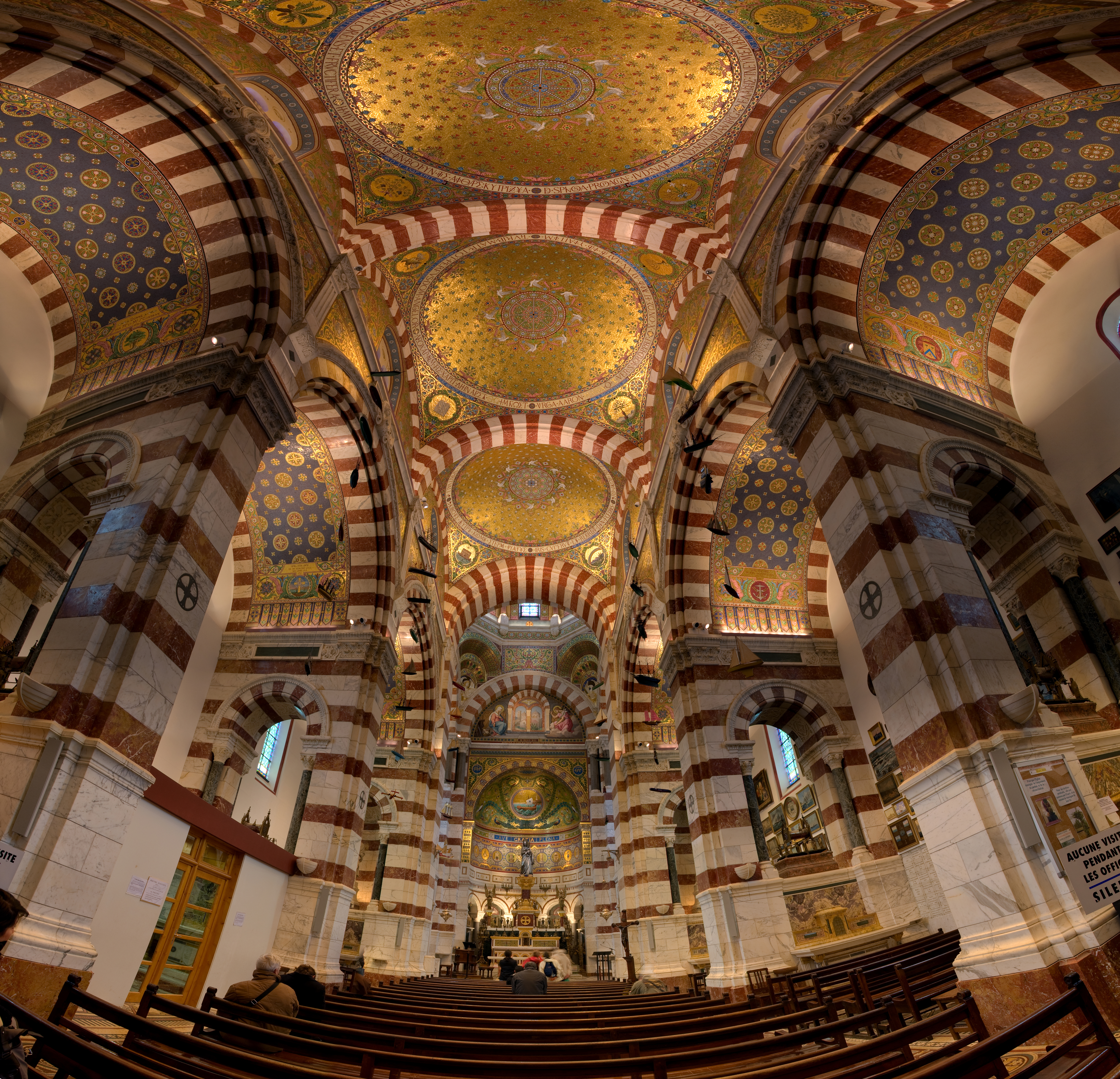
كاتدرائية نوتردام دي ـ لاـ جارد في مارسيليا.
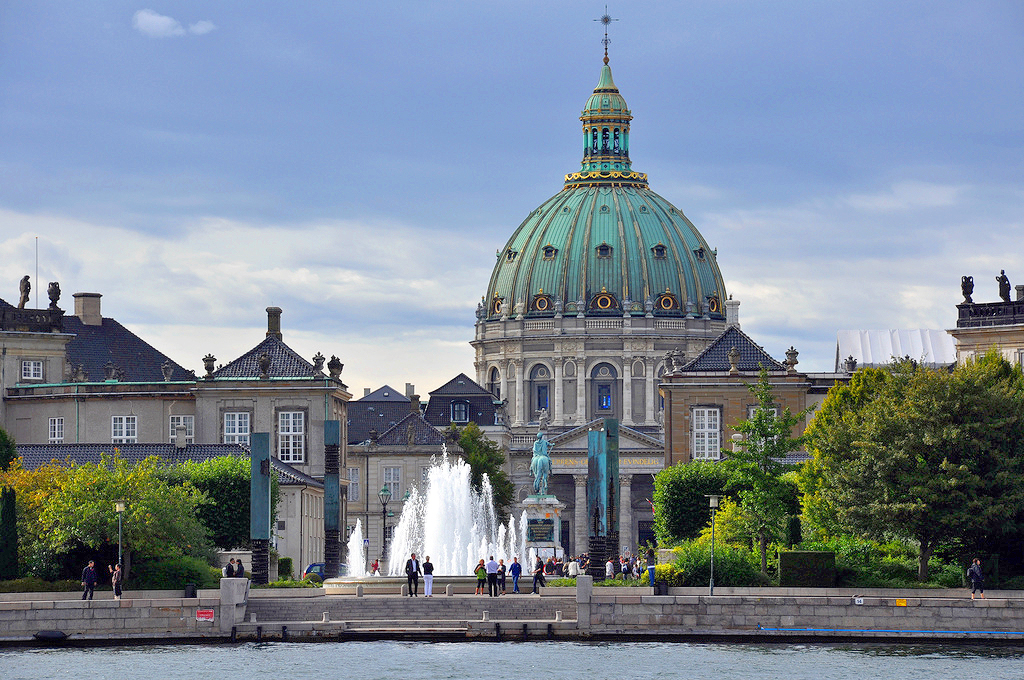
كاتدرائية فريديرك اللوثريَّة، كوبنهاغن،  الدنمارك.
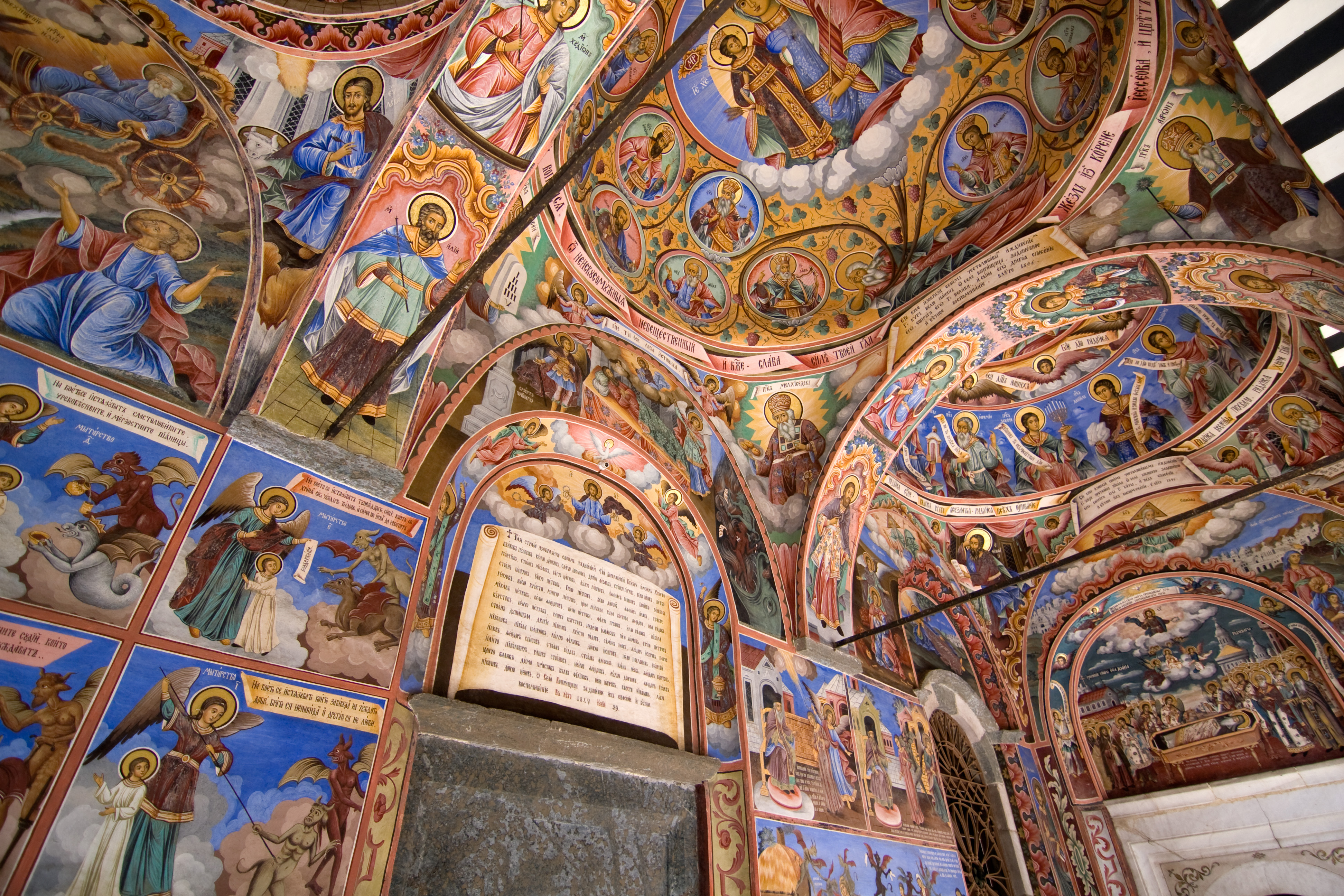
دير لايلا الأرثوذكسي في بلغاريا.
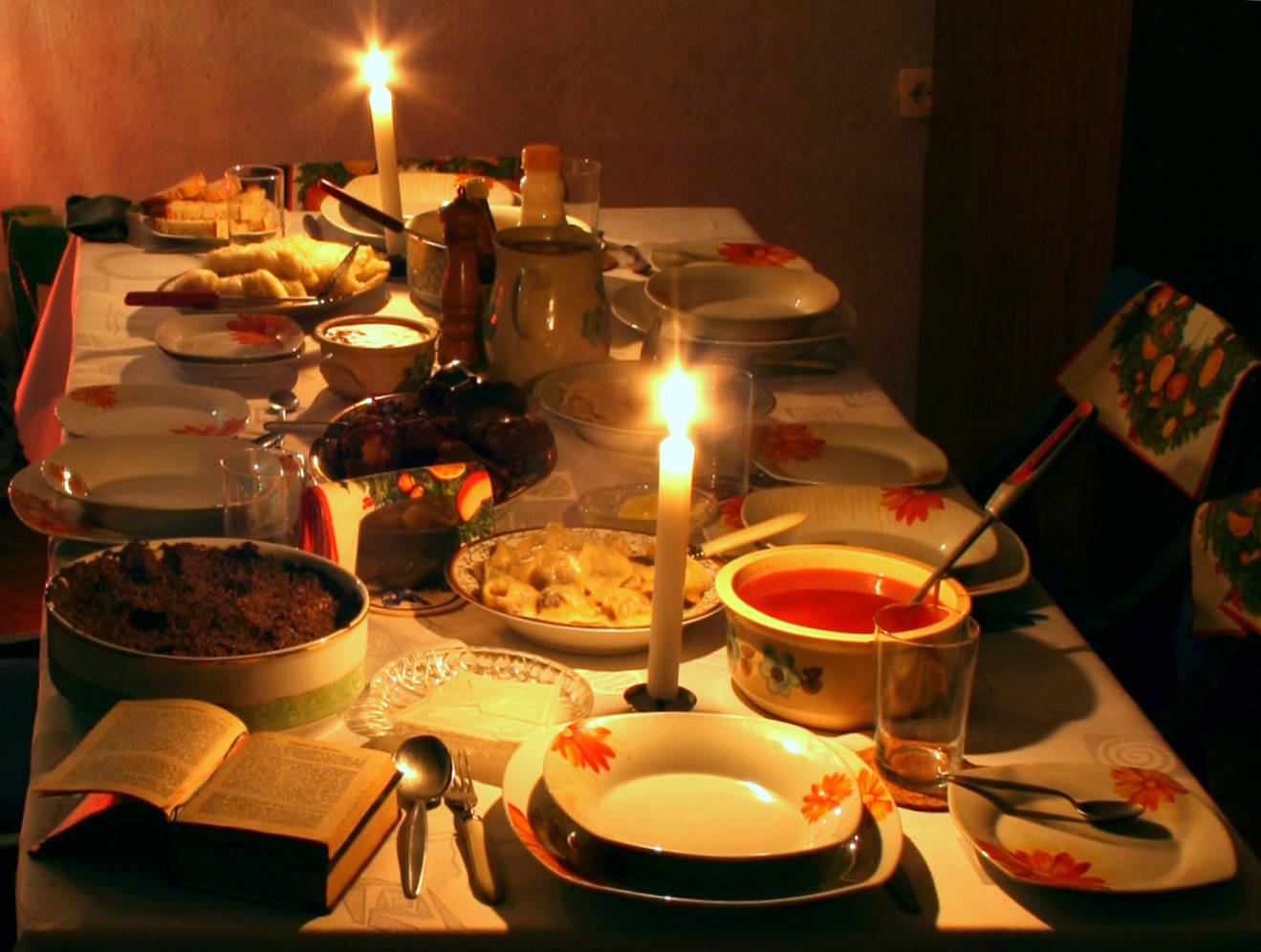
مائدة بولندية تقليدية لعشاء الميلاد.
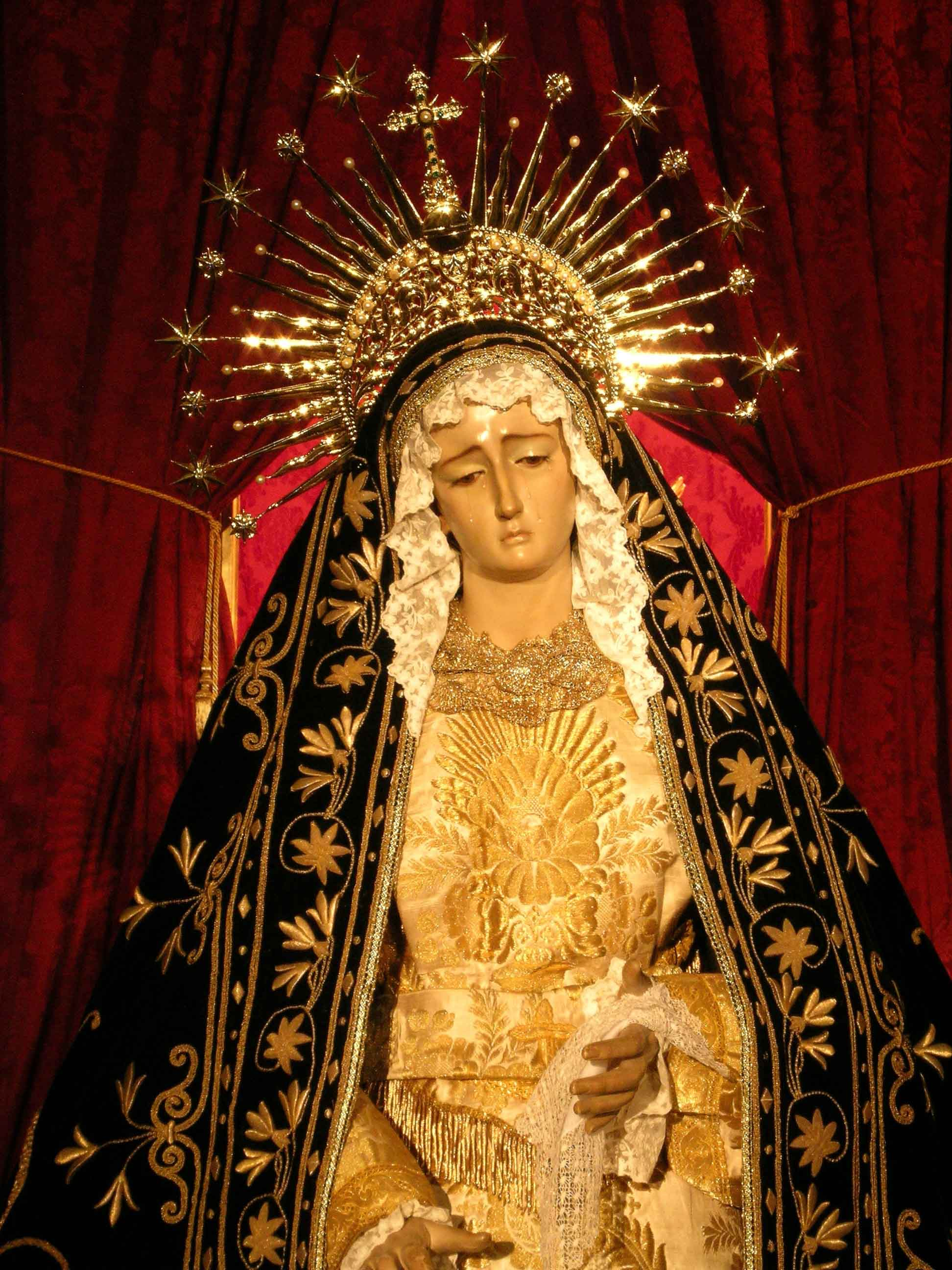
تمثال مريم العذراء سيدة الأوجاع والذي يطاف فيه في منطقة الأندلس في أسبوع الآلام.
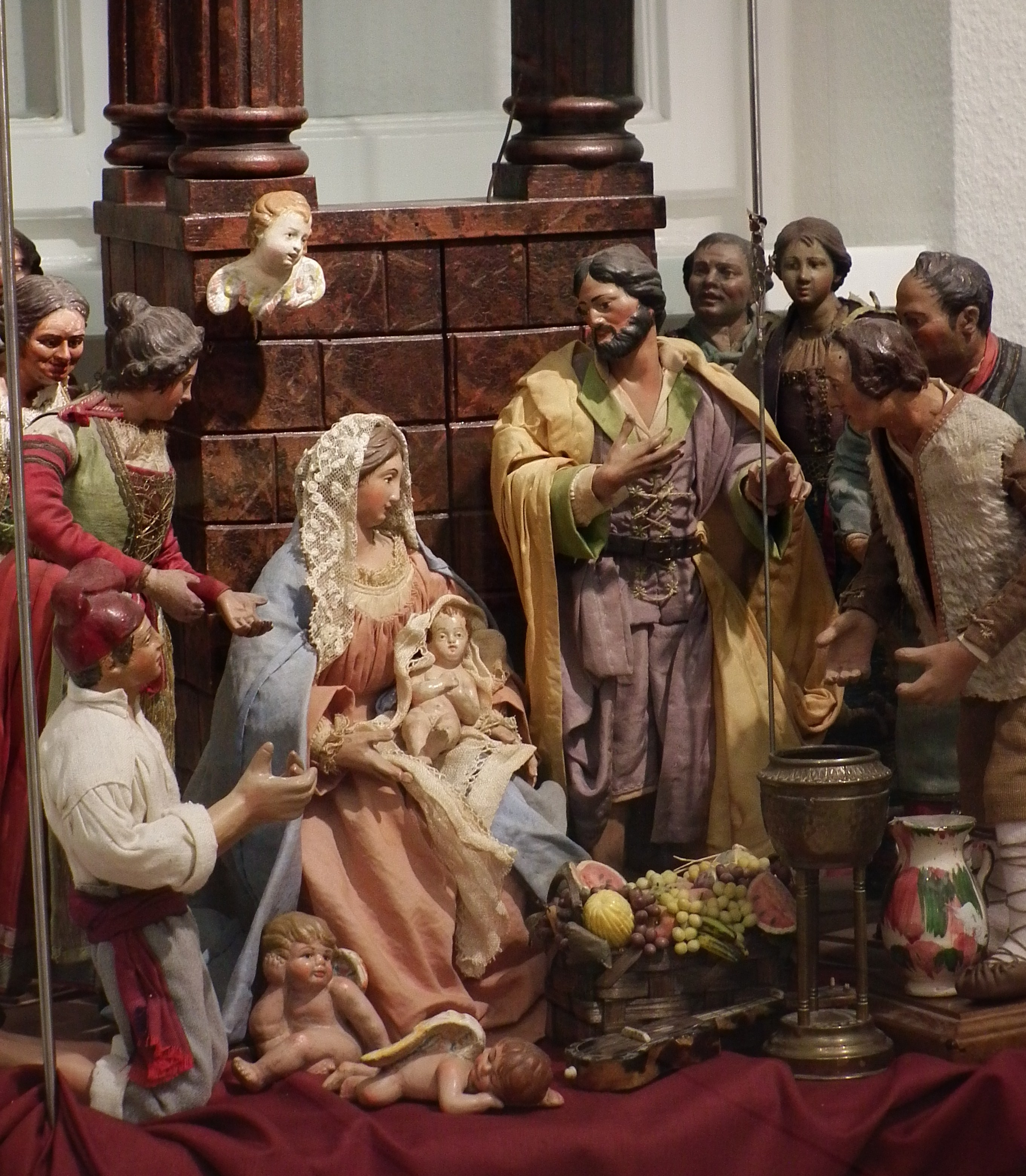
مجسم مغارة عيد الميلاد في متحف نابولي، تشتهر مدينة نابولي بهذه المجسمات.
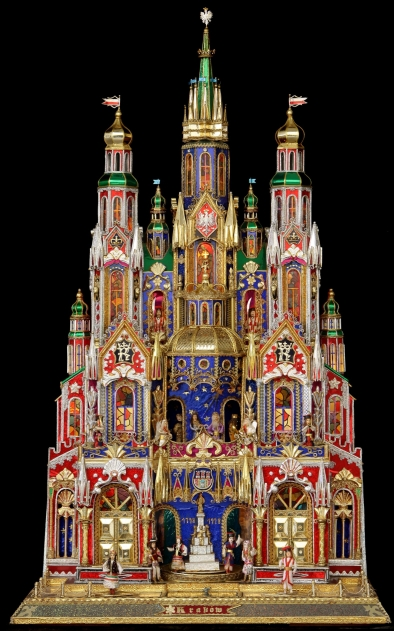
مجسم مغارة كراكوف، وتعتير جزء من الثقافة الشعبية البولندية.
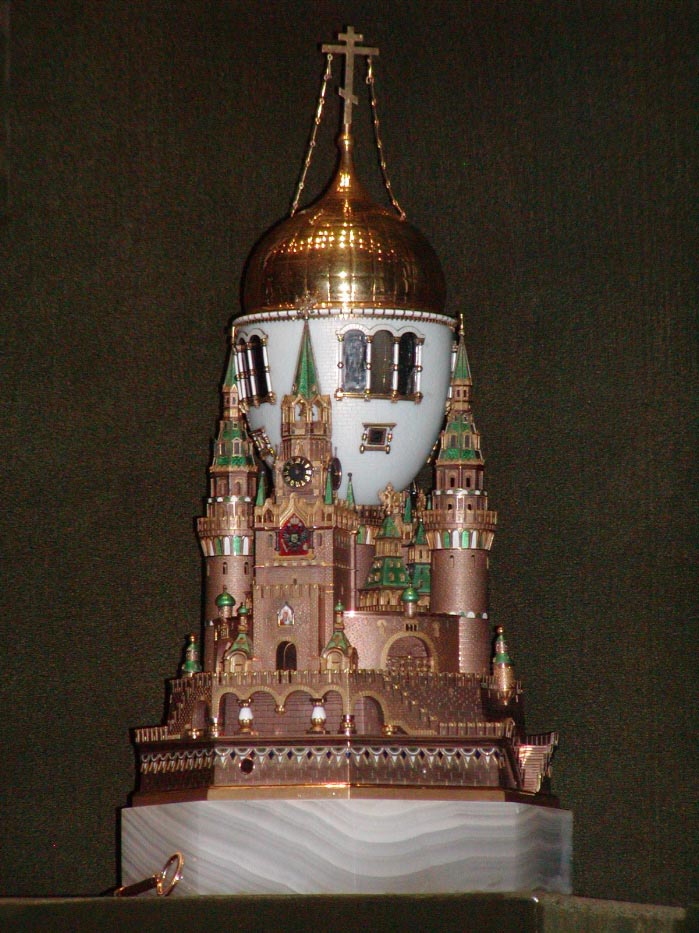
بيضة عيد الفصح الذهبية، لأسرة فابيرغ.
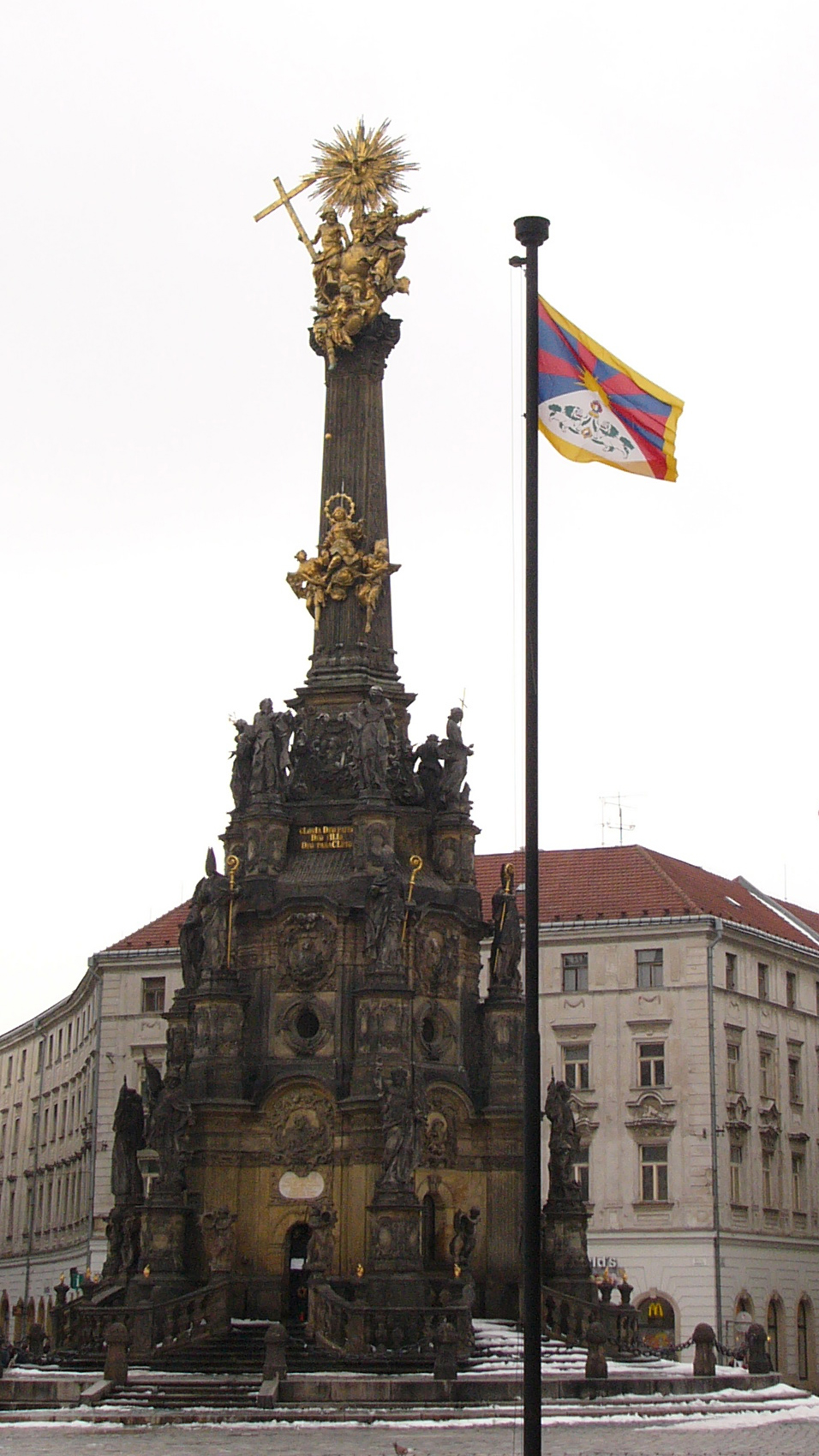
عمود الثالوث المقدس في أولوموتس في جمهورية التشيك.
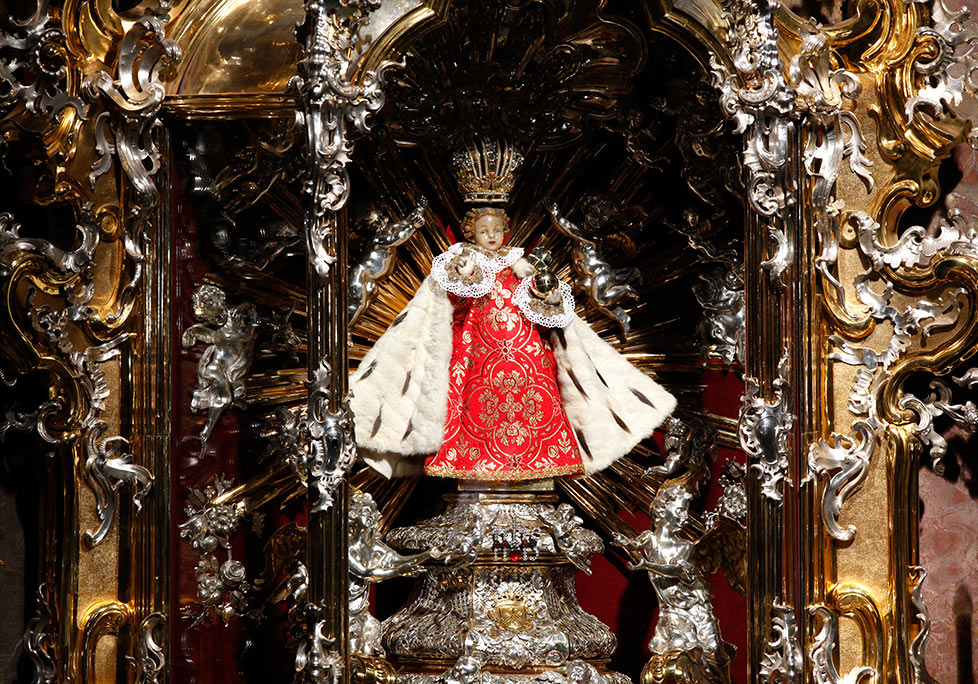
الطفل يسوع براغ.
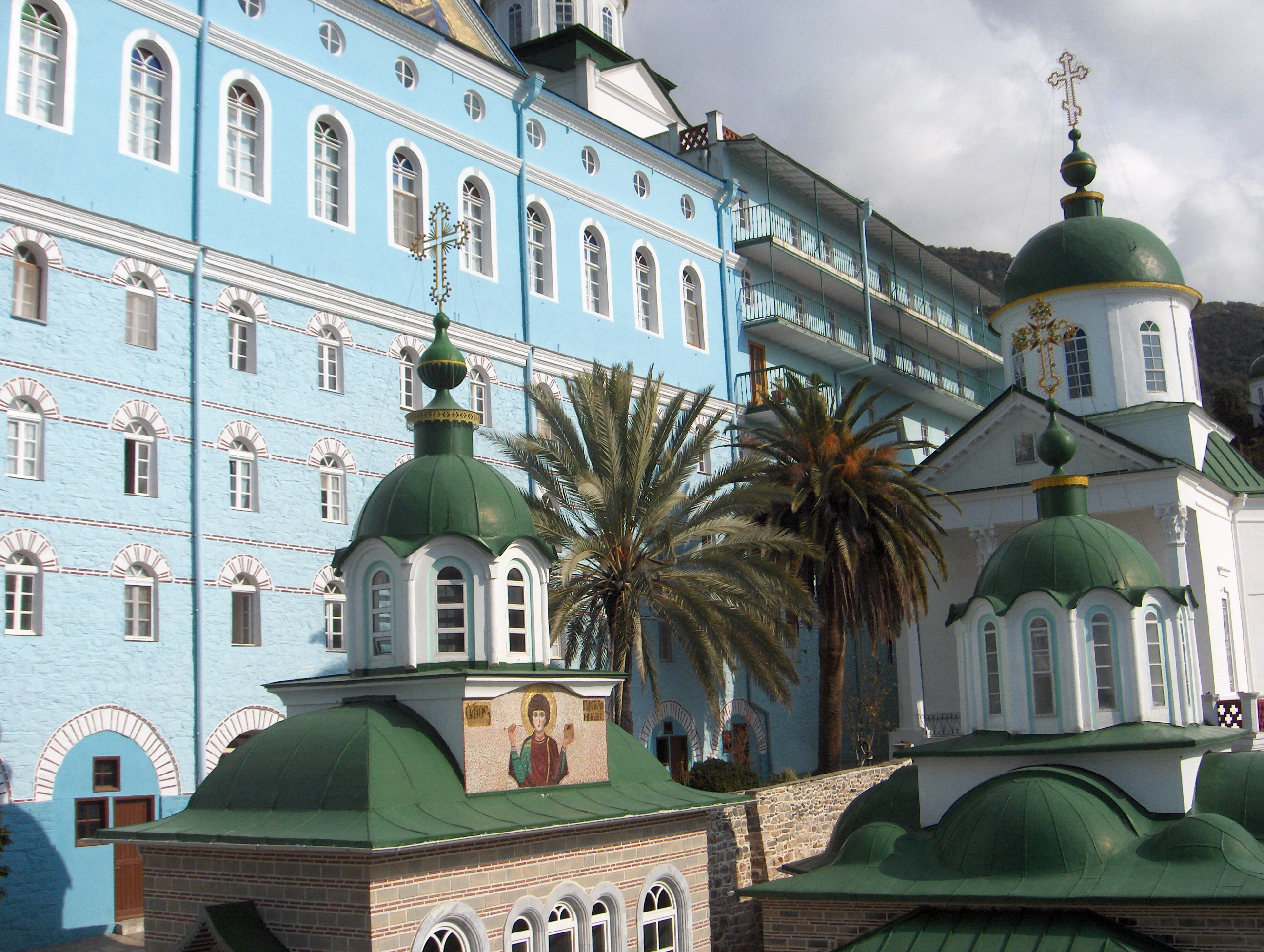
جبل آثوس في اليونان، ويعتبر منطقة نسكيّة، حيث يقيم هناك رهبان من مختلف الكنائس الأرثوذكسية.
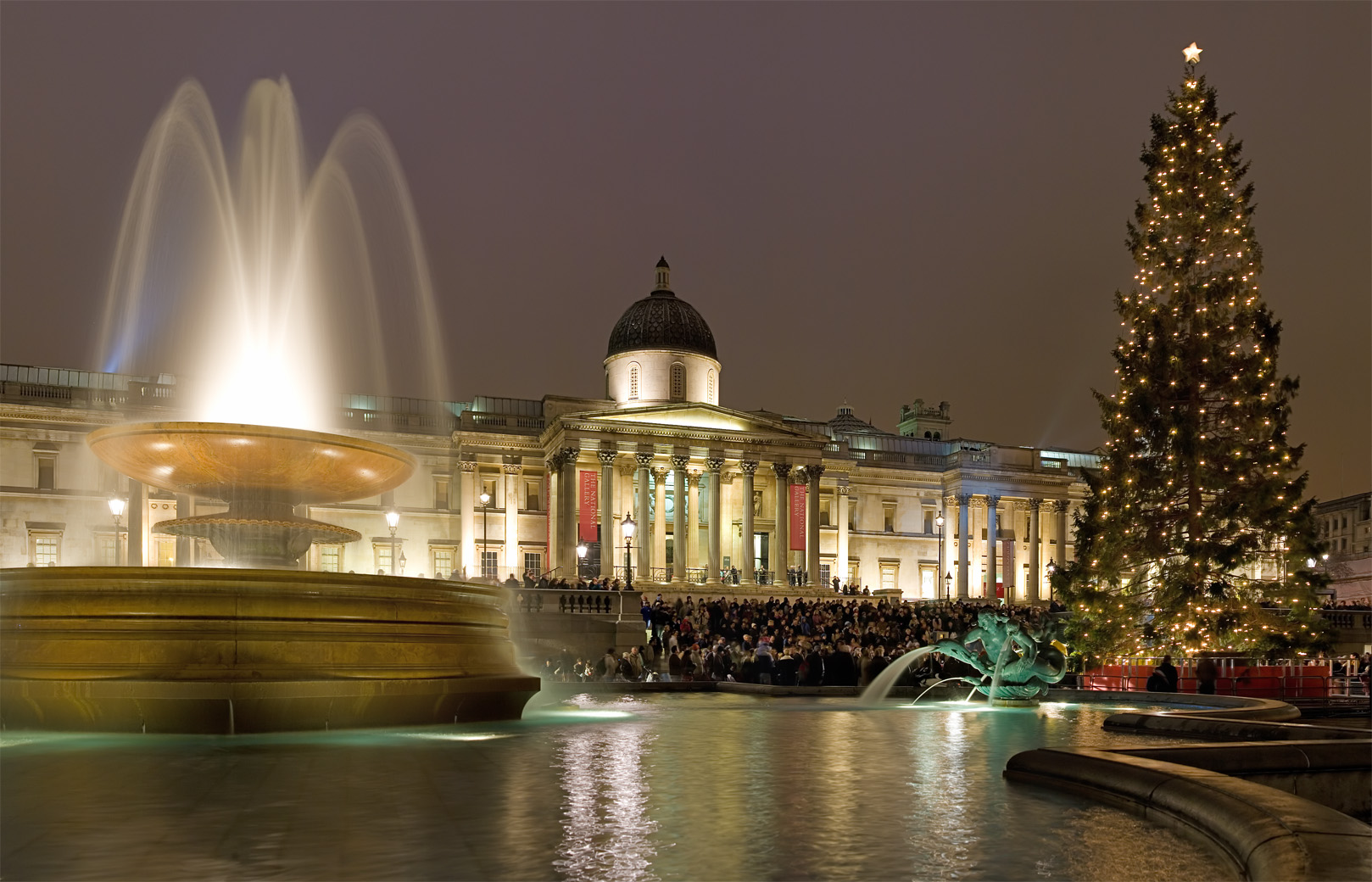
عرض موسيقي مسيحي في ميدان ترافالغار، لندن.

## وصلات خارجية
- أوروبا قارة مسيحية
- قارة الرب